# 俄羅斯入侵烏克蘭時間軸 (2024年8月)

俄羅斯入侵烏克蘭的動態地圖（參見可交互的俄烏戰爭詳細地圖）

本條目主要列出俄羅斯入侵烏克蘭在2024年8月的過程。

## 8月1日

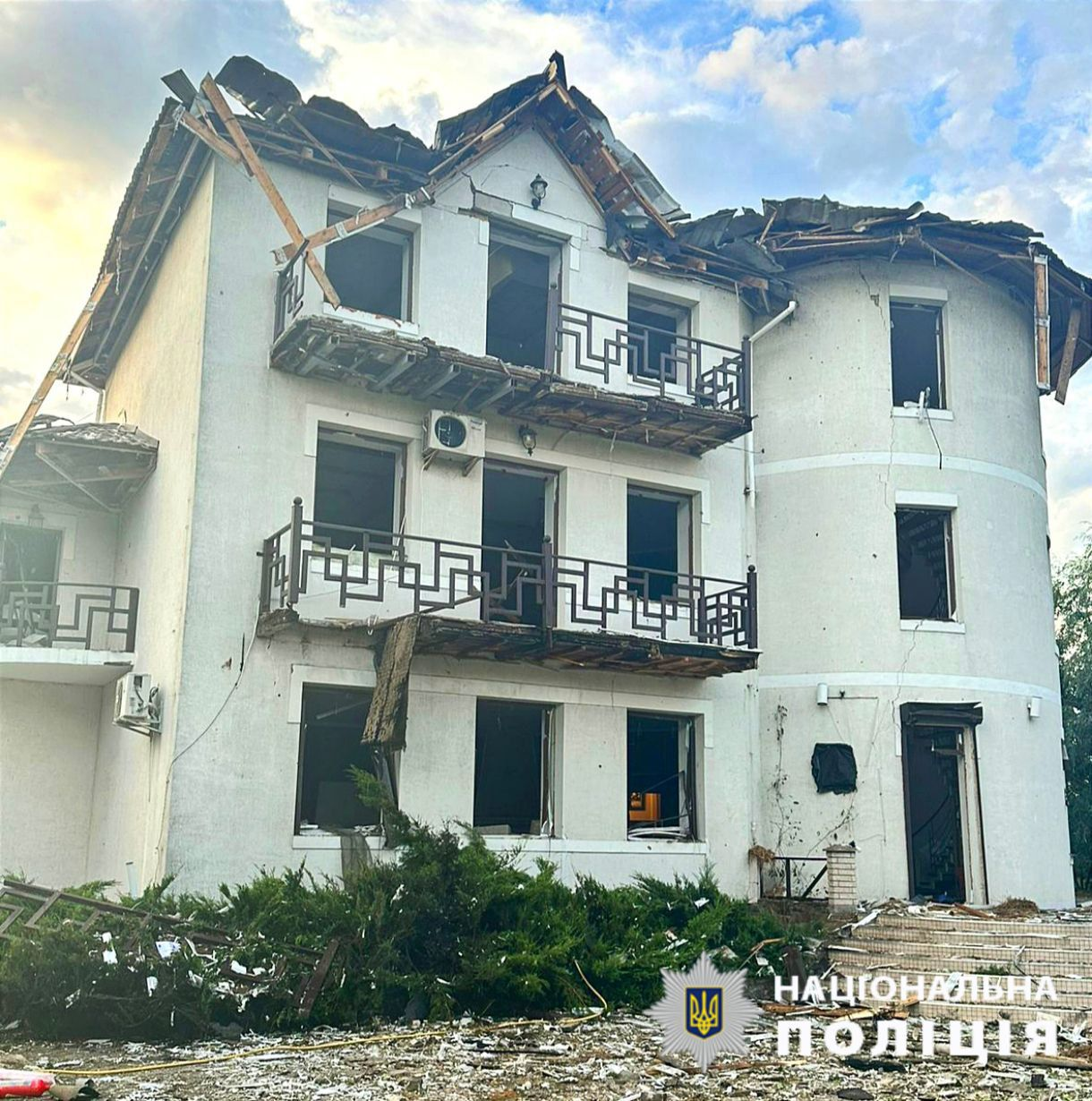
俄軍襲擊基輔後

烏克蘭地方政府表示，截至01日上午9時，俄羅斯在過去24小時內，一共襲擊10個州，包括基輔、尼古拉耶夫、切爾尼戈夫、盧甘斯克、扎波羅熱、蘇梅、聶伯彼得羅夫斯克、赫爾松、哈爾科夫和頓涅茨克州，至少造成4名平民死亡，27名平民受傷。烏克蘭空軍表示，俄羅斯午夜至凌晨期間對烏克蘭發動襲擊，俄軍從俄羅斯庫爾斯克地區和俄佔克里米亞地區發射7架無人機，從俄羅斯沃羅涅日州發射1枚伊斯坎德爾-M彈道飛彈，防空系統在基輔、波爾塔瓦、赫爾松和第聶伯羅彼得羅夫斯克擊落全部無人機。第聶伯羅彼得羅夫斯克州長表示，俄軍使用數十枚炮彈襲擊尼科波爾，至少造成2名平民死亡，1名平民受傷。
烏克蘭武裝部隊總參謀部表示，自全面入侵以來，俄羅斯在烏克蘭損失579,490名士兵，過去一天俄軍有1,370人傷亡，累計損失8,399輛戰車、16,203輛裝甲戰鬥車輛、21,816輛車輛和油箱、16,119門火砲系統、1,132套多管火箭系統、907套防空系統、363架飛機、326架直升機、12,968架無人機、2,407枚巡弋飛彈、28艘船隻和1艘潛艦等。烏克蘭武裝部隊總司令瑟爾斯基在訪問東部前線後表示，俄羅斯正在遭受重大損失，部署具豐富經驗的突擊部隊，繼續集中精力攻擊頓涅茨克州波克羅夫斯克，亦繼續攻擊庫皮揚斯克和查西夫亞爾地區，在哈爾科夫州赫利博克和沃夫昌斯克方面，俄軍未能成功推進，並遭受損失。乌克兰陆军司令亞歷山大·帕夫柳克表示，俄罗斯在7月份的损失达到35,680人，武器和军事装备损失为6,320件。烏克蘭哈爾科夫集團部隊發言人表示，哈爾科夫地區局勢仍然緊張和困難，並且有升級跡象，俄軍位於沃夫昌斯克的攻擊小組正進行輪換，可能會發動新一輪攻擊。
俄羅斯國防部表示，防空系統在過去一晝夜擊落烏軍14枚美製海馬斯多管火箭炮彈、1枚美製MGM-140陸軍戰術導彈以及61架無人機。俄羅斯別爾哥羅德州州長表示，烏軍在過去24小時內使用41架無人機和52枚炮彈襲擊該州，沒有造成平民傷亡。
俄羅斯國防部表示，烏克蘭軍隊在過去一晝夜內，在前線各地區內損失1,965名軍人，俄軍航空兵、無人機、導彈部隊和炮兵摧毀147個有生力量和烏軍裝備聚集區，自俄軍開展「特別軍事行動」以來，摧毀烏克蘭631架軍用飛機、278架直升機、28,795架無人機、559套防空導彈系統、16,734輛坦克和其他裝甲戰車、1,395輛多管火箭炮戰車、12,666門野戰炮和迫擊炮、24,250輛特種戰車。
烏克蘭傳媒引述消息人士報道，1架俄羅斯無人機擊中俄羅斯反對派、前國家杜馬議員伊利亞·波諾馬廖夫位於基輔郊區的住所，導致波諾馬廖夫多處受傷。波諾馬廖夫是2014年俄羅斯入侵烏克蘭期間，唯一投票反對將克里米亞併入俄羅斯的國家杜馬議員。
烏克蘭總統澤連斯基表示，正計劃對烏克蘭內閣進行改造，但沒有交代詳細資料。
烏克蘭國防部長烏梅羅夫表示，烏克蘭海軍第二艘島級護衛艦「酋長伊凡·維霍夫斯基號」在土耳其伊斯坦堡下水，預計在2027年第一季度正式移交給烏克蘭。
烏克蘭財政部表示，財政部長與世界銀行區域主任簽署一項新金融協議，協議規定將於2024年從美國獲得一批39億美元贈款，用於社會支援計劃等項目。烏克蘭國家銀行公布通貨膨脹報告，預計2024年將有40萬人移民離開烏克蘭，2025年將有30萬人，激增的主要原因是能源供應和對與冬天相關的不安全感，以及安全風險導致。
美國國家安全顧問沙利文表示，美國與俄羅斯之間進行自冷戰以來，最大規模的囚犯交換，涉及7個國家共26人，有記者問及美俄之間的互動是否為結束俄羅斯對烏克蘭戰爭的談判奠定基礎時，沙利文表示，美俄之間的囚犯談判與俄羅斯對烏克蘭的全面戰爭中任何潛在談判都無關。
非政府調查組織「衝突情報小組」和「iStories」公布聯合調查表示，俄羅斯國防部公布的合同是數量存在誇大成份，國防部在12月宣布有64萬士兵簽署合同服役，但根據俄羅斯預算支出資料調查後發現，在2022年秋季至2024年4月期間，只有42萬6千名俄羅斯人獲得合同中所承諾的薪資，無法解釋相差人數的原因。
烏克蘭國家民主研究所和基輔國際社會學研究所公布聯合調查顯示，受訪者對政府機構的信任度，只有8% 受訪者信任政黨，11%受訪者信任議會，高達91%受訪者信任烏克蘭武裝部隊，約48%受訪者對執政人民公僕黨持負面態度，約47%受訪者對反對黨歐洲團結持負面態度，約71%受訪者對俄羅斯全面入侵烏克蘭後，遭取締的親俄政黨反對派平台-為了生活持負面態度。

## 8月2日
烏克蘭地方政府表示，截至02日上午9時，俄羅斯在過去24小時內，一共襲擊9個州，包括尼古拉耶夫、切爾尼戈夫、盧甘斯克、扎波羅熱、蘇梅、聶伯彼得羅夫斯克、赫爾松、哈爾科夫和頓涅茨克州，至少造成2名平民死亡，16名平民受傷。
烏克蘭武裝部隊總參謀部表示，自全面入侵以來，俄羅斯在烏克蘭損失580,590名士兵，過去一天俄軍有1,100人傷亡，累計損失8,402輛戰車、16,211輛裝甲戰鬥車輛、21,872輛車輛和油箱、16,161門火砲系統、1,134套多管火箭系統、907套防空系統、363架飛機、326架直升機、13,005架無人機、2,407枚巡弋飛彈、28艘船隻和1艘潛艦等。烏克蘭國防部情報總局局長布達諾夫表示，烏克蘭正在制定複雜的解決方案，在未來幾個月摧毁連接俄羅斯和俄佔克里米亞的克里米亞大橋。
俄佔塞瓦斯托波爾官員表示，防空部隊擊落超過四個空中目標，其中包括帶有破壞性元素的導彈和MGM-140陸軍戰術導彈，部分導彈分別墜落在該市的幾個區。
俄羅斯國防部表示，過去一周內，烏軍損失達13,570名軍人，武裝力量使用高精度武器和無人機對烏軍裝備、保障工業運行能源設施進行11次集群打擊，所有目標均被擊中。防空部隊擊落烏克蘭空軍1架米格-29戰機、1架蘇-25戰機，摧毀1枚海王星遠程導彈、7枚美制陸軍戰術導彈、4枚法制鐵錘制導航空炸彈、2枚美制愛國者防空導彈、47枚美制海馬斯火箭彈和375架無人機。自「特別軍事行動」開展以來，俄軍共摧毀632架戰機、278架直升機、28,839架無人機、559套防空導彈系統、16,740輛坦克及其他裝甲戰車、1,395輛多管火箭炮戰車、12,714門火炮及迫擊炮、24,283輛軍用特種車輛。
烏克蘭總統澤倫斯基表示，聽取烏克蘭武裝部隊總司令瑟爾斯基、烏克蘭國防部長烏梅羅夫和國防部情報總局局長布達諾夫的報告，指出現時俄軍正對頓涅茨克州波克羅夫斯克區發動猛烈攻擊，烏軍士兵正努力抵禦攻擊，其他地區戰線仍然持續。
烏克蘭戰俘待遇協調總部表示，在烏克蘭國家安全局、內政部、國家緊急服務局和武裝部隊以及國際紅十字會的協助下，成功設法從盧甘斯克、巴赫穆特、馬林卡、阿夫迪伊夫卡、赫爾松地區和扎波羅熱地區以及馬裡烏波爾、霍爾利夫卡等，尋回250名在與俄羅斯作戰中陣亡的烏克蘭士兵屍體。

## 8月3日
烏克蘭地方政府表示，截至03日上午9時，俄羅斯在過去24小時內，一共襲擊14個州，包括日託米爾、文尼察、敖德薩、波爾塔瓦、基輔、尼古拉耶夫、切爾尼戈夫、盧甘斯克、扎波羅熱、蘇梅、聶伯彼得羅夫斯克、赫爾松、哈爾科夫和頓涅茨克州，至少造成5名平民死亡，11名平民受傷。烏克蘭赫爾松州州長表示，俄軍使用無人機襲擊比洛澤爾卡和安東尼夫卡，至少造成4名平民受傷，包括1名兒童。
烏克蘭武裝部隊總參謀部表示，自全面入侵以來，俄羅斯在烏克蘭損失581,760名士兵，過去一天俄軍有1,170人傷亡，累計損失8,406輛戰車、16,238輛裝甲戰鬥車輛、21,926輛車輛和油箱、16,271門火砲系統、1,135套多管火箭系統、908套防空系統、363架飛機、326架直升機、13,057架無人機、2,410枚巡弋飛彈、28艘船隻和1艘潛艦等。烏克蘭武裝部隊總參謀部證實，烏軍成功擊中俄羅斯羅斯托夫州莫羅佐夫斯克機場儲存滑翔炸彈等武器的彈藥庫。烏克蘭軍方表示，使用導彈攻擊俄佔克里米亞，擊沉俄羅斯黑海艦隊基洛級潛艇「羅斯托夫號」，並摧毀一套S-400防空系統。
俄羅斯國防部表示，防空系統擊落1枚美製愛國者導彈、9枚美製海馬斯火箭炮和150枚無人機，午夜至凌晨期間，在羅托夫州上空摧毀36架無人機，在庫爾斯克州摧毀8架，別爾哥羅德州摧毀9架，奧廖爾州摧毀17架，梁贊州摧毀2架，沃羅涅日州、亞速海上空和克拉斯諾達爾邊疆區各摧毀1架。羅斯托夫州州長表示，由於大規模無人機襲擊，卡門斯基和莫羅佐夫斯基區儲油設施遭到破壞。奧廖爾州州長表示，俄軍透過電子戰攔截無人機襲擊，但2架無人機仍擊中博爾霍夫斯基區一棟住宅樓。別爾哥羅德州州長表示，無人機襲擊古布金斯基地區一個石油倉庫，引發大火。
俄羅斯國防部表示，烏克蘭軍隊在過去一晝夜內，在前線各地區內損失1,975名軍人，俄軍航空兵、無人機、導彈部隊和炮兵摧毀138個有生力量和烏軍裝備聚集區，自俄軍開展「特別軍事行動」以來，摧毀烏克蘭632架軍用飛機、278架直升機、28,979架無人機、561套防空導彈系統、16,752輛坦克和其他裝甲戰車、1,395輛多管火箭炮戰車、12,779門野戰炮和迫擊炮、24,316輛特種戰車。
烏克蘭國會人權監察員魯比涅茨表示，呼籲紅十字國際委員會和聯合國調查網上流傳有關一名被俄羅斯處決的烏克蘭戰俘屍體照片，照片顯示屍體被砍掉頭和四肢，拍攝時間不詳。
烏克蘭赫爾松州州長普羅庫金表示，8名年齡在6至17歲的烏克蘭兒童在非政府組織「拯救烏克蘭」的協助下，從俄佔赫爾松地區返回烏克蘭。

## 8月4日
烏克蘭赫爾松州州長表示，俄羅斯過去一天襲擊多個關鍵基礎設施設施、住宅樓和其他民用基礎設施，至少造成包括1名兒童在內，15名平民受傷。烏克蘭北方作戰指揮部表示，過去一天俄軍使用無人機和大炮襲擊蘇梅州，破壞馬努希夫卡基礎設施和郵局，以及德魯日巴村的基礎設施設施，沒有傷亡報告。頓涅茨克州州長表示，過去一天俄羅斯襲擊波克羅夫斯克，至少造成1名平民死亡，在其他地區至少造成3名平民受傷。哈爾科夫州州長表示，過去一天俄軍使用16枚滑翔炸彈、3枚不同型號導彈和1架無人機，令民用基礎設施遭到破壞。
烏克蘭武裝部隊總參謀部表示，自全面入侵以來，俄羅斯在烏克蘭損失582,910名士兵，過去一天俄軍有1,150人傷亡，累計損失8,411輛戰車、16,255輛裝甲戰鬥車輛、22,006輛車輛和油箱、16,276門火砲系統、1,138套多管火箭系統、911套防空系統、363架飛機、326架直升機、13,103架無人機、2,412枚巡弋飛彈、28艘船隻和1艘潛艦等。烏克蘭空軍指揮官表示，自2022年2月全面入侵開始以來，空軍已經摧毀8 千多個俄軍空中目標，包括數百架飛機和直升機，數千枚巡航導彈和無人機，烏克蘭飛行員已經進行2萬多次戰鬥，其中大多數涉及使用航空武器。烏克蘭軍方哈爾科夫行動戰術小組表示，俄軍在沃夫昌斯克加強使用無人機進行空中偵察，並調動人員，被俄羅斯招募的埃及人亦在哈爾科夫州前線作戰。
俄羅斯國防部表示，過去一晝夜，防空系統擊落13枚美製海馬斯多管火箭炮、1枚吸血鬼火箭彈和162架無人機。俄羅斯別爾哥羅德州州長表示，烏軍在過去24小時內使用40架無人機和85枚炮彈襲擊該州，至少造成8名平民受傷。
俄羅斯國防部表示，中央集團軍部隊已經佔領頓涅茨克地區新沃肖洛夫卡佩爾瓦亞定居點。俄羅斯軍隊擊中愛國者防空系統的AN/MPQ-65雷達站和一個無人機儲藏倉庫，防空系統擊落1架蘇-27戰機，烏克蘭軍隊在過去一晝夜內，在前線各地區內損失1,905名軍人。
烏克蘭總統澤連斯基在烏克蘭一處秘密地點舉行儀式，慶祝烏克蘭空軍日，並表示，為了加強防空能力，烏克蘭需要獲得F-16戰機，在與盟友進行數百次協商和談判，最常聽到的回答是「不可能」，但我們的願望終於成真，F-16戰機已經出現在烏克蘭上空中，為已經開始使用這款戰機參戰的烏克蘭飛行員感到自豪。澤連斯基講話期間，身後放置2架F-16戰機，機尾已經印上烏克蘭國徽，部分機身以偽裝網覆蓋。烏克蘭武裝部隊總參謀部總司令西爾斯基表示，最近向烏克蘭交付的F-16戰鬥機．意味著俄羅斯「罪犯」將使用更多可以被擊落的導彈和戰機攻擊烏克蘭的城市。
烏克蘭頓涅茨克州州長費拉什京表示，由於波克羅夫斯克方向的激烈戰鬥仍在繼續，將從頓涅茨克州波克羅夫斯克、赫羅迪夫卡和諾沃羅迪夫卡等4個前線村莊，疏散 700多名兒童，並將會使用裝甲車協助。
馬里軍政府發言人阿卜杜拉耶·馬伊加上校宣佈，與烏克蘭斷交，回應烏克蘭情報部門與馬裡反軍政府武裝組織之間可能進行的合作，攻擊軍政府部隊和俄羅斯僱傭兵組織「瓦格納集團」部隊。

## 8月5日
烏克蘭空軍表示，俄羅斯午夜至凌晨期間對烏克蘭發動襲擊，俄軍從俄羅斯庫爾斯克州普里莫爾斯科-阿赫塔爾斯克地區發射24架無人機，防空系統在基輔、文尼察、基洛沃拉德、哈爾科夫、蘇梅、波爾塔瓦和第聶伯羅彼得羅夫斯克擊落全部無人機。
烏克蘭武裝部隊總參謀部表示，自全面入侵以來，俄羅斯在烏克蘭損失584,090名士兵，過去一天俄軍有1,180人傷亡，累計損失8,417輛戰車、16,286輛裝甲戰鬥車輛、22,094輛車輛和油箱、16,345門火砲系統、1,138套多管火箭系統、911套防空系統、365架飛機、326架直升機、13,122架無人機、2,412枚巡弋飛彈、28艘船隻和1艘潛艦等。烏克蘭國防部情報總局引用衛星影象表示，烏克蘭軍方於3日對俄羅斯羅斯託夫州莫羅佐夫斯克機場的襲擊中，摧毀1架俄羅斯Su-34戰鬥轟炸機和1個彈藥庫，另外2架蘇-34戰機可能被碎片損壞。
俄羅斯國防部表示，防空系統擊落6枚美製MGM-140陸軍戰術導彈、4枚法製SCALP-EG空射巡航導彈、7枚美製海馬斯火箭炮彈、1枚法製鐵錘制導空中炸彈和43架無人機。
俄羅斯國防部表示，烏克蘭軍隊在過去一晝夜內，在前線各地區內損失1,750名軍人，俄軍航空兵、無人機、導彈部隊和炮兵摧毀132個有生力量和烏軍裝備聚集區，自俄軍開展「特別軍事行動」以來，摧毀烏克蘭633架軍用飛機、278架直升機、29,184架無人機、561套防空導彈系統、16,774輛坦克和其他裝甲戰車、1,396輛多管火箭炮戰車、12,843門野戰炮和迫擊炮、24,396輛特種戰車。
烏克蘭盧甘斯克州長表示，烏克蘭對俄佔盧甘斯克發動襲擊，導致一家用於維修和儲存俄羅斯軍事裝備的工廠發生火災。俄佔盧甘斯克地區當局表示，烏克蘭在襲擊中使用8枚美製MGM-140陸軍戰術導彈和4枚英製暴風影導彈。俄佔盧甘斯克市官員表示，防空系統擊落4枚導彈，帶有油箱和在住宅區附近的倉庫受到打擊。
烏克蘭總統澤連斯基表示，基輔將與北約討論建立國家聯盟，以幫助在烏克蘭領土上空擊落俄羅斯導彈，形容此舉是一項非常大的責任，對合作伙伴來說可能很困難，但已責成外交官員組織一次北約-烏克蘭理事會會議，討論這個問題。
烏克蘭國防部情報總局局長布達諾夫表示，烏克蘭和俄羅斯無法完全摧毀對方的能源系統，部分原因是蘇聯時代的某些保障措施，作為防空系統的主要生產商，俄羅斯正在以更大的力度增加生產，而烏克蘭對俄羅斯能源系統的攻擊，可能會使俄羅斯的生活變得困難，但幾乎不可能完全摧毀。
烏克蘭國家安全局表示，截獲俄羅斯聯邦安全局組織的大規模破壞網路，同時在第聶伯羅彼得羅夫斯克、蘇梅、扎波羅熱、基洛夫格勒、頓涅茨克和敖德薩州拘捕9人，其中1人為第聶伯羅市議會成員，另1人為敖德薩州尤芝尼市議會成員，涉嫌偵察關鍵基礎設施和烏克蘭軍事陣地的位置，並轉交俄羅斯。
俄羅斯聯邦安全局表示，在俄佔扎波羅熱地區拘捕一名按照烏克蘭情報部門指示策劃，對軍民管理機構官員實施恐怖襲擊的俄羅斯公民，涉嫌向烏克蘭提供關於扎波羅熱地區軍民管理機構官員的信息，並試圖放置自制爆炸裝置，企圖實施恐怖襲擊。
烏克蘭外交部表示，對於馬里軍政府決定與烏克蘭斷絕外交關係感到遺憾，認為軍政府沒有提供證據證明烏克蘭參與圖阿雷格反軍政府武裝組織和俄羅斯僱傭兵組織「瓦格納集團」之間的事件，表明烏克蘭無條件遵守國際法準則，其他國家主權和領土完整不可侵犯。

## 8月6日

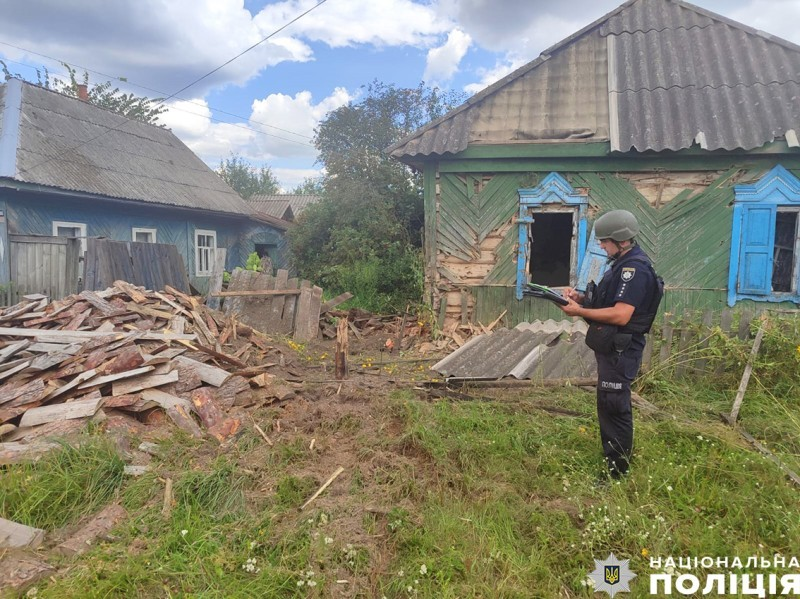
俄軍襲擊切爾尼戈夫州塞梅尼夫卡後

烏克蘭地方政府表示，截至06日上午9時，俄羅斯在過去24小時內，一共襲擊11個州，包括赫梅利尼茨基、基輔、尼古拉耶夫、切爾尼戈夫、盧甘斯克、扎波羅熱、蘇梅、聶伯彼得羅夫斯克、赫爾松、哈爾科夫和頓涅茨克州，至少造成3名平民死亡，19名平民受傷。哈爾科夫州州長表示，俄羅斯上午10時左右使用9K720伊斯坎德爾導彈襲擊哈爾科夫市舍甫琴科區，損壞一家診所和其他民用基礎設施，至少造成1名平民死亡，12名平民受傷，包括1名8個月大嬰兒。赫爾松州州長表示，俄軍使用無人機在赫爾松市郊區投擲炸藥，至少造成5名平民受傷。
烏克蘭武裝部隊總參謀部表示，自全面入侵以來，俄羅斯在烏克蘭損失585,140名士兵，過去一天俄軍有1,050人傷亡，累計損失8,421輛戰車、16,294輛裝甲戰鬥車輛、22,148輛車輛和油箱、16,384門火砲系統、1,138套多管火箭系統、911套防空系統、365架飛機、326架直升機、13,158架無人機、2,420枚巡弋飛彈、28艘船隻和1艘潛艦等。烏克蘭國家安全和國防委員會反虛假資訊部門負責人表示，俄羅斯並沒有完全佔領頓涅茨克州託列茨克以南的前線定居點紐約克，形容激烈戰鬥仍在繼續。烏克蘭國防部情報總局表示，旗下阿爾坦特種部隊登陸俄佔赫爾松地區的坦德拉沙嘴，摧毀俄軍兩棲運兵車以及電子戰系統和防禦工事，烏克蘭部隊沒有遭受任何損失。
俄羅斯國防部表示，防空系統擊落6枚美製海馬斯火箭炮彈、51架無人機。其中，防空系統在庫爾斯克州上空摧毀13架無人機，在別爾哥羅德州上空摧毀9架無人機。
俄羅斯國防部表示，中央集團軍部隊已經佔領頓涅茨克地區季莫費耶夫卡村，烏克蘭軍隊在過去一晝夜內，在前線各地區內損失1,535名軍人，俄軍航空兵、無人機、導彈部隊和炮兵摧毀127個有生力量和烏軍裝備聚集區，在烏軍機場摧毀2架烏克蘭空軍米格-29，自俄軍開展「特別軍事行動」以來，摧毀烏克蘭635架軍用飛機、278架直升機、29,235架無人機、561套防空導彈系統、16,776輛坦克和其他裝甲戰車、1,396輛多管火箭炮戰車、12,904門野戰炮和迫擊炮、24,419輛特種戰車。

烏軍襲擊俄羅斯庫爾斯克州邊境地區後

俄羅斯國防部表示，當地時間下午5時左右，烏克蘭第22獨立機械化旅約300名士兵，配備坦克和裝甲車，襲擊庫爾斯克地區尼古拉耶沃-達裡諾和奧萊什尼亞邊境定居點附近的俄軍部隊，目前衝突仍在繼續，俄軍儲備力量正在向庫爾斯克方向前進。俄羅斯庫爾斯克州代理州長表示，俄羅斯聯邦安全局邊防軍和俄羅斯武裝力量軍人阻止烏軍突入該州境內。
烏克蘭總統澤連斯基表示，烏克蘭將向在俄羅斯全面入侵烏克蘭後開展的導彈計劃分配額外資金，生產更多的導彈，指出現時接近能夠使用自行生產的導彈，而不僅僅是依靠合作伙伴的導彈，但沒有提供細節。另外，澤連斯基表示，烏克蘭生產無人機的能力正在不斷增長，不單與國家資金合作，合作伙伴亦投資在烏克蘭的無人機生產，烏軍在7月份發射的無人機數量已經超越俄軍。
俄羅斯聯邦安全會議秘書紹伊古表示，根據俄羅斯國防部消息顯示，俄軍在不到2個月內消滅烏軍士兵超過11.5萬人，佔領420平方公里土地，如果俄羅斯總統普京提出的要求得到滿足，可以終結這一情況，但現時的立場清楚明確，部隊繼續前進。指出俄羅斯總統普京提出解決烏克蘭問題的條件，已經過去將近兩個月，烏克蘭一直沒有任何反應，認為談論烏克蘭問題的日內瓦會議、澤連斯基機制等形式都沒有意義，在缺席主要談判者的情況下進行和談看起來很荒謬。
協助俄羅斯士兵親屬尋找失蹤俄羅斯士兵的烏克蘭國防部情報總局專案「我想找到」負責人表示，自年初以來，已收到俄羅斯士兵親屬的20,098項請求，已幫助找到588名失蹤俄羅斯士兵，約533名俄羅斯士兵被發現仍然活著，其中100人已經透過戰俘交換，被釋放到俄羅斯，約55名俄羅斯士兵確認死亡，其中33人遺體已移交俄羅斯。
美國國務院發言人米勒表示，雖然F-16戰機已經抵達烏克蘭，但美國有關烏克蘭使用美制武器攻擊俄羅斯本土的政策保持不變，美國會根據戰場情況和烏克蘭武裝部隊的需要，決定美國向烏克蘭提供的武器。
已經將逃往俄羅斯且遭烏克蘭通緝的烏克蘭親俄政治家維克托·梅德韋丘克表示，為了抵制澤連斯基的犯罪政權，成立「另一個烏克蘭」國際社會運動組織，已向歐洲委員會、歐洲安全與合作組織以及各國駐烏克蘭大使發出呼籲，形容澤連斯基的犯罪政權已經成為烏克蘭衝突實現和平的主要障礙，烏克蘭衝突有升級為第三次世界大戰的風險，呼籲防止第三次世界大戰的爆發。
尼日軍政府發言人阿馬杜·阿卜杜拉馬內宣佈，跟隨馬里的行動，切斷與烏克蘭的外交關係，回應烏克蘭暗示向馬里反軍政府武裝組織提供協助，並表示已將事件轉交給聯合國安理會，以期對烏克蘭的行為作出裁決。

## 8月7日
烏克蘭地方政府表示，截至07日上午9時，俄羅斯在過去24小時內，一共襲擊13個州，包括切爾卡西、文尼察、赫梅利尼茨基、基輔、尼古拉耶夫、切爾尼戈夫、盧甘斯克、扎波羅熱、蘇梅、聶伯彼得羅夫斯克、赫爾松、哈爾科夫和頓涅茨克州，至少造成3名平民死亡，14名平民受傷。
烏克蘭武裝部隊總參謀部表示，自全面入侵以來，俄羅斯在烏克蘭損失586,370名士兵，過去一天俄軍有1,230人傷亡，累計損失8,429輛戰車、16,323輛裝甲戰鬥車輛、22,226輛車輛和油箱、16,451門火砲系統、1,138套多管火箭系統、911套防空系統、365架飛機、326架直升機、13,212架無人機、2,421枚巡弋飛彈、28艘船隻和1艘潛艦等。烏克蘭國防部情報總局局長布達諾夫表示，俄羅斯進攻的主要力量應該會在一個半月或兩個月內結束，以過去多年的戰爭為例，任何一方的進攻潛力都不會持續超過兩個月，俄羅斯的進攻行動已經將近三個月，因此將有所下降。
俄羅斯國防部表示，防空系統擊落11枚美製海馬斯火箭炮彈、1枚美製愛國者地對空導彈和87架無人機。俄羅斯庫爾斯克州代理州長表示，俄軍在庫爾斯克邊境地區與烏軍發生衝突，至少造成5名平民死亡，包括2名救護員，20人受傷，凌晨時間，防空部隊在地區上空擊落2枚導彈。
俄羅斯國防部表示，凌晨俄軍部隊與俄羅斯聯邦安全局邊防局共同行動，繼續殲滅庫爾茨克州緊鄰俄烏邊境的烏軍部隊，並對烏克蘭蘇梅州邊境居民點的烏軍預備隊予以重創，在一晝夜的戰鬥中，烏克蘭武裝分子在襲擊庫爾斯克州邊境地區時，損失多達260名武裝分子和50輛裝甲車，包括7輛坦克、8輛裝甲運兵車和3輛步兵戰車。 庫爾茨克州代理州長表示，該地區正在持續戰鬥中，局勢仍然非常困難，宣佈該州進入緊急狀態，以消除烏軍進入該地區的後果。
俄羅斯國防部表示，烏克蘭軍隊在過去一晝夜內，在前線各地區內損失1,885名軍人，俄軍航空兵、無人機、導彈部隊和炮兵摧毀153個有生力量和烏軍裝備聚集區，自俄軍開展「特別軍事行動」以來，摧毀烏克蘭635架軍用飛機、278架直升機、29,322架無人機、563套防空導彈系統、16,798輛坦克和其他裝甲戰車、1,396輛多管火箭炮戰車、12,926門野戰炮和迫擊炮、24,469輛特種戰車。
烏克蘭傳媒「基輔獨立報」引述烏克蘭情報部門消息人士報道，烏克蘭國家安全局特別行動中心使用無人機在庫爾斯克州上空擊中1架俄羅斯Mi-28攻擊直升機的尾旋翼，形容是軍事史上獨一無二的特別行動。
俄羅斯總統普京在與俄羅斯政府成員會面時表示，眾所周知，基輔政權又進行大規模挑釁，正在用包括導彈在內的各種武器向民用建築、住宅樓和救護車無差別開火。
烏克蘭蘇梅州州長亞提烏克表示，蘇梅州當局在俄羅斯襲擊加劇的情況下，從23個邊境定居點進一步強制撤離。烏克蘭總參謀部則表示，在過去一天，俄軍在蘇梅州邊境地區附近增加航空活動，向定居點投擲約30枚制導空中炸彈。
烏克蘭國防部情報總局局長布達諾夫表示，從軍事角度來看，由於克里米亞半島的戰略特徵，奪回克里米亞比頓巴斯更容易，頓巴斯的戰線長超過1千公里，深度超過2百公里，克里米亞半島有兩個切入點，分別是由俄羅斯建造克里米亞大橋和與烏克蘭接壤的陸地，透過烏軍的聯合壓力和對俄羅斯通訊聯絡的破壞，克里米亞半島很容易被孤立。
烏克蘭總統澤倫斯基顧問波多利亞克表示，烏克蘭在俄羅斯邊境地區的任何可能行動，都將對俄羅斯社會產生影響，並改善基輔在未來與俄羅斯和平談判中的地位，但拒絕具體評論最近對俄羅斯庫爾斯克州的跨境攻擊，並表示軍方將在必要時提供資訊。協助俄羅斯士兵親屬尋找失蹤俄羅斯士兵的烏克蘭國防部情報總局專案「我想找到」表示，許多俄羅斯士兵在俄羅斯庫爾斯克州被俘，其中公佈32名被俘的俄羅斯士兵的無人機拍攝片段。
烏克蘭國民警衛隊「亞速營」副指揮官帕拉馬爾引述法醫報告，在馬裡烏波爾作戰時被俘虜的烏克蘭人亞歷山大·伊申科在俄羅斯的囚禁中，因胸部鈍力創傷死亡，身上多處肋骨骨折，並且曾經休克，形容是對烏克蘭戰俘的又一次殘酷謀殺。伊申科家人在7月31日證實，伊申科在9天前去世。
俄羅斯外交部發言人扎哈羅娃表示，基輔當局在庫爾斯克州發動野蠻襲擊，試圖製造混亂和恐慌，並在烏軍不斷失敗的背景下進行類似活動。鑒於烏軍在庫爾斯克州的行動，俄羅斯呼籲國際社會不要袖手旁觀並譴責基輔當局。同時，扎哈羅娃亦形容澤連斯基將烏克蘭公民發配到庫爾斯克的「絞肉機」中，旨在悄無聲息地，將烏克蘭的致命動員再延長三個月。
烏克蘭駐墨西哥大使館表示，要求及相信墨西哥政府將遵守國際逮捕令，若俄羅斯總統普京出席墨西哥新任總統克勞蒂亞·薛恩鮑姆就職典禮時，將逮捕普京，亦感謝墨西哥邀請總統澤連斯基參加10月的就職典禮。
美國國家安全委員會發言人柯比表示，鑑於俄羅斯侵犯烏克蘭領土主權已經超過10年，俄羅斯聲稱烏克蘭對庫爾斯克發動攻擊，並稱之為挑釁是有點不合理，美國官員正在與烏克蘭官員聯絡，以更好地瞭解俄羅斯庫爾斯克地區的局勢，由於烏克蘭進行的是一場不斷變化的戰爭，在執行行動前不通知美國確切的戰術並不罕見。美國沒有改變其允許烏克蘭使用美國提供武器，在迫在眉睫時針對邊境地區威脅的政策，現階段對庫爾斯克發動的攻擊中，沒有看到違反美國的政策。歐盟外交事務發言人斯塔諾表示，烏克蘭有合法的權利為自己辯護，包括在其領土上襲擊侵略者，並提及俄羅斯庫爾斯克州正在進行的戰鬥，表明歐盟繼續全力支援烏克蘭抵禦俄羅斯侵略的合法權利及其恢復主權和領土完整的努力。
俄羅斯國營傳媒「塔斯社」引述美俄雙重國籍公民謝尼婭·卡列琳娜的代表律師消息報道，卡列琳娜曾在美國向烏克蘭慈善團體捐贈51.8美元，被指涉嫌向直接危害俄羅斯國家安全的外國政府提供財政援助，卡列琳娜決定承認叛國罪。俄羅斯國營傳媒「俄羅斯24」報道，俄羅斯著名宣傳家和親克里姆林宮電視記者葉夫根尼·波杜布尼在俄羅斯庫爾斯克州的無人機襲擊中受重傷，接受重症監護。

## 8月8日
烏克蘭地方政府表示，截至08日上午9時，俄羅斯在過去24小時內，一共襲擊10個州，包括基洛夫格勒、尼古拉耶夫、切爾尼戈夫、盧甘斯克、扎波羅熱、蘇梅、聶伯彼得羅夫斯克、赫爾松、哈爾科夫和頓涅茨克州，至少造成2名平民死亡，15名平民受傷，包括1名兒童。頓涅茨克州州長表示，俄羅斯下午6時對頓涅茨克州塞利多夫發動滑翔炸彈襲擊，至少造成2名平民死亡，11名平民受傷。
烏克蘭武裝部隊總參謀部表示，自全面入侵以來，俄羅斯在烏克蘭損失587,510名士兵，過去一天俄軍有1,140人傷亡，累計損失8,431輛戰車、16,332輛裝甲戰鬥車輛、22,285輛車輛和油箱、16,487門火砲系統、1,142套多管火箭系統、914套防空系統、366架飛機、367架直升機、13,293架無人機、2,424枚巡弋飛彈、28艘船隻和1艘潛艦等。
俄羅斯國防部表示，防空系統擊落12枚美製海馬斯火箭炮彈和80架無人機。
俄羅斯國防部表示，烏克蘭軍隊在過去一晝夜內，在前線各地區內損失2,110名軍人，擊落1架烏克蘭米格-29戰機，俄軍航空兵、無人機、導彈部隊和炮兵摧毀164個有生力量和烏軍裝備聚集區，自俄軍開展「特別軍事行動」以來，摧毀烏克蘭636架軍用飛機、278架直升機、29,402架無人機、563套防空導彈系統、16,937輛坦克和其他裝甲戰車、1,398輛多管火箭炮戰車、12,976門野戰炮和迫擊炮、24,528輛特種戰車。
俄羅斯國防部表示，試圖在庫爾斯克州發動進攻的烏軍部隊，在過去一天內損失約400名軍人和32輛裝甲車輛，其中包括1輛坦克、4輛裝甲運輸車和24輛科扎克裝甲戰車等。俄羅斯武裝部隊總參謀長格拉西莫夫表示，6日5時30分烏軍部隊多達1千人發起進攻，旨在攻奪庫爾斯克州領土，烏軍向俄羅斯境內的縱深推進行動被阻止，傷亡人數多達315人，其中至少100人死亡，摧毀烏軍裝甲車54輛，其中包括坦克7輛，俄羅斯武裝部隊對位於蘇梅州的烏軍預備隊進行空中打擊，烏軍多個部隊向庫爾斯克方向縱深突破的行動被挫敗，殲滅烏軍部隊行動繼續進行。俄羅斯車臣阿赫馬特營指揮官阿洛迪諾夫表示，截至7日，烏軍已經向庫爾斯克州推進約10公里，烏軍已經進入多個定居點，認為情況並非不可逆轉。
俄羅斯庫爾斯克州代理副州長表示，由於庫爾斯克州作戰形勢困難，已從邊境地區疏散約3千名平民。俄羅斯國營鐵路公司「莫斯科鐵路」表示，基於軍事行動，庫爾斯克州蘇賈、科列涅沃和普肖爾車站暫時關閉。
非政府組織「白俄羅斯哈瓊監測小組」表示，在7月俄羅斯襲擊烏克蘭期間，至少有9架俄羅斯無人機偏離航線進入白俄羅斯，有7架飛回烏克蘭領空，1架在飛行超過400公里後在白俄羅斯戈梅利州上空被擊落，另1架無人機情況暂时不得而知。
烏克蘭傳媒「基輔獨立報」引述烏克蘭安全部門消息人士報道，國家安全局使用無人機在庫爾斯克州上空擊中1架Mi-8直升機，是一星期內第2架。
烏克蘭總統澤連斯基在晚間講話中表示，俄羅斯給我們的領土帶來戰爭，他們亦應該感受到他們所做的一切，烏克蘭人知道如何實現自己的目標，感謝每個保衛烏克蘭領土的士兵和指揮官，講話中沒有直接提及在俄羅斯庫爾斯克州進行的戰鬥行動。
烏克蘭總統辦公室主任葉爾馬克表示，雖然俄羅斯代表有可能能參與第二屆烏克蘭全球和平峰會，但這並不表明烏克蘭開始與俄羅斯之間的談判，峰會可能包括向烏克蘭提交十點和平計劃，其他國家亦將參與。
德國聯邦議院國防委員會主席費伯表示，隨着俄羅斯對烏克蘭發動的入侵，兩國領土均成為戰區，德國提供的裝置可能被烏克蘭用於襲擊俄羅斯庫爾斯克州，完全合法並具有軍事意義，烏克蘭正在證明其能力，並向俄羅斯人民表明，俄羅斯的侵略戰爭不單止影響烏克蘭人，亦會影響他們。美國國防部副發言人辛格表示，烏克蘭對俄羅斯庫爾斯克地區發動的襲擊符合美國的政策，美國從一開始就支持烏克蘭防禦本土免受月景襲擊，烏克蘭正在採取行動保護自己的領土，並在美國政策範圍內操作美國提供的武器。辛格在被記者問及美國允許烏克蘭打擊俄羅斯領土的實際距離時表示，美國不支持遠程攻擊，但不會就限制繪製地圖或指出實質距離，認為烏克蘭十分清楚。
美國傳媒「彭博社」引述克里姆林宮消息報道，俄羅斯武裝部隊總參謀長格拉西莫夫和其他俄羅斯高級軍事官員早於兩星期前，便接獲有關烏克蘭在俄羅斯庫爾斯克地區邊境集結的情報警告，但格拉西莫夫和其他官員沒有理會有關報告，亦令俄羅斯總統普京從未聽取有關烏軍集結的消息。

## 8月9日
烏克蘭地方政府表示，截至09日上午9時，俄羅斯在過去24小時內，一共襲擊12個州，包括基輔、波爾塔瓦、基洛夫格勒、尼古拉耶夫、切爾尼戈夫、盧甘斯克、扎波羅熱、蘇梅、聶伯彼得羅夫斯克、赫爾松、哈爾科夫和頓涅茨克州，至少造成5名平民死亡，30名平民受傷。烏克蘭空軍表示，俄羅斯午夜至凌晨期間對烏克蘭發動襲擊，俄軍從俄羅斯濱海邊疆區-阿赫塔爾斯克地區發射27架無人機，防空系統在基輔、波爾塔瓦、蘇梅、尼古拉耶夫、赫爾松、頓內茨克和第聶伯羅彼得羅夫斯克擊落全部無人機。烏克蘭總檢察長辦公室表示，俄軍使用Kh-38導彈襲擊頓涅茨克州康斯坦丁諾夫卡一家超市，至少造成14名平民死亡，包括3名兒童，43名平民受傷，波及損壞4棟房屋、9家商店、1家洗車場和12輛汽車。
烏克蘭武裝部隊總參謀部表示，自全面入侵以來，俄羅斯在烏克蘭損失588,540名士兵，過去一天俄軍有1,030人傷亡，累計損失8,434輛戰車、16,341輛裝甲戰鬥車輛、22,371輛車輛和油箱、16,536門火砲系統、1,142套多管火箭系統、916套防空系統、366架飛機、327架直升機、13,325架無人機、2,424枚巡弋飛彈、28艘船隻和1艘潛艦等。
烏克蘭國防部情報總局表示，烏克蘭特種部隊襲擊俄佔金本沙嘴，行動中俄軍損失約30名士兵和6架裝甲車。俄佔赫爾松地區官員表示，凌晨4時左右烏軍試圖對金本沙嘴發動攻勢，動用近20艘登陸艇，共有16人企圖登岸，12人被擊斃，2 艘登陸艇遭摧毀。
俄羅斯國防部表示，過去一夜防空系統擊落75架烏克蘭無人機和6艘無人艇。俄羅斯庫爾斯克州代理州長表示，防空部隊午夜至凌晨期間，在該州上空擊落4枚導彈和4架烏軍無人機。俄羅斯別爾哥羅德州州長表示，防空部隊在該州上空擊落29架烏軍無人機。俄佔塞瓦斯托波爾市官員表示，在塞瓦斯托波爾附近黑海上空擊落1枚烏軍海王星反艦導彈，在附近水域摧毀2艘無人艇。俄羅斯布良斯克州州長表示，防空部隊在該州上空擊落4架烏軍無人機。
俄羅斯國防部表示，過去一周內，武裝力量使用高精度武器和無人機對烏軍裝備、保障工業運行能源設施進行19次集群打擊，所有目標均被擊中。烏軍損失達13,925名軍人，防空部隊擊落烏克蘭空軍2架米格-29戰機、1架蘇-27戰機，摧毀4枚SCALP-EG空射導彈、14枚美制陸軍戰術導彈、1枚法制鐵錘制導航空炸彈、2枚美制愛國者防空導彈、72枚海馬斯、吸血鬼和赤楊火箭彈和668架無人機。
俄羅斯國防部表示，隨著烏軍的入侵持續到第四天，俄羅斯軍隊正在蘇賈西郊對烏克蘭士兵進行襲擊，俄軍亦在達裡伊諾、戈戈列夫卡、梅洛沃伊和尼可斯基定居點附近對烏克蘭武裝部隊的人力和裝備發動襲擊，並公布片段表示，派遣更多裝備到蘇賈附近參與戰鬥，包括坦克、火炮和BM-21多管火箭炮等，武裝力量繼續消滅在庫爾斯克州的烏軍部隊，過去一天內烏軍部隊損失280多名軍人和27件裝甲車輛。俄羅斯緊急情況部表示，烏軍大規模入侵俄羅斯庫爾斯克州的局勢已升級為「聯邦緊急狀態」，截至8月8日，庫爾斯克州蘇賈和科列涅沃邊境地區的戰鬥正在進行中。
烏克蘭傳媒「基輔獨立報」引述烏克蘭情報部門消息人士報道，烏克蘭國家安全局聯同烏克蘭軍隊和特別行動部隊，使用無人機對俄羅斯利佩茨克州一個空軍基地發動襲擊，引爆7百多枚炸彈。俄羅斯利佩茨克州官員則表示，無人機襲擊轉為一個能源設施。烏克蘭武裝部隊總參謀部則證實對機場的襲擊，但表示實際情況仍在評估中。
烏克蘭傳媒「Suspilne」和俄羅斯獨立媒體「Agentstvo」分別報道表示，俄羅斯庫爾斯克州奧爾加布爾斯克附近一隊俄軍武器和人員車隊遭到襲擊，片段可見超過14件軍事裝備被摧毀或損壞以及多名俄軍士兵屍體。親克里姆林宮俄羅斯Telegram頻道「Rybar」則證實襲擊，並聲稱一名當地居民，涉嫌拍攝影片，並其交給烏克蘭媒體被逮捕，又指出車隊遭海馬斯火箭炮彈擊中。
國際原子能機構總幹事格羅西呼籲基輔和莫斯科保持最大限度的克制，以避免核事故，據報道俄羅斯庫爾斯克核電站周圍地區正在發生戰鬥，形容若庫爾斯克核電站發生核事故，將可能產生嚴重的放射性後果，現時庫爾斯克核電站6個核反應堆中，有2個正在關閉，2個正在全面運作，2個正在建設中。俄羅斯獨立媒體「IStories」報道，烏軍正在接近俄羅斯庫爾斯克核電站，俄軍正準備保衛核電站，核電站管理層建議員工無薪休假，並疏散子女。親克里姆林宮俄羅斯傳媒報道，庫爾斯克核電站的入口已被封鎖，核電站在建的所有裝置都已斷電，當局已部署安全部隊駐守。
英國國防部表示，俄羅斯地面部隊繼續沿著前線多個地區開展進攻行動，並取得進一步的戰術進展，使頓涅茨克州波克羅夫斯克市距離目前的前線不到16公里。
烏克蘭蘇梅州議會表示，網上流傳一張關於蘇梅州議會通過將俄羅斯庫爾斯克州蘇賈鎮納入蘇梅州的內容，指責是虛假消息，否認議會有將俄羅斯蘇賈納入該州的意圖，亦表明不會考慮。
烏克蘭國家警察表示，隨著俄羅斯加劇對蘇梅州的襲擊，在過去一天，大大增加對蘇梅州邊境地區使用制導空中炸彈，當局下令撤離該地區28個定居點的居民，合共約2萬人需要撤離。
俄羅斯內政部表示，自2022年10月以來，已在俄佔烏克蘭地區，包括扎波羅熱、赫爾松、頓涅茨克和盧甘斯克簽發220萬本護照。
聯合國人權辦公室表示，7月份期間烏克蘭至少有219名平民死亡，1,018名平民受傷，是自2022年10月2日平民傷亡最高的月份，7月份期間90%平民傷亡以及86%教育和醫療保健設施損毁發生在烏克蘭控制的領土。
烏克蘭國防部表示，德國武器製造商萊茵金屬公司將額外向烏軍提供8個前線外科手術站，手術站由貨櫃建造，配備現代化醫療設備，包括X射線容器、手術室和重症監護室。
美國國防部表示，根據總統撥款權，從美國庫存中分配彈藥、車輛和醫療用品等裝置，向烏克蘭提供1.25億美元額外軍事援助，包括海馬斯多管火箭炮系統彈藥、155毫米和105毫米火炮彈藥、毒刺導彈、標槍和AT-4反坦克系統以及TOW反坦克導彈。
德國外交部表示，烏克蘭擁有國際法給予的自衛權，不僅限於自己的領土。德國反對派基督教民主聯盟議院議員基蘇維特，使用德國捐贈的武器襲擊俄羅斯境內的集結區是完全合法，西方武器是否參與的問題沒有出現，因為在交付烏克蘭後，已經成為烏克蘭的武器。

## 8月10日
烏克蘭頓涅茨克州州長表示，過去一天襲擊頓涅茨克州多個定居點，包括使用導彈襲擊科斯蒂安蒂尼夫卡市，襲擊合共導致至少16名平民死亡，44名平民受傷。哈爾科夫州州長表示，俄羅斯過去一天襲擊哈爾科夫市、伊茲姆、博霍杜希夫和庫皮揚斯克等多個定居點，至少造成2名平民死亡，4名平民受傷。赫爾松州州長表示，俄羅斯過去一天襲擊赫爾松市等多過定居點，至少造成6名平民受傷。第聶伯羅彼得羅夫斯克州州長表示，俄羅斯軍隊過去一天襲擊該州多個定居點，包括尼科波爾，至少造成3名平民受傷。赫爾松市軍事管理局局長表示，俄軍使用無人機襲擊赫爾松市，至少造成10名平民受傷，包括1名兒童。
烏克蘭武裝部隊總參謀部表示，自全面入侵以來，俄羅斯在烏克蘭損失589,700名士兵，過去一天俄軍有1,160人傷亡，累計損失8,441輛戰車、16,350輛裝甲戰鬥車輛、22,453輛車輛和油箱、16,605門火砲系統、1,143套多管火箭系統、918套防空系統、366架飛機、327架直升機、13,372架無人機、2,425枚巡弋飛彈、28艘船隻和1艘潛艦等。烏克蘭國防部情報總局表示，情報總局在午夜至凌晨期間，使用無人艇於俄佔克里米亞西北海岸喬爾諾莫爾西克附近，摧毁1艘俄羅斯KS-701巡邏艇和其他3艘俄羅斯船隻。
俄羅斯國防部表示，過去一天防空系統擊落16枚美製海馬斯火箭炮彈、4枚美製愛國者導彈、2枚法製鐵鎚制導導彈和153架無人機，其中防空部队午夜至凌晨期間，攔截並摧毀32架無人機，其中在庫爾斯克州26架，在雅羅斯拉夫爾州6架。
俄羅斯國防部表示，俄軍米-28NM直升機使用S-13非制導火箭彈打擊位於庫爾斯克州邊境地區的烏軍有生力量和裝甲車，一架蘇-34戰鬥轟炸機凌晨使用ODAB-500炸彈打擊位於庫爾斯克州邊境地區的烏軍有生力量和裝備另外，俄軍使用裝有溫壓彈頭的導彈打擊庫爾斯克州蘇賈南郊的外國雇傭兵臨時駐紮點，消滅15名武裝分子。俄羅斯武裝力量使用伊斯坎德爾-M導彈摧毀烏軍第22獨立機械化旅在庫爾斯克州邊境地區的指揮所，殺死15名指揮人員。俄羅斯獨立新聞機構「內幕」報道，俄羅斯國防部9日釋出影片聲稱，俄軍對蘇梅州的烏軍進行打擊，以應對庫爾斯克的入侵，有關影片實際上早在7月14日已透過俄羅斯國營媒體「塔斯社」發布。另一段影片則顯示俄軍直升機使用S-13空降導彈在庫爾斯克州襲擊烏克蘭人員和裝甲車，但實際上影片內的建築物、設施和環境是位於盧甘斯克的克雷明納和頓涅茨克的恰西夫亞爾。
俄羅斯聯邦公眾院新地區一體化協調委員會聯合主席羅戈夫表示，烏軍的後備部隊已經向別爾哥羅德州的邊界集結，並已將其民族主義分子營部隊調往別爾哥羅德州邊境。
俄羅斯國防部表示，俄軍航空兵、無人機、導彈部隊和炮兵摧毀152個有生力量和烏軍裝備聚集區，烏軍一晝夜內在庫爾斯克方向損失175名軍事人員和36輛裝甲車，其中包括10輛坦克和1輛冰雹多管火箭炮戰車。，自俄軍開展「特別軍事行動」以來，摧毀烏克蘭637架軍用飛機、278架直升機、29,660架無人機、563套防空導彈系統、17,011輛坦克和其他裝甲戰車、1,399輛多管火箭炮戰車、13,090門野戰炮和迫擊炮、24,591輛特種戰車。
俄羅斯國家反恐委員會宣布，在庫爾斯克、布良斯克和別爾哥羅德州實施反恐行動，以應對烏克蘭入侵庫爾斯克地區，當局採取新限制性措施，包括監控居民的電話通話，並限制車輛和行人的行動。
烏克蘭媒體「Suspilne」公布片段顯示，5名身穿制服、戴上藍色臂帶臂章的男子站在大樓外表示，烏克蘭武裝部隊第252營在別爾哥羅德州的波羅茲，榮耀歸於烏克蘭。
烏克蘭總統澤連斯基在晚間講話中表示，烏軍已經開始將戰爭推向侵略者的領土，今日亦已經聽取烏克蘭武裝部隊總司令瑟爾斯基就前線局勢和將戰爭推入侵略者領土的行動匯報，講話亦是烏克蘭官方首次公開承認在俄羅斯庫爾斯克州的行動。
白俄羅斯總統盧卡申科下令向烏克蘭附近的邊境地區派遣增援部隊，聲稱9日晚上在白俄羅斯上空擊落懷疑是烏克蘭的攻擊無人機，形容是烏克蘭的挑釁，已命令軍隊採取措施確保國家安全。白俄羅斯外交部表示，烏克蘭無人機越境將使局勢急劇升級，召見烏克蘭駐白俄羅斯臨時代辦並遞交抗議照會，要求烏方採取措施避免今後發生可能導致地區局勢進一步升級的類似事件。

## 8月11日
烏克蘭地方政府表示，截至11日上午9時，俄羅斯在過去24小時內，一共襲擊11個州，包括基輔、切爾卡西、尼古拉耶夫、切爾尼戈夫、盧甘斯克、扎波羅熱、蘇梅、聶伯彼得羅夫斯克、赫爾松、哈爾科夫和頓涅茨克州，至少造成8名平民死亡，30名平民受傷。烏克蘭空軍表示，俄羅斯午夜至凌晨期間對烏克蘭發動襲擊，俄軍從俄羅斯普里莫爾斯科-阿赫塔爾斯克、巴拉克拉瓦和葉伊斯克發射57架無人機，防空系統在敖德薩、尼古拉耶夫、第聶伯羅彼得羅夫斯克、切爾卡西、文尼察、基洛夫格勒、赫爾松、基輔、扎波羅熱、蘇梅和羅夫諾擊落53架無人機。烏克蘭國家緊急服務局表示，俄軍午夜至凌晨期間，使用導彈襲擊基輔州布羅維裡區一棟住宅樓，至少造成2名平民死亡，包括1名4歲男童，3名平民受傷。
烏克蘭武裝部隊總參謀部表示，自全面入侵以來，俄羅斯在烏克蘭損失590,920名士兵，過去一天俄軍有1,160人傷亡，累計損失8,447輛戰車、16,363輛裝甲戰鬥車輛、22,524輛車輛和油箱、16,663門火砲系統、1,143套多管火箭系統、918套防空系統、366架飛機、328架直升機、13,399架無人機、2,425枚巡弋飛彈、28艘船隻和1艘潛艦等。烏克蘭第聶伯羅彼得羅夫斯克州尼科波爾市軍事管理局官員表示，透過目測發現，俄羅斯軍隊向位於第聶伯河對岸俄佔扎波羅熱核電廠內的冷卻塔開火，導致大火焚燒，認為這是一種挑釁行為，目的是恐嚇第聶伯河西岸居民。烏克蘭總統澤連斯基呼籲國際原子能組織追究俄羅斯的挑釁行為，形容俄羅斯恐怖分子繼續控制核電站的情況不正常，也不可能正常。
俄羅斯國防部表示，午夜至凌晨期間，防空部隊在庫爾斯克州上空擊落14架烏克蘭無人機和4枚圓點-U戰術導彈，在沃羅涅日州上空擊落16架無人機，在別爾哥羅德州上空擊落3架無人機，布良斯克州和奧廖爾州上空各擊落1架無人機。俄羅斯庫爾斯克州代理州長表示，防空部隊擊落1枚烏克蘭導彈，碎片擊中庫爾斯克市一棟住宅樓，至少造成13名平民受傷。
俄羅斯國防部表示，俄軍航空兵、無人機、導彈部隊和炮兵摧毀156個有生力量和烏軍裝備聚集區，俄羅斯陸軍航空兵卡-52直升機組夜間襲擊庫爾斯克州邊境地區烏克蘭武裝部隊人員、裝甲和車輛軍事裝備集結地，使用S-8非制導火箭彈對偵察目標實施了打擊。俄羅斯庫爾斯克州代理州長表示，一名茹拉夫利村居民抓捕一名烏克蘭軍官，並將其交給俄羅斯軍方，該名烏克蘭軍官在部隊進入該地區時逃離烏克蘭部隊。俄羅斯庫爾斯克州貝洛夫斯基區官員表示，午夜至凌晨期間，烏克蘭破壞和偵察隊進入該區。俄羅斯車臣阿赫馬特營指揮官阿洛迪諾夫表示，在過去一天內在庫爾斯克州馬爾蒂諾夫卡居民點摧毀烏軍14件裝備。
非政府組織「白俄羅斯哈瓊監測小組」表示，白俄羅斯總統盧卡申科聲稱在9日於白俄羅斯上空擊落數架烏克蘭無人機的指控是「胡說八道」，當日的監察中並沒有無人機進入白俄羅斯領空。
烏克蘭總統澤連斯基表示，俄羅斯從邊境地區對烏克蘭發動的導彈襲擊將得到公平的迴應，烏克蘭正在記錄俄軍發動襲擊的所有地方，包括別爾哥羅德州、庫爾斯克州和其他地區，每次襲擊都將得到公平的迴應。
烏克蘭國家邊防局發言人傑姆琴科表示，白俄羅斯方面聲稱加強邊境部署，但烏克蘭沒有發現更多白俄羅斯軍隊被部署到邊境，認為白俄羅斯聲稱的行動，只是與俄羅斯一起「玩耍」的計劃，亦不排除白俄羅斯偽造照片。
俄羅斯聯邦人權事務專員莫斯卡利科娃表示，已向聯合國人權事務高級專員發出呼籲，要求譴責烏克蘭在庫爾斯克州襲擊事件中的恐怖主義行為，由於烏克蘭武裝部隊對庫爾斯克州的野蠻襲擊，成千上萬的平民深受其害。俄羅斯外交部發言人扎哈羅娃表示，俄羅斯武裝力量將很快會對烏克蘭武裝部隊襲擊俄羅斯地區平民作出強硬回應。亦呼籲國際組織譴責烏克蘭武裝分子的恐怖襲擊，儘管相關機構的回應將是「可恥的沉默」。
英國廣播公司援引BBC Verify分析照片報道，隨著烏克蘭軍隊深入俄羅斯庫爾斯克州，俄軍正開始在庫爾斯克核電站附近建造防線，現時烏軍正在核電廠50公里範圍內推進，而俄軍在庫爾斯克核電站附近挖掘戰壕。

## 8月12日
烏克蘭武裝部隊總參謀部表示，自全面入侵以來，俄羅斯在烏克蘭損失592,000名士兵，過去一天俄軍有1,080人傷亡，累計損失8,450輛戰車、16,368輛裝甲戰鬥車輛、22,590輛車輛和油箱、16,728門火砲系統、1,146套多管火箭系統、919套防空系統、366架飛機、328架直升機、13,472架無人機、2,426枚巡弋飛彈、28艘船隻和1艘潛艦等。第聶伯羅彼得羅夫斯克州州長表示，俄軍前一天炮擊俄佔扎波羅熱核電站冷卻塔引發的火災已經撲滅，該地區的輻射水平正常。烏克蘭武裝部隊第225獨立攻擊營公布片段，顯示烏克蘭士兵在俄羅斯庫爾斯克州達裡諾村拆除一面俄羅斯國旗。烏克蘭軍方塔夫里亞作戰戰略小組發言人，俄羅斯已將其部隊從烏克蘭的幾個方向移動，包括南部地區，以加強其在庫爾斯克州的防禦。
俄羅斯國防部表示，防空系統過去一天擊落2枚法製鐵錘航空制導炸彈、6枚美製海馬斯火箭彈以及40 架無人機。
俄羅斯國防部表示，俄羅斯軍隊已經佔領頓涅茨克地區利希切諾耶村，烏克蘭軍隊在過去一晝夜內，在前線各地區內損失1,735名軍人，俄軍航空兵、無人機、導彈部隊和炮兵摧毀127個有生力量和烏軍裝備聚集區，自俄軍開展「特別軍事行動」以來，摧毀烏克蘭637架軍用飛機、278架直升機、29,771架無人機、566套防空導彈系統、17,042輛坦克和其他裝甲戰車、1,400輛多管火箭炮戰車、13,135門野戰炮和迫擊炮、24,668輛特種戰車。其中，俄羅斯國防部表示，烏軍在庫爾斯克方向的整個戰鬥期間損失1,600多名士兵、32輛坦克和23輛裝甲運兵車。
烏克蘭總統澤連斯基召開最高統帥部會議，在公布的會議片段中，烏克蘭武裝部隊總司令瑟爾斯基表示，烏軍在俄羅斯庫爾斯克州境內開展進攻行動，已經控制約1千平方公里的俄羅斯領土，目前局勢仍在烏克蘭的控制。澤連斯基則表示，已命令政府各部部長和烏克蘭國家安全局為行動地區制定人道主義計畫，責成政府官員和外交官提交一份必要行動清單，以便烏方向合作夥伴獲得使用遠程武器保護烏克蘭領土的許可。片段是烏克蘭關於烏軍向庫爾斯克州發動進攻的首次官方聲明。
俄羅斯總統普京就庫爾斯克州局勢與官員召開會議，強調目前國防部最重要的目標是將烏軍趕出領土，烏軍會遭到應有的反擊，重申俄方的所有目標都會實現，普京亦指出，烏克蘭試圖透過庫爾斯克州的行動，改善未來的談判地位，行動旨在阻止俄軍沿著戰鬥接觸線推進。雖然烏克蘭發起挑釁，但俄軍仍然沿著整條接觸線推進，庫爾斯克州事件發生後，俄軍沿著整條接觸線的攻勢反而增加，俄方已阻截烏軍繼續深入領土。俄羅斯庫爾斯克州代理州長斯米爾諾夫表示，由於烏軍已經進入與烏克蘭接壤的別拉亞區，建議居住在當地的居民盡快離開。另外，斯米爾諾夫與俄羅斯總統普京進行視頻通話時形容地區當前局長困難，28個定居點被烏軍控制，40公里前線，入侵深度高達12公里。
烏克蘭國家安全局表示，烏克蘭能源部1名副部長和其他3人，因腐敗指控被捕，4人涉嫌向採礦業官員索賄，收受50萬美元賄賂，協助讓由一批東部最活躍前線地區波克羅夫斯克鎮一家國有煤炭公司所有，獨特且稀缺設備從烏克蘭東部頓內茨克前線地區的礦場，轉移到烏克蘭西部一個礦區。
俄羅斯聯邦安全局聲稱，在庫爾斯克州別洛夫斯基區扣押一名烏克蘭武裝部隊第80旅軍人，在審訊過程中俘虜表示，烏軍指揮部門下令如果當地居民反抗，當場射殺所有人，烏克蘭的計劃是先到達庫爾斯克，然後到達別爾哥羅德，主要目標是奪取更多領土，以便在和平談判期間交換這些領土。
圓際原子能機構扎波羅熱核電站支援和援助團要求立即評估核電站冷卻塔火災的影響，獲進入冷卻塔區，根據觀察評估認為，火災的主要來源不太可能始於冷卻塔的底部，收集的碎片樣本，包括燒燬和熔化的塑膠，現場存有燃燒塑膠引起在的氣味，但沒有觀察到輪胎和俄羅斯方面聲稱烏克蘭發動無人機攻擊，可能出現的無人機殘骸，目前團隊未能根據調查結果和觀察得出明確的結論。
美國國家安全委員會發言人柯比表示，美國正保持與烏克蘭的密切聯繫，但現時不會談論有關烏克蘭對庫爾斯克州的行動，強調這是普京對烏克蘭的戰爭，如果普京對任何事情有不滿，現時有一個簡單直接的解決方案，便是普京下令俄軍從烏克蘭撤出，並結束戰爭。
俄羅斯獨立媒體Mediazona與BBC新聞俄語根據公共來源，包括訃告、親屬、地區媒體和地方當局的報道，確認自2022年2月俄羅斯全面入侵烏克蘭以來，61,831名俄羅斯陣亡士兵的名字，超過3,800名軍官在烏克蘭的戰鬥中喪生，在烏克蘭東部戰線至少有12,339名俄羅斯囚犯士兵被殺，報道明確表示，實際數字可能更高。

## 8月13日
烏克蘭地方政府表示，截至13日上午9時，俄羅斯在過去24小時內，一共襲擊12個州，包括基洛夫格勒、切爾卡瑟、文尼察、尼古拉耶夫、切爾尼戈夫、盧甘斯克、扎波羅熱、蘇梅、聶伯彼得羅夫斯克、赫爾松、哈爾科夫和頓涅茨克州，至少造成5名平民死亡，25名平民受傷。烏克蘭空軍表示，俄羅斯午夜至凌晨期間對烏克蘭發動襲擊，俄軍從俄羅斯普里莫爾斯科-阿赫塔爾斯克和庫爾斯克州發射38架無人機，防空系統在尼古拉耶夫、文尼察、蘇梅、基洛夫格勒、赫爾松、切爾尼戈夫、第聶伯羅彼得羅夫斯克和切爾卡瑟擊落30架無人機，另外從沃羅涅日州發射2枚彈道導彈。蘇梅州軍事管理局表示，俄羅斯軍隊早上襲擊蘇梅市內一間醫院和能源設施，至少造成1名平民受傷。
烏克蘭武裝部隊總參謀部表示，自全面入侵以來，俄羅斯在烏克蘭損失593,160名士兵，過去一天俄軍有1,160人傷亡，累計損失8,455輛戰車、16,385輛裝甲戰鬥車輛、22,649輛車輛和油箱、16,764門火砲系統、1,146套多管火箭系統、920套防空系統、366架飛機、328架直升機、13,491架無人機、2,426枚巡弋飛彈、28艘船隻和1艘潛艦等。武裝部隊總參謀部宣布，由於俄羅斯的襲擊增加，蘇梅州接壤俄羅斯庫爾斯克州邊境20公里內的平民活動將受到限制，進入該地區人士需要出示烏克蘭公民護照等。哈爾科夫州州長宣布，延長州內五個地區共201個城鎮和村莊的宵禁時間，從午夜至凌晨5時延長至下午5時至早上9時，確保居民安全，並讓軍隊有效運作。烏克蘭第32獨立機械化旅發言人表示，烏克蘭在俄羅斯庫爾斯克州的行動尚未對頓涅茨克州託列茨克區的戰鬥產生影響，俄軍繼續進攻託列茨克，戰鬥現在已經到達該鎮的郊區，俄軍不斷派遣破壞組織，並增加空襲頻率，至於地面襲擊強度有所下降，但並未顯著減少，並試圖透過增加制導空中炸彈打擊來彌補。烏克蘭海軍發言人表示，俄羅斯在俄佔克里米亞地區使用5個軍用機場，當中2個機場遭到烏克蘭軍方攻擊，目前只能維持有限度運作。
俄羅斯國防部表示，防空系統過去一天擊落1枚法製鐵錘航空制導炸彈、4枚美製海馬斯火箭彈以及52架無人機。
俄羅斯國防部表示，烏克蘭軍隊在過去一晝夜內，在前線各地區內損失1,835名軍人，俄軍航空兵、無人機、導彈部隊和炮兵摧毀146個有生力量和烏軍裝備聚集區，包括在烏軍機場摧毀烏克蘭空軍一架蘇-27戰機，防空系統亦擊落一架米-8直升機等，自俄軍開展「特別軍事行動」以來，摧毀烏克蘭638架軍用飛機、279架直升機、29,823架無人機、569套防空導彈系統、17,046輛坦克和其他裝甲戰車、1,400輛多管火箭炮戰車、13,198門野戰炮和迫擊炮、24,686輛特種戰車。其中，俄羅斯國防部表示，烏軍在庫爾斯克方向的整個戰鬥期間損失2,030多名士兵和35輛坦克。
俄羅斯車臣阿赫馬特營指揮官阿洛迪諾夫表示，烏克蘭軍隊行進的庫爾斯克方向所有地段均在俄羅斯武裝力量的控制之下，進入俄羅斯境內庫爾斯克州的第一梯隊大部分部隊和裝備都已經被消滅。俄羅斯別爾哥羅德州州長表示，由於烏軍已經進入別爾哥羅德州境內，當局已經從克拉斯諾亞魯日斯基區撤離約1萬1千名居民。俄羅斯庫爾斯克州代理州長表示，與俄佔扎波羅熱地區官員商討後決定，將從庫爾斯克州疏散的平民安置在俄佔扎波羅熱地區別爾江斯克和基里利夫卡。
烏克蘭總統澤連斯基表示，烏克蘭軍方目前控制俄羅斯庫爾斯克州74個定居點，儘管戰鬥艱難而激烈，烏軍部隊仍繼續在庫爾斯克州推進，烏克蘭亦正為該地區建立人道主義解決方案。此外，在庫爾斯克州的行動中，數百名俄羅斯士兵向烏克蘭軍隊投降。
俄羅斯聯邦安全委員會副主席、前總統梅德韋傑夫表示，在庫爾斯克州發生恐襲事件後，基輔政權領導人將承擔各種懲罰，對包括基輔民族主義政權領導人在內的肇事者造成最不同的後果。
烏克蘭外交部發言人泰克伊在記者會上表示，如果烏克蘭能夠直接襲擊威脅烏克蘭領土的軍事目標，烏克蘭將可以處於更好的位置來保護自己，特別是在烏克蘭邊境包括俄羅斯庫爾斯克州之外，使用烏克蘭部隊的必要程度將可以降低。現時烏克蘭官員正在與西方夥伴進行談判，以允許烏克蘭打擊俄羅斯深處的軍事目標，任何人必須拋棄所有恐懼，必須允許烏克蘭充分利用遠端能力來降低俄羅斯的軍事潛力。烏克蘭攻擊俄羅斯庫爾斯克州的目的是防止俄羅斯向頓巴斯前線增援，並阻止俄羅斯的跨境打擊，與俄羅斯不同，烏克蘭並不尋求奪取領土，烏克蘭想保護我們人民的生命，自今年夏天以來，烏克蘭蘇梅州已經遭受2千多次襲擊，其中俄軍使用從庫爾斯克州使用多管火箭系統、迫擊炮、無人機、發射共255枚制導炸彈和100多枚導彈，但不幸地烏克蘭沒有足夠的能力用武器進行遠端打擊，以免受這種恐怖襲擊。因此，有必要在烏克蘭武裝部隊的協助下，解放這些邊境地區，並有助於防止俄羅斯將更多部隊轉移到頓涅茨克州，並使俄羅斯軍事後勤複雜化。另外，泰克伊提到尼日和馬裡軍政府先後宣布與烏克蘭外交關係的決定，是受到俄羅斯的影響，參與俄羅斯敘事和宣傳的一部分，創造一個烏克蘭參與恐怖主義的形象。
烏克蘭總檢察長辦公室表示，俄羅斯克里姆林宮宣傳員安東·克拉索夫斯基涉嫌呼籲燒死和淹死烏克蘭兒童，並形容烏克蘭根本不應該存在，在缺席審判下，被判處監禁5年。
俄羅斯外交部表示，召見摩爾多瓦駐俄臨時代辦對有消息稱西方移交給基輔的F-16飛機可能以摩爾多瓦的機場為基地提出嚴重關切，敦促摩爾多瓦方面嚴格遵守中立地位，這是摩爾多瓦國家地位的基礎，不要採取可能導致烏克蘭危機升級、否則只會對德涅斯特河周邊局勢產生破壞性影響。
美國總統拜登表示，烏克蘭武裝部隊越境突襲俄羅斯庫爾斯克州，對俄羅斯總統普京造成真正的兩難境地，美國官員正就行動與烏克蘭保持聯繫，拜登指出在過去一星期，每隔四、五個小時都會聽取有關烏克蘭行動的簡報。波蘭總理圖斯克針對烏克蘭對俄羅斯庫爾斯克州發動攻擊行動表示，烏克蘭完全有權盡可能有效地反擊俄羅斯的侵略，俄軍在烏克蘭領土的所作所為具有種族滅絕和不人道犯罪的問題，烏克蘭完全有權發動戰爭，以盡可能有效地回應俄羅斯的侵略，針對烏克蘭在行動中可能使用西方提供的武器，圖斯克表示烏克蘭的行動目的是防禦性質，沒有違反任何規定。芬蘭總統斯塔布表示，堅決支持烏克蘭有權抵禦俄羅斯的侵略，包括對俄羅斯領土的打擊和推進，強調芬蘭不限制烏克蘭使用芬蘭提供的武器，只要遵守國際法，芬蘭亦沒有理由限制烏克蘭的行動。
拉脫維亞國防部長表示，向烏克蘭提供500架拉脫維亞製戰鬥無人機。
白俄羅斯傳媒「Belnovosti」引述不具名白俄羅斯國防部消息報道，白俄羅斯總統盧卡申科接獲俄羅斯方面的緊急請求，下令將白俄羅斯武裝部隊中部份軍事裝備移交俄羅斯武裝部隊，以彌補庫爾斯克州和其他前線地區裝置損失和短缺問題。

## 8月14日
烏克蘭地方政府表示，截至14日上午9時，俄羅斯在過去24小時內，一共襲擊12個州，包括基洛夫格勒、基輔、切爾卡瑟、日託米爾、尼古拉耶夫、切爾尼戈夫、盧甘斯克、扎波羅熱、蘇梅、第尼伯彼得羅夫斯克、赫爾松、哈爾科夫和頓涅茨克州，至少造成3名平民死亡，13名平民受傷。哈爾科夫州警察調查部門負責人表示，俄軍使用無人機襲擊比利科洛佳濟，至少造成2名醫護人員，3名平民受傷。
烏克蘭武裝部隊總參謀部表示，自全面入侵以來，俄羅斯在烏克蘭損失594,400名士兵，過去一天俄軍有1,240人傷亡，累計損失8,476輛戰車、16,402輛裝甲戰鬥車輛、22,710輛車輛和油箱、16,821門火砲系統、1,151套多管火箭系統、921套防空系統、366架飛機、328架直升機、13,548架無人機、2,426枚巡弋飛彈、28艘船隻和1艘潛艦等。烏克蘭海軍發言人表示，俄羅斯軍隊利用俄佔金本沙嘴攻擊烏克蘭南部，以及可能進入尼古拉耶夫市港口的船隻。烏克蘭武裝部隊總參謀部表示，烏克蘭攻擊俄羅斯庫爾斯克地區期間，在該州上空擊落一架俄羅斯蘇-34戰鬥機。武裝部隊總司令瑟爾斯基表示，自14日午夜以來，在庫爾斯克州作戰的烏克蘭部隊已經俘虜100多名俄羅斯士兵，在不同地區推進1到2公里。
俄羅斯國防部表示，防空系統過去一天擊落2枚法製鐵錘航空制導炸彈、3枚美製海馬斯火箭彈、4枚圓點-U戰術導彈以及147架無人機。其中，過去一夜烏克蘭發動自開戰以來最大規模的襲擊，防空系統共擊落烏克蘭117架無人機及3枚圓點-U戰術導彈，其中在庫爾斯克州上空擊落37架無人機和4枚導彈、在沃羅涅日州擊落37架、別爾哥羅德州擊落17架，下諾夫哥羅德州擊落11架，伏爾加格勒州擊落9架，布良斯克州擊落3架，奧廖爾州擊落2架，羅斯托夫州擊落1架。
俄羅斯國防部表示，烏克蘭軍隊在過去一晝夜內，在前線各地區內損失1,925名軍人，俄軍航空兵、無人機、導彈部隊和炮兵摧毀149個有生力量和烏軍裝備聚集區，過去24小時，俄軍在庫爾斯克方向俘虜烏軍18人，自俄軍開展「特別軍事行動」以來，摧毀烏克蘭638架軍用飛機、279架直升機、29,970架無人機、569套防空導彈系統、17,057輛坦克和其他裝甲戰車、1,400輛多管火箭炮戰車、13,229門野戰炮和迫擊炮、24,715輛特種戰車。
俄羅斯別爾哥羅德州州長宣佈，由於烏克蘭軍隊的持續襲擊導致局勢極其困難和緊張，當地遭到大規模破壞，該州進入緊急狀態，並將請求宣佈進入聯邦緊急狀態。俄羅斯車臣阿赫馬特營指揮官阿洛迪諾夫表示，已獲取烏軍在庫爾斯克州行動細節，烏軍11日原打算奪取庫爾斯克核電站，之後烏克蘭打算以最後通牒與俄羅斯進行談判，但烏軍投入到庫爾斯克方向的大部分裝備已被摧毀。俄羅斯庫爾斯克州代理州長表示，由於烏軍開始入侵附近地區，已下令強制疏散格盧什科沃地區的居民。
烏克蘭總統澤連斯基就庫爾斯克地區局勢與多名官員召開會議時表示，不能排除在烏佔庫爾斯克地區建立民政機構的可能性。烏克蘭副總理韋列舒克則表示，烏克蘭軍隊正在俄羅斯境內建立一個「安全區」，以保護烏克蘭邊境地區，烏克蘭將在該地區進行人道主義行動，包括為平民建立安全通道，以便平民可以撤離到烏克蘭或俄羅斯的其他地區，當局已經開通熱線，並以俄語寫作，以便俄羅斯人能夠理解，俄羅斯公民可致電獲得人道主義援助或希望在該地區持續的戰鬥中，疏散到烏克蘭。烏克蘭內政部長克里門科則形該地區為「緩衝區」，旨在保護烏克蘭平民免受持續的襲擊，由於俄羅斯發動的襲擊加劇，已有超過2萬人從蘇梅州撤離。克里門科亦表示，居住在烏佔庫爾斯克地區的俄羅斯平民被俄羅斯「拋棄」，俄羅斯在撤離時沒有留下基本的人道主義必需品，烏克蘭內政部將協助提供食物、水、藥品和衛生用品。

烏克蘭電視台節目「電視新聞服務」公布片段顯示，烏克蘭士兵在俄羅斯庫爾斯克州蘇賈鎮拆除俄羅斯國旗，以及公佈俄羅斯地區被毀裝置的照片。烏克蘭傳媒「基輔獨立報」引述烏克蘭國家安全局消息人士報道，國家安全局聯同空軍、特種作戰部隊、無人系統部隊和國防部情報總局進行大規模無人機襲擊，攻擊薩瓦斯萊卡、鮑里索格列布斯克、庫爾斯克和沃羅涅日·馬爾舍沃空軍基地。
俄羅斯外交部負責基輔政權罪行問題的無任所大使羅季翁·米羅什尼克表示，自2024年初以來，至少有723名平民因烏克蘭無人機襲擊而受傷，124名平民死亡，僅7月份烏克蘭無人機襲擊造成170人受傷，16人死亡。
烏克蘭國家安全局表示，發現一個俄羅斯情報小組包括前總統維克多·亞努科維奇的2名前安全人員和烏克蘭國民警衛隊的1名現役成員，涉嫌收集有關烏克蘭高級官員和安全機構的資訊，以消滅、操縱或招募烏克蘭官員。
德國傳媒「南德日報」、「時代週報」和德國公共廣播聯盟分別引述不具名消息人士報導，德國已針對1名烏克蘭潛水教練發出歐盟逮捕令，調查人員認為該名男子於2022年9月潛入海底，對從俄羅斯經波羅的海到德國的「北溪天然氣管線」安裝爆裂物，該男子最後居住地在波蘭，德國曾於今年6月要求波蘭當局進行逮捕，但該嫌犯已經離開波蘭，另外已確認另外一男一女烏克蘭潛水教練涉案，但目前尚未發出逮捕令。

## 8月15日
烏克蘭地方政府表示，截至15日上午9時，俄羅斯在過去24小時內襲擊尼古拉耶夫、盧甘斯克、扎波羅熱、蘇梅、第尼伯彼得羅夫斯克、赫爾松、哈爾科夫和頓涅茨克州等地，至少造成5名平民死亡，21名平民受傷。烏克蘭空軍表示，俄羅斯午夜至凌晨期間對烏克蘭發動襲擊，俄軍從庫爾斯克地區發射3枚Kh-59導彈，從俄羅斯普里莫爾斯科-阿赫塔爾斯、葉伊斯克、庫爾斯克地區發射29架無人機，防空系統在尼古拉耶夫、切爾卡瑟、基洛沃拉德、赫爾松、札波羅熱、蘇梅、切爾尼戈夫和基輔地區擊落全部無人機。蘇梅州軍事管理局表示，俄軍在15日襲擊蘇梅州11個社區，記錄147次爆炸，共56次襲擊，至少造成1名平民死亡，3名平民受傷。
烏克蘭武裝部隊總參謀部表示，自全面入侵以來，俄羅斯在烏克蘭損失595,620名士兵，過去一天俄軍有1,220人傷亡，累計損失8,484輛戰車、16,426輛裝甲戰鬥車輛、22,775輛車輛和油箱、16,868門火砲系統、1,154套多管火箭系統、922套防空系統、367架飛機、328架直升機、13,598架無人機、2,428枚巡弋飛彈、28艘船隻和1艘潛艦等。烏克蘭軍方塔夫里亞作戰戰略小組發言人表示，俄軍加強對烏克蘭控制位於第聶伯羅河左岸赫爾松州克倫基附近的攻擊，烏軍在當地擊退俄軍7次攻擊，並且促使烏克蘭部隊尋找新陣地。烏克蘭頓涅茨克洲波克羅夫斯克市軍事管理局表示，俄軍距離該市郊區約10公里，呼籲當地居民立即撤離。波克羅夫斯克市以東的米爾諾赫拉德軍事管理局表示，俄軍距離該市郊區約6公里，現仍有2萬名居民居住在當地，包括約1千名兒童，當局呼籲當地居民立即撤離。烏克蘭國防部情報總局表示，由烏克蘭研發的Magura V5無人艇在全面戰爭中成功擊中18艘俄羅斯海軍船隻，其中9艘船隻遭受不可逆轉的損害。
俄羅斯國防部表示，防空系統過去一天擊落3枚美製聯合直接攻擊彈藥和法製鐵錘航空制導炸彈、12枚美製海馬斯火箭彈以及35架無人機。
俄羅斯國防部表示，俄羅斯軍隊已經佔領頓涅茨克地區伊萬諾夫卡村，烏克蘭軍隊在過去一晝夜內，在前線各地區內損失1,845名軍人，俄軍航空兵、無人機、導彈部隊和炮兵摧毀152個有生力量和烏軍裝備聚集區，自俄軍開展「特別軍事行動」以來，摧毀烏克蘭638架軍用飛機、279架直升機、30,005架無人機、569套防空導彈系統、17,064輛坦克和其他裝甲戰車、1,400輛多管火箭炮戰車、13,247門野戰炮和迫擊炮、24,738輛特種戰車。其中，俄羅斯國防部表示，過去24小時，俄軍向蘇梅州盧布內使用伊斯坎德爾-M導彈摧毀由15輛烏軍油罐車組成的車隊，烏軍在庫爾斯克方向的戰鬥中，損失340多名士兵、5門火炮和19輛裝甲車，俄軍已經恢復對克魯佩茨村的控制。另外，國防部發布片段顯示，俄軍突襲摧毀部署在蘇梅州用於炮擊庫爾斯克州的烏軍美製海馬斯火箭炮系統。
俄羅斯緊急情況部表示，因應別爾哥羅德州局勢，宣佈該州進入聯邦緊急狀態，烏克蘭軍隊在別爾哥羅德州發動恐怖襲擊，導致居民樓和基礎設施遭到破壞，造成人員傷亡，政府委員會將召開非例行會議，討論別爾哥羅德州局勢。
烏克蘭傳媒「基輔獨立報」引述烏克蘭國家安全局消息人士報道，烏克蘭特種部隊14日在庫爾斯克州地區抓獲102名俄羅斯和車臣士兵。
烏克蘭總統澤連斯基表示，烏克蘭軍隊已經完全佔領俄羅斯庫爾斯克州蘇賈市，正在當地建立軍事管理機構。烏克蘭武裝部隊總司令瑟爾斯基表示，烏克蘭軍隊深入俄羅斯庫爾斯克地區35公里，控制1,150平方公里俄羅斯領土和82個俄羅斯定居點，在過去一天推進500米至1.5公里，瑟爾斯基宣布，在烏控俄羅斯庫爾斯克地區設立軍事管理機構，由前烏克蘭聯合行動軍司令莫斯卡力克夫出任負責人。俄羅斯軍隊車臣阿赫馬特營指揮官阿洛迪諾夫則表示，俄軍正在庫爾斯克州清剿烏軍，其中烏軍並沒有完全控制蘇賈市，當地仍有俄軍部隊，烏軍繼續從其他方向撤出預備隊，並派往庫爾斯克州，現時合共派遣1.2萬名士兵。
烏克蘭總統澤連斯基向烏克蘭國會提交一攬子法案，以批准「國際刑事法院羅馬規約」，烏克蘭早於2000年已簽署「羅馬規約」，但一直沒有批准，但自2013年廣場革命以及俄烏戰爭起，國際刑事法院便開始「烏克蘭情況調查」，烏克蘭亦要求法院就俄羅斯的戰爭罪等進入調查，其中國際刑事法院已對俄羅斯總統普京、國防部長紹伊古和武裝部隊總參謀長格拉西莫夫等人發出逮捕令。澤連斯基簽署「醫用大麻法」，允許患有創傷後應激障礙的退伍軍人和患有癌症等嚴重疾病的病人使用大麻作為治療藥物。
俄羅斯國防部部長別洛烏索夫表示：國防部成立別爾哥羅德、布良斯克和庫爾斯克州邊境地區軍事安全問題協調委員會，旨在更有效地對承擔國界、領土、地區居民保護任務的各軍團予以全面保障，有效地為軍團提供所需的武器、軍事裝備、特種裝備、打擊手段以及後勤保障物資。
烏克蘭總統顧問波多利雅科回應近期傳媒報道，德國方面通緝一名烏克蘭公民涉嫌涉及北溪天然氣管道爆炸案，波多利雅科否認烏克蘭涉及有關案件，認為在技術和資金上只有俄羅斯能夠進行這樣的行為。
烏克蘭總檢察長辦公室表示，缺席指控俄佔赫爾松地區負責人弗拉基米爾·薩爾多違反烏克蘭刑法典中戰爭法律等條文，涉嫌在俄羅斯控制赫爾松麵包工場後，沒收2，800噸穀物。
美國國家安全委員會發言人柯比表示，俄軍部隊從烏克蘭或烏克蘭周邊地區抽調到庫爾斯克，但暫時未能夠確定數目及行動目標，並拒絕評論烏克蘭在庫爾斯克地區的行動，但表示美國正密切注視狀況，並正在與烏克蘭進行實時接觸，以更好了解庫爾斯克地區局勢及確保烏克蘭擁有自衛所需的武器和能力。
加拿大國防部發言人普林表示，烏克蘭人最了解如何保衛自己的祖國，加拿大致力於為他們提供支持，加拿大對捐贈給烏克蘭的軍事裝備，在使用方面沒有任何地理限制。
俄羅斯獨立傳媒Mediazona報道，俄羅斯法院判處在美國向烏克蘭慈善團體捐贈51.8美元的美俄雙重國籍公民克謝尼婭·卡列琳娜，向直接危害俄羅斯國家安全的外國政府提供財政援助，觸犯叛國罪成，監禁12年。
白俄羅斯總統盧卡申科表示，白俄在今年夏天將三分之一的軍隊調動到與烏克蘭的邊境，是對烏克蘭軍隊集結的回應，而烏克蘭軍隊的集結則是由於對白俄羅斯7月3日獨立日慶祝活動準備工作的誤解造成，在獨立日準備活動之前，大量人員和物資從白俄和俄羅斯境內陣地調動，但烏克蘭及其西方盟友將此舉解讀為重新部署，認為普京將再次從白俄羅斯領土發動攻擊。導致烏克蘭向與白俄邊境增派12萬士兵，及後再增派部隊。白俄亦部署三分之一部隊到兩國邊境，盧卡申科聲稱及後透過特殊渠道與烏克蘭官員進行交談，並通過外交手段解決問題，雙方撤回部署在邊境的額外部隊。

## 8月16日
烏克蘭地方政府表示，截至16日上午9時，俄羅斯在過去24小時內，一共襲擊10個州，包括基洛夫格勒、基輔、尼古拉耶夫、切爾尼戈夫、盧甘斯克、扎波羅熱、蘇梅、第聶伯羅彼得羅夫斯克、赫爾松、哈爾科夫和頓涅茨克州，至少造成7名平民死亡，25名平民受傷。烏克蘭空軍表示，俄羅斯午夜至凌晨期間對烏克蘭發動襲擊，俄軍從庫爾斯克地區發射3枚伊斯坎德爾-K巡航導彈和5架無人機，防空系統在基洛夫格勒、波爾塔瓦、日托米爾、敖德薩和尼古拉耶夫地區擊落全部無人機。
烏克蘭武裝部隊總參謀部表示，自全面入侵以來，俄羅斯在烏克蘭損失596,950名士兵，過去一天俄軍有1,330人傷亡，累計損失8,496輛戰車、16,461輛裝甲戰鬥車輛、22,848輛車輛和油箱、16,927門火砲系統、1,159套多管火箭系統、922套防空系統、367架飛機、328架直升機、13,659架無人機、2,429枚巡弋飛彈、28艘船隻和1艘潛艦等。烏克蘭敖德薩州軍事管理局發言人表示，烏克蘭軍隊午夜至凌晨期間，分別襲擊俄佔克里米亞刻赤市和俄羅斯克拉斯諾達爾邊疆區切爾諾門斯克兩艘船隻。烏克蘭武裝部隊總司令瑟爾斯基向總統澤連斯基滙報時表示，現時庫爾斯克州情況已經得到控制，物流系統運作順，過去一天烏軍在庫爾斯克地區推進1至3公里，雙方正在距離烏佔蘇賈市15公里的馬拉亞‧洛克尼亞附近進行戰鬥。
俄羅斯國防部表示，防空系統午夜至凌晨期間，在黑海上空擊落5架烏克蘭無人機，摧毀2艘駛向克里米亞半島的無人艇，挫敗針對克里米亞大橋的襲擊，擊落12枚MGM-140陸軍戰術導彈。俄佔頓涅茨克地區衛生部表示，頓涅茨克市彼得羅夫斯基區一間超市遭烏軍炮擊，至少造成11人受傷。
俄羅斯國防部表示，過去一周內，武裝力量使用高精度武器和無人機對烏軍裝備、保障工業運行能源設施進行197次集群打擊，所有目標均被擊中。烏軍損失達14,560名軍人。過去一周，防空部隊擊落烏克蘭空軍1架米-8 直升機，摧毀8枚圓點-U戰術導彈、11枚法製鐵錘制導航空炸彈和美製 JDAM制導炸彈、4枚美製愛國者防空導彈、1枚山毛櫸-M1導彈、70枚海馬斯、吸血鬼和赤楊火箭彈和543架無人機。自特別軍事行動展開以來，累計摧毀烏軍638架戰機，279架直升機，30,050架無人機，569套防空導彈系統，17,307輛坦克及其他裝甲車輛，1,406套多管火箭炮，13,295門火炮和迫擊炮，24,833輛其他軍用車輛。另外，國防部表示，過去24小時烏軍在庫爾斯克地區損失220名士兵、4輛坦克、15輛裝甲車和3套海瑪斯火箭炮等。俄軍使用9K720伊斯坎德爾-M彈道導彈襲擊烏克蘭第聶伯羅彼得羅夫斯克州一個空軍基地，摧毀一架配備暴風影導彈的烏克蘭蘇-24轟炸機。
俄羅斯庫爾斯克州代理州長斯米爾諾夫表示，烏克蘭軍隊摧毀庫爾斯克州格盧什科夫斯基區塞姆河上一座橋樑，附近30個定居點，因橋樑斷裂與其他地區陸路交通中斷。烏克蘭空軍司令奧列修克則發佈片段，顯示烏克蘭空軍摧毁有關橋樑。
親烏俄羅斯民兵組織「自由軍團」表示，呼籲俄羅斯士兵投降或轉換立場，加入為俄羅斯的正常未來的戰鬥。
烏克蘭政府表示，烏克蘭部長內閣已批准禁止使用俄羅斯和其他受制裁國家的軟體和網站的禁令，烏克蘭公司將無法使用在俄羅斯或與俄羅斯有關聯的公司建立的程式，威脅國家安全的網站和服務亦將被封鎖。烏克蘭外交部反駁俄羅斯關於烏克蘭涉嫌計劃使用骯髒彈襲擊核電廠的說法，演出近日多間俄羅斯國營傳媒報道烏克蘭軍隊計劃襲擊俄佔扎波羅熱核電廠和俄羅斯庫爾斯克核電廠，形容有關報道是俄羅斯瘋狂的宣傳浪潮，指出烏克蘭既沒有意圖亦沒有能力採取此類行動，俄羅斯必須停止傳播危險的謊言。
俄羅斯外交部表示，召見意大利駐俄羅斯大使，要求回應意大利廣播電視公司記者在俄羅斯庫爾斯克地區烏克蘭佔領區進行報道，形容有關記者非法越境進入該地區。意大利外交部則表示，意大利駐俄羅斯大使向俄羅斯當局表示，意大利廣播公司記者，以完全獨立和自主的方式規劃其採訪行動，意大利政府無權干涉。
烏克蘭國防部表示，自2023年12月國防部成立國家後勤營運局後，部隊與烏克蘭製造商的合同有所增加，現時國內生產商佔烏克蘭武裝部隊物資合同總量80%以上。烏克蘭基礎設施部表示，由烏克蘭單方面開設臨時黑海走廊一週年以來，烏克蘭已向46個國家出口超過6,400萬噸貨物，包括4,350萬噸農產品，共有2,379艘船隻利用該走廊。
聯合國烏克蘭人權監測團團長貝爾會晤烏克蘭戰俘待遇協調總部秘書烏索夫時表示，被關押在俄羅斯和俄佔烏克蘭地區的烏克蘭戰俘正系統地遭受酷刑對待。同時，感謝烏克蘭當局允許聯合國監測團進入關押俄羅斯戰俘的設施，並確保通訊。烏克蘭國會人權監察員魯比涅茨表示，已就本週較早時候在社交媒體流傳影片，顯示俄羅斯士兵展示一名被斬首的烏克蘭士兵頭顱，向聯合國和紅十字國際委員會提出申訴。烏克蘭傳媒「真理報」則報道，獲得一段截獲的音頻，其中一名俄羅斯士兵下令斬首四名死去的烏克蘭士兵。
西班牙國防部長羅伯斯表示，烏克蘭可以決定如何以及何時使用西班牙提供的裝置，烏克蘭身處的是一場戰爭，因此烏克蘭可以在任何時候使用它認為必要的工具，強調西班牙向烏克蘭提供的裝置是防禦性的，目前亦沒有關於烏克蘭軍方是否在庫爾斯克地區使用西班牙提供裝置的資訊。

## 8月17日
烏克蘭地方政府表示，截至17日上午9時，俄羅斯在過去24小時內，一共襲擊11個州，包括波爾塔瓦、切爾卡西、基輔、尼古拉耶夫、切爾尼戈夫、盧甘斯克、扎波羅熱、蘇梅、第尼伯彼得羅夫斯克、赫爾松、哈爾科夫和頓涅茨克州，至少造成3名平民死亡，10名平民受傷。烏克蘭空軍表示，俄羅斯午夜至凌晨期間對烏克蘭發動襲擊，俄軍從沃羅涅日地區發射1枚伊斯坎德爾-K巡航導彈，從俄羅斯葉伊斯克和普里莫爾斯科-阿赫塔爾斯克發射14架無人機，防空系統在蘇梅、尼古拉耶夫、切爾卡西、波爾塔瓦、第聶伯羅彼得羅夫斯克、扎波羅熱和基輔擊落全部無人機。頓涅茨克州州長表示，俄軍襲擊距離前線只有大約6公里的頓涅茨克州米爾諾赫拉德，至少造成1名平民死亡，4名平民受傷。蘇梅地區警察表示，俄軍上午對蘇梅市民用基礎設施發動導彈襲擊，至少造成2名平民受傷。
烏克蘭武裝部隊總參謀部表示，自全面入侵以來，俄羅斯在烏克蘭損失598,180名士兵，過去一天俄軍有1,230人傷亡，累計損失8,501輛戰車、16,473輛裝甲戰鬥車輛、22,913輛車輛和油箱、16,985門火砲系統、1,160套多管火箭系統、923套防空系統、367架飛機、328架直升機、13,714架無人機、2,432枚巡弋飛彈、28艘船隻和1艘潛艦等。烏克蘭武裝部隊總司令瑟爾斯基向總統澤倫斯基滙報時表示，隨著在俄羅斯地區的行動繼續，烏克蘭部隊在俄羅斯庫爾斯克州的陣地已經加強，在過去一天俘虜更多俄羅斯士兵。
俄羅斯國防部表示，防空系統過去一天擊落2枚法製鐵錘航空制導炸彈、10枚美製海馬斯火箭彈以及35架無人機。
俄羅斯國防部表示，俄軍攻擊烏軍機場摧毀1架Su-24轟炸機、2架Mi-8和1架Mi-17，以及2個美製海馬斯火箭彈系統發射器，俄軍航空兵、無人機、導彈部隊和炮兵摧毀157個有生力量和烏軍裝備聚集區。過去24小時烏軍在庫斯克地區損失300名士兵、3輛坦克和4輛裝甲車等。
俄羅斯國防部表示，烏克蘭正計劃襲擊俄羅斯庫爾斯克核電廠和俄佔扎波羅熱核電廠。烏克蘭外交部則在16日回應類似言論時表示，烏克蘭沒有意圖和能力作出此類行動。
烏克蘭總統澤連斯基在晚間講話中表示，由於英國在允許對俄羅斯領土上的目標使用遠端暴風影導彈議題猶豫不決，認為英國在武器和政治方面的主管對烏克蘭的支持已經放慢。
俄羅斯車臣共和國首腦卡德羅夫發布片段顯示，接收到1輛來自美國首富馬斯克擁有的汽車品牌「Tesla」新上市的Cybertruck，車尾安裝上一把機槍，並表示會將這輛車送往俄烏前線，卡德羅夫亦邀請馬斯克訪問車臣，聲稱马斯克向其贈送該款Cybertruck，指出期待馬斯克的產品，認為可以幫助完成特別軍事行動。马斯克在19日於社交媒体平台X上撰文否认，向车臣领袖卡德罗夫赠送Cybertruck，並諷刺又是一個傳統媒體說謊的案例。。
烏克蘭外交部回應早前德國傳媒報道稱，德國政府為節省本年度預算，將不會批准任向烏克蘭提供額外援助，只會繼續提供已承諾援助，烏克蘭外交部指出這些報道與早前媒體報道德國考慮將明年對烏援助減半的內容相同，是遭到操縱的假消息。
意大利廣播電視公司表示，旗下2名跟隨烏克蘭部隊進入俄羅斯庫爾斯克地區的記者，在遭到俄羅斯外交部威脅起訴非法入境下，出於安全原因已經返回意大利。

## 8月18日
烏克蘭空軍表示，俄羅斯午夜至凌晨期間對烏克蘭發動襲擊，俄軍從沃羅涅日和庫爾斯克地區發射2枚北韓製KN-23彈道導彈、1枚伊斯坎德爾-M彈道導彈、2枚Kh-59導彈、3枚型號不詳的巡航導彈和8架無人機，防空系統在基輔、蘇梅和波爾塔瓦地區擊落2枚北韓製KN-23彈道導彈、3枚型號不詳的巡航導彈和全部無人機。頓涅茨克州檢察官辦公室表示，俄軍先後襲擊迪米特羅夫、託列茨克和羅茲利夫，至少造成4名平民死亡，4名平民受傷。蘇梅州檢察官辦公室表示，俄軍向比洛比利亞鎮民用基礎設施，投擲1枚KAB制導空中炸彈，至少造成1名平民死亡，3名平民受傷，包括一名11歲女孩。
烏克蘭武裝部隊總參謀部表示，自全面入侵以來，俄羅斯在烏克蘭損失599,350名士兵，過去一天俄軍有1,170人傷亡，累計損失8,508輛戰車、16,480輛裝甲戰鬥車輛、22,992輛車輛和油箱、17,056門火砲系統、1,161套多管火箭系統、923套防空系統、367架飛機、328架直升機、13,752架無人機、2,432枚巡弋飛彈、28艘船隻和1艘潛艦等。
俄羅斯國防部表示，防空系統過去一天擊落1枚法製鐵錘航空制導炸彈、7枚美製海馬斯火箭彈以及27架無人機。俄羅斯羅斯托夫州州長表示，防空部隊擊退烏克蘭無人機攻擊，但無人機碎片仍然導致普羅萊塔爾斯克市一個石油倉庫發生火災，沒有傷亡報告。
俄羅斯國防部表示，中部集團軍部隊已經佔領頓涅茨克地方區斯維利多諾夫卡居民點。俄軍航空兵、無人機、導彈部隊和炮兵摧毀163個有生力量和烏軍裝備聚集區。烏軍在入侵俄羅斯庫爾斯克州領土的戰鬥中，損失3,460多名軍人、50輛坦克、25輛步兵戰車、45輛裝甲運輸車和262輛裝甲戰車等。自特別軍事行動展開以來，累計摧毀烏軍639架戰機，282架直升機，30,112架無人機，575套防空導彈系統，17,320輛坦克及其他裝甲車輛，1,411套多管火箭炮，13,392門火炮和迫擊炮，24,894輛其他軍用車輛。
烏克蘭空軍司令奧列修克表示，烏克蘭軍隊摧毀庫爾斯克州斯凡諾依區塞姆河上另一座橋樑，藉此進一步破壞莫斯科的作戰行動和補給路線。
烏克蘭總統澤連斯基表示，俄軍在過去一週共向烏克蘭城市和村莊發射40枚導彈、750枚制導空中炸彈和200架無人機，形容俄羅斯清楚這些導彈和炸彈會擊中什麼地方，認為俄軍的行動蓄意，並且是針對性的恐怖行為。現時烏軍的總體防禦行動首要任務是盡可能摧毁俄羅斯的戰爭潛力，部隊在託列茨克附近摧毀俄羅斯裝置方面取得良好和急需的成果，另外在庫爾斯克地區的行動旨在於俄羅斯領土上建立緩衝區。
白俄羅斯總統盧卡申科表示，由於烏克蘭在與白俄的邊境駐紮超過12萬軍隊，白俄亦已經在整個邊境部署近三分之一武裝部隊回應，並指出在看到烏克蘭入侵俄羅斯庫爾斯克地區後，已在邊境地區部署軍隊，以免爆發戰爭。乌克兰国家边防警卫局发言人安德烈·德姆琴科上校指出，白俄罗斯总统卢卡申科宣称将近三分之一的军队转移到乌克兰边境的说法是虚假的，表示目前与白俄的边境局势没有改变，并指卢卡申科的言论也没有改变，只会不斷升級局勢以取悅恐怖主義國家，當局没有觀察到边境附近白俄部队有任何增加。
俄羅斯外交部發言人扎哈羅娃否認傳媒報道指，在烏克蘭對俄羅斯庫爾斯克地區展開行動前，俄烏雙方分別派員到卡達，就相互停止能源基礎設施打擊進行間接會談，但會談因烏克蘭對庫爾斯克地區展開行動而中斷。扎哈羅娃表示，沒有人中斷任何東西，亦沒有任何東西可以中斷，俄羅斯和基輔政權之間沒有就民用關鍵基礎設施的安全進行直接或間接談判。

## 8月19日

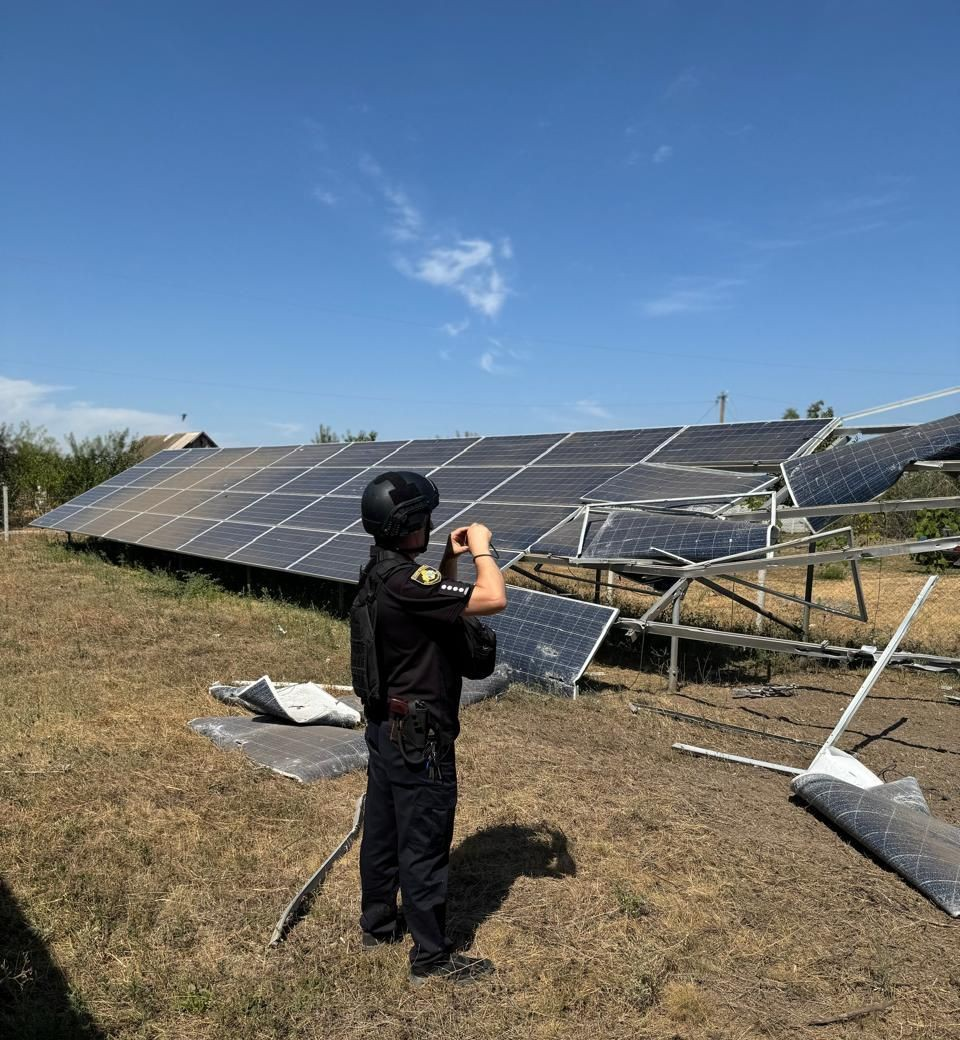
俄軍襲擊第聶伯羅彼得羅夫斯克州克里維里赫後

烏克蘭地方政府表示，截至19日上午9時，俄羅斯在過去24小時內，一共襲擊11個州，包括文尼察、切爾卡西、基輔、尼古拉耶夫、切爾尼戈夫、盧甘斯克、扎波羅熱、蘇梅、第尼伯彼得羅夫斯克、赫爾松、哈爾科夫和頓涅茨克州，至少造成4名平民死亡，17名平民受傷。烏克蘭空軍表示，俄羅斯午夜至凌晨期間對烏克蘭發動襲擊，俄軍從庫爾斯克地區和克拉斯諾達爾邊疆區的濱海-阿赫塔爾斯克發射11架無人機，防空系統在尼古拉耶夫、切爾卡西、文尼察、基輔、第聶伯羅彼得羅夫斯克、哈爾科夫、蘇梅和頓涅茨克地區擊落全部無人機。烏克蘭頓涅茨克地區檢察官辦公室表示，俄羅斯軍隊分別襲擊託列茨克和扎裡奇內，至少造成4名平民死亡。蘇梅州軍事管理局表示，俄軍在19日襲擊蘇梅州11個社區，記錄256次爆炸，共69次襲擊，至少造成4名平民受傷。
烏克蘭武裝部隊總參謀部表示，自全面入侵以來，俄羅斯在烏克蘭損失600,470名士兵，過去一天俄軍有1,200人傷亡，累計損失8,513輛戰車、16,495輛裝甲戰鬥車輛、23,047輛車輛和油箱、17,104門火砲系統、1,165套多管火箭系統、925套防空系統、367架飛機、328架直升機、13,809架無人機、2,437枚巡弋飛彈、28艘船隻和1艘潛艦等。
俄羅斯國防部表示，防空系統過去一天擊落1枚法製鐵錘航空制導炸彈、26枚美製海馬斯火箭彈以及49架無人機。
俄羅斯國防部表示，南方集團軍部隊已經佔領頓涅茨克地區維耶姆卡火車站，中央集團軍部隊解放頓涅茨克地區捷爾任斯克市（烏克蘭方面稱為托列茨克）一個大型定居點阿爾喬莫沃（烏克蘭方面稱為扎利茲內）。烏克蘭軍隊在過去一晝夜內，在前線各地區內損失1,935名軍人，俄軍航空兵、無人機、導彈部隊和炮兵摧毀147個有生力量和烏軍裝備聚集區。自特別軍事行動展開以來，累計摧毀烏軍639架戰機，282架直升機，30,161架無人機，575套防空導彈系統，17,340輛坦克及其他裝甲車輛，1,412套多管火箭炮，13,415門火炮和迫擊炮，24,919輛其他軍用車輛。其中，過去一日烏軍在庫爾斯克地區損失330名士兵，4輛坦克、1輛步兵戰車和3輛裝甲運兵車。俄羅斯黑海艦隊發言人表示，黑海艦隊第810旅海軍陸戰隊員在庫爾斯克州奧利戈夫卡居民點附近擒獲烏軍一個隸屬烏軍第22獨立機械化旅，並由19名偵察破壞人員組成的小隊。
俄羅斯聯邦調查委員會官員表示，烏克蘭軍隊擊中俄羅斯庫爾斯克州格盧什科夫斯基區塞姆河上一座大橋，是襲擊以來烏軍摧毀庫爾斯克地區的第3座大橋。俄羅斯聯邦安全局表示，過去一周成功阻止烏克蘭無人機對頓涅茨克、馬克耶夫卡和亞希諾瓦塔亞超過140次攻擊，沒有任何傷亡報告。
烏克蘭總統澤連斯基表示，隨着烏軍在庫爾斯克的行動持續展開，烏克蘭已經控制俄羅斯庫爾斯克地區92個定居點以及1,250多平方公里領土，此次行動已經成為烏克蘭從俄羅斯囚禁中釋放烏克蘭人的最大協助，烏克蘭已在此次行動中俘虜大量俄羅斯士兵。烏克蘭沒有向盟友透露在俄羅斯庫爾斯克行動的準備工作，因為各國可能會認為烏克蘭的行動是跨越俄羅斯最嚴格的紅線。另外，烏克蘭政府正準備啟動針對烏克蘭統一和對抗俄羅斯對烏克蘭人影響的部門，以促進烏克蘭人在國外的團結，並對抗俄羅斯的影響，其中俄羅斯在國外使用大量的宣傳資源，特別是針對烏克蘭人，如俄羅斯利用自己的教會結構來代理工作和傳播不和諧。
俄罗斯外交部长拉夫罗夫表示，俄罗斯总统普京明确表态过，在乌克兰入侵库尔斯克州后，任何谈判都是不可能的，並且否認近期相關傳聞，包括在卡塔爾的斡旋下，俄烏就開展能源設施議題的談判進行秘密接觸，以及土耳其正計劃以某種方式試圖在糧食安全領域進行斡旋。
烏克蘭國防部副部長哈夫里留克表示，約有100萬名烏克蘭人暫時免服兵役，確保部分人口在軍隊服役，其他人則在後方工作，在國防相關行業中發揮作用，只有少數烏克蘭企業引入三班制模式，不足以將經濟完全轉向戰時基礎。另一個問題是外國援助明顯下降，將使烏克蘭在未來需面對更大挑戰。
烏克蘭頓涅茨克州波克羅夫斯克市市長表示，現時俄軍已經距離市區10公里，目前仍有4,788名兒童留在該市，約佔全市居民數目三分之一，平均每天有5百至6百人離開，居民仍有2週的時間撤離，再度呼籲居民儘快撤離。
烏克蘭國家安全局表示，查獲一個俄羅斯情報網路，其中包括烏克蘭的現役和前執法官員，情報網路在尼古拉耶夫、第聶伯羅彼得羅夫斯克和伊萬諾-弗蘭科夫斯克州運作，當局在尼古拉耶夫州拘捕2人，其中1人是當地執法官員，自2015年起與俄羅斯特工保持聯絡，涉嫌收集烏克蘭武裝部隊在尼古拉耶夫州的資料，並傳遞執法機構人事變動資訊。另1嫌疑人為前執法官員，向俄羅斯提供西部能源設施座標，使俄軍襲擊當地。仍有1人在逃。
烏克蘭赫爾松州阿斯卡尼亞-諾瓦自然保護區主任表示，保護區在俄羅斯的佔領下遭受嚴重損失，但到目前為止還沒有被完全摧毀，大量動物因遭忽視而死亡，大部分草原被燒毀，俄軍亦將一些絕跡瀕危物種，如查普曼斑馬、美洲野牛、普瓦斯基野馬等動物，被非法轉移到俄羅斯克拉斯諾達爾邊疆區的一個野生動物園。
美國國防部長奧斯汀與烏克蘭國防部長烏梅羅夫討論盟國和合作夥伴在幫助滿足烏克蘭緊急軍事需求方面的持續支援，隨著烏克蘭軍隊在俄羅斯庫爾斯克州推進，美國將繼續支援烏克蘭，並保持密切聯絡。
德國政府表示，德國向烏克蘭提供第3套IRIS-T SLS防空系統、26架偵察無人機及備件、700支MK556突擊步槍、10支HLR 338精確狙擊步槍及彈藥以及50支CR 308步槍。瑞典國防部表示，瑞典開始向烏克蘭交付庫存內全數PbV 302步兵戰車，價值13億美元。丹麥國防部表示，將向烏克蘭提供新一批價值1.15億美元軍事援助計劃，滿足烏克蘭短期和長期國防需求，出於安全原因細節不會公布，丹麥將烏克蘭在俄羅斯境內的軍事行動是為烏克蘭國防戰略的一部分，烏克蘭擁有其自衛權，完全符合戰爭規則。
英國首相施紀賢發言人回應17日烏克蘭總統澤連斯基有關英國政府在暴風影導彈限制議題上猶豫不決，認為英國對烏克蘭的支持已經放慢時表示，英國政府對使用暴風影導彈的立場沒有改變，首相施紀賢仍然堅決支援烏克蘭，在實際支援方面同樣堅定。
印度外交部表示，總理莫迪將於8月訪問烏克蘭，是自全面戰爭開始以來的首次，細節仍需稍後公佈。

## 8月20日
烏克蘭地方政府表示，截至20日上午9時，俄羅斯在過去24小時內，一共襲擊13個州，包括文尼察、赫梅利尼茨基、基洛夫格勒、基輔、尼古拉耶夫、切爾尼戈夫、盧甘斯克、扎波羅熱、蘇梅、第尼伯彼得羅夫斯克、赫爾松、哈爾科夫和頓涅茨克州，至少造成5名平民死亡，21名平民受傷。烏克蘭空軍表示，俄羅斯午夜至凌晨期間對烏克蘭發動襲擊，俄軍從普里莫爾斯科-阿赫塔爾斯克、葉斯克和庫爾斯克地區發射26架無人機，從沃羅涅日地區發射2枚伊斯坎德爾-M/KN-23彈道導彈，從布良斯克地區發射1枚伊斯坎德爾-K巡航導彈，從庫爾斯克和俄佔扎波羅熱地區發射2枚Kh-59導彈，防空系統在基輔、第聶伯羅彼得羅夫斯克、尼古拉耶夫、赫爾松、文尼察、赫梅利尼茨基、基洛沃拉德、蘇梅和切爾尼戈夫地區擊落25架無人機、1枚伊斯坎德爾-K巡航導彈和2枚Kh-59導彈。烏克蘭西部城市捷爾諾波爾地區疾病控制和預防中心表示，凌晨3時俄羅斯導彈襲擊當地一個未指明設施的燃料和潤滑油倉庫，沒有傷亡報告，但當地空氣中氯濃度上升，當局呼籲當地居民關閉門窗。扎波羅熱州檢察長辦公室表示，俄軍襲擊馬洛卡特里尼夫卡一間兒童咖啡室，至少造成1名15歲男童死亡，4名平民受傷，包括3名兒童。
烏克蘭武裝部隊總參謀部表示，自全面入侵以來，俄羅斯在烏克蘭損失601,800名士兵，過去一天俄軍有1,330人傷亡，累計損失8,518輛戰車、16,521輛裝甲戰鬥車輛、23,142輛車輛和油箱、17,156門火砲系統、1,166套多管火箭系統、926套防空系統、367架飛機、328架直升機、13,864架無人機、2,438枚巡弋飛彈、28艘船隻和1艘潛艦等。烏克蘭軍方表示，頓涅茨克州紐約村的衝突正在發生，沒有回應俄羅斯國防部聲稱已經控制該定居點。烏克蘭軍方哈爾科夫部隊小組表示，俄羅斯增加對沃夫昌斯克的空中偵察，並正在對當地準備新進攻行動。
烏克蘭武裝部隊總司令瑟爾斯基表示，烏克蘭軍隊已經向俄羅斯庫爾斯克州推進28至35公里，並控制93個定居點，迄今已佔領1,263平方公里的俄羅斯領土，烏克蘭軍隊正沿著1,040公里前線交戰。自俄羅斯全面入侵開始以來，俄羅斯已向烏克蘭發射9,600多枚飛彈和近1萬4千架攻擊無人機，飛彈中有5,197枚瞄準民用目標，俄軍使用S-300/S-400飛彈發動3,008次攻擊，其次是 使用Kh-555/Kh-101巡航飛彈發動1,846次攻擊，烏克蘭防空部隊成功摧毀2,400多枚飛彈和9,200架無人機。
俄羅斯國防部表示，防空系統過去一天擊落1枚法製鐵錘航空制導炸彈、10枚美製海馬斯火箭彈以及31架無人機。俄羅斯羅斯托夫州州長表示，烏克蘭無人機18日攻擊普羅萊塔爾斯克市一個石油倉庫，點燃柴油燃料引發火災，至今焚燒三日仍未撲滅。
俄羅斯國防部表示，中央集團軍部隊已經佔領頓涅茨克地區具有戰略意義的後勤樞紐諾夫哥羅德斯科耶村，烏克蘭方面稱為紐約村。 烏克蘭軍隊在過去一晝夜內，在前線各地區內損失2,005名軍人，俄軍航空兵、無人機、導彈部隊和炮兵摧毀133個有生力量和烏軍裝備聚集區。自特別軍事行動展開以來，累計摧毀烏軍639架戰機，282架直升機，30,192架無人機，575套防空導彈系統，17,345輛坦克及其他裝甲車輛，1,415套多管火箭炮，13,444門火炮和迫擊炮，24,945輛其他軍用車輛。其中，過去一日烏軍在庫爾斯克地區損失350名士兵，4輛坦克、1輛步兵戰車和2輛裝甲運兵車和18輛裝甲車等。
俄羅斯國防部表示，將在別爾哥羅德州、庫爾斯克州和布良斯克州建立部隊小組，在烏克蘭軍隊入侵庫爾斯克州期間，保衛與烏克蘭邊境沿線的定居點。
自由歐洲電臺援引美國宇航局衛星記錄影象報道，截至19日俄羅斯軍方在格盧什科沃鎮和茲萬諾鎮之間建造的浮橋已經被摧毀，另一座位於赫盧什科沃村以東的浮橋仍然存在。
俄羅斯總統普京先後到訪俄羅斯卡巴爾達-巴爾卡爾、北奧塞梯和車臣地區，其中在北奧塞梯，普京參觀別斯蘭學校，2004年車臣分離主義武裝分子挾持該校師生作為人質，最終導致313名人質喪生，普京在紀念碑前跪拜，並會見遇難者家屬，將當時的襲擊者比作正在入侵俄羅斯庫爾斯克州的烏克蘭人。其後，普京到訪車臣，是13年來首次，與車臣領袖卡德羅夫會面，並參觀俄羅斯特種兵大學，觀摩即將部署到特別軍事行動中的志願者訓練。普京向志願者表示，只要有為祖國不遺餘力的志願者，俄羅斯就將是不可戰勝的。
烏克蘭內政部長克萊門科表示，在俄軍對該地區的持續襲擊中，烏克蘭當局計劃從蘇梅州疏散總共4萬5千名居民。
烏克蘭國防部情報總局表示，一名俄羅斯士兵透過俄羅斯自由軍團和情報總局專案「我想活下去」的聯合行動進行間諜活動，向烏克蘭提供關於俄軍位置和軍事行動計劃的秘密資訊，並在俄佔奧切列季涅附近陣地向其指揮官和副指揮官投擲一枚手榴彈，導致2人受傷。該名俄羅斯士兵逃往烏克蘭，現在正協助烏克蘭軍團新兵提供培訓課程。
俄羅斯外交部表示，召見美國駐俄臨時代辦，要求回應美國「華盛頓郵報」記者在烏克蘭軍人陪同下進入烏佔蘇賈市採訪至少十幾名平民，並在俄羅斯庫爾斯克地區烏克蘭佔領區進行報道，俄羅斯針對美國記者非法潛入庫爾斯克州、報道宣傳基輔政權的犯法行為的挑釁性行徑向美國表示強烈抗議。
烏克蘭議會以265票贊成通過一項法案，禁止與俄羅斯有關的宗教組織的活動，法案包括禁止親俄的莫斯科宗主教聖統烏克蘭正教會活動，莫斯科宗主教聖統烏克蘭正教會社群將有9個月時間與俄羅斯教會完全斷絕關係。
捷克國防部長切諾秋娃表示，捷克將利用在歐盟凍結的俄羅斯資產部分收入為烏克蘭購買高口徑彈藥。

## 8月21日
烏克蘭地方政府表示，截至21日上午9時，俄羅斯在過去24小時內襲擊尼古拉耶夫、盧甘斯克、扎波羅熱、文尼察、蘇梅、第尼伯彼得羅夫斯克、赫爾松、哈爾科夫和頓涅茨克州等地，至少造成5名平民死亡，31名平民受傷。蘇梅州軍事管理局表示，俄軍在21日襲擊蘇梅州16個社區，記錄256次爆炸，共113次襲擊，至少造成5名平民受傷。
烏克蘭武裝部隊總參謀部表示，自全面入侵以來，俄羅斯在烏克蘭損失603,010名士兵，過去一天俄軍有1,210人傷亡，累計損失8,522輛戰車、16,542輛裝甲戰鬥車輛、23,221輛車輛和油箱、17,216門火砲系統、1,166套多管火箭系統、928套防空系統、367架飛機、328架直升機、13,902架無人機、2,442枚巡弋飛彈、28艘船隻和1艘潛艦等。總參謀部表示，俄軍向烏佔庫爾斯克地區發動17次空襲，投擲共27枚制導空投炸彈。烏克蘭國防部情報總局局長布達諾夫表示，情報總局21日對俄羅斯莫斯科附近的信號情報中心和機場以及羅斯托夫地區的俄羅斯空軍基地進行無人機襲擊，正評估行動，並曾經對位於北極圈，距離烏克蘭約1200英里的摩爾曼斯克奧萊尼亞空軍基地附近發動無人機襲擊，但行動失敗。
烏克蘭武裝部隊總參謀部表示，烏克蘭武裝部隊在午夜至凌晨期間襲擊俄羅斯羅斯托夫州新沙赫京斯克附近的S-300防空系統陣地。俄羅斯羅斯托夫州政府表示，防空部隊在該地區西部擊落1枚烏克蘭導彈。
俄罗斯国防部表示，防空系統在過去一天內擊落7枚法製鐵錘航空炸彈、1枚烏製海王星-MD反艦導彈、15枚美製海馬斯多管火箭系統火箭彈和63架無人機，其中昨夜至今晨期間，防空系统拦截摧毁45架乌克兰无人机，包括莫斯科州11架，布良斯克州23架，別爾哥羅德州6架，卡盧加州3架和庫爾斯克州2架。。俄羅斯莫斯科市長索比亞寧表示，午夜至凌晨期間，防空部隊在莫斯科附近擊落10架烏克蘭無人機，是迄今為止使用無人機襲擊莫斯科的最大嘗試。
俄羅斯國防部表示，中央集團軍部隊已經佔領頓涅茨克地區熱蘭諾耶村。烏克蘭軍隊在過去一晝夜內，在前線各地區內損失2,060名軍人，俄軍航空兵、無人機、導彈部隊和炮兵摧毀131個有生力量和烏軍裝備聚集區。自特別軍事行動展開以來，累計摧毀烏軍639架戰機，282架直升機，30,255架無人機，575套防空導彈系統，17,348輛坦克及其他裝甲車輛，1,416套多管火箭炮，13,470門火炮和迫擊炮，24,977輛其他軍用車輛。其中，自烏軍入侵庫爾斯克地區以來，烏軍累計損失超過4,400人烏軍士兵，65輛坦克、27輛步兵戰車、53輛裝甲運兵車和316輛裝甲戰車。
俄羅斯軍隊車臣阿赫馬特營指揮官阿洛迪諾夫表示，部分烏軍部隊已經從俄羅斯庫爾斯克州撤出，可能將重新部署到其他方向。俄羅斯聯邦對外情報局表示，烏軍在庫爾斯克州的行動是在美國、英國和波蘭情報部門參與下籌備，參與籌備的單位在英國和德國訓練中心進行戰鬥合練，北約國家的軍事顧問在入侵俄羅斯領土的烏軍部隊指揮、烏克蘭使用西方武器和裝備方面提供幫助，並且向烏克蘭軍方提供關於俄軍在行動地區駐紮的衛星偵察情報。俄羅斯布良斯克州州長博戈馬茲表示，一個由200人組成的烏克蘭破壞和偵察小組試圖進入俄羅斯克里莫夫斯基區，俄軍阻止對該地區的襲擊，並進行反擊。
俄羅斯總統普京會見中國國務院總理李強。雙方討論經濟發展的議題，指出兩國未來多年會在各領域展開大規模合作計劃，普京邀請國家主席習近平出席10月在俄羅斯喀山舉行的金磚國家峰會，但雙方未有公布是否討論俄烏戰事。
烏克蘭國防部長烏梅羅夫與到訪基輔的美國眾議院兩黨代表團會面，雙方談論烏克蘭前線的局勢，以及美國關於烏克蘭對俄羅斯目標使用遠端武器的政策。烏克蘭國防部情報總局副局長斯基比茨基表示，俄羅斯正計劃應對烏克蘭在庫爾斯克州的行動，當局正了解計劃，並擾亂俄羅斯的行動。此外，俄羅斯正在計劃針對在歐洲的烏克蘭難民開展新虛假資訊活動，目標是說服因戰爭而離開烏克蘭的人不要返回，行動包括所謂記者在世界各地報道俄佔烏克蘭地區的資訊，並為在烏克蘭地區開展種族滅絕辯護。
烏克蘭傳媒「基輔獨立報」引述烏克蘭國防部情報總局消息人士報道，烏克蘭16日襲擊俄羅斯下諾夫哥羅德州的薩瓦斯萊卡空軍基地，摧毀3架俄羅斯戰機和損壞5架戰機。
俄羅斯聯邦委員會保護國家主權委員會主席克里莫夫表示，弗拉基米爾·澤連斯基若想拯救自己和成千上萬烏克蘭人生命，唯一的機會是向俄羅斯執法機構自首。
俄羅斯獨立傳媒Mediazona報道，俄羅斯克里姆林宮正利用國營媒體和宣傳來說服俄羅斯公眾，在其領土上出現烏克蘭軍隊是新常態，需要接受在短時間內可能無法將烏軍趕離的想法。另外Mediazona報道，俄羅斯檢察官辦公室要求法院對23名在烏克蘭國民警衛隊亞速旅服役的烏克蘭人，要求判處當中9名女子和14名男子監禁16至24年，涉嫌製作陰謀、進行恐怖活動培訓和試圖奪走國家或公眾人物的生命等指控，並對俄語人口感到憎恨，支援親烏克蘭激進觀點。
烏克蘭頓涅茨克州州長菲拉什金表示，已經開始將所有兒童從頓涅茨克州的90個定居點疏散，另有4,912名兒童仍留在克拉馬託斯克和巴赫穆特地區的30個一線定居點。烏克蘭臨時被佔領土重返社會部表示，聯合國難民事務高階專員辦事處將撥款3千萬美元，用於支援今年冬天的烏克蘭前線地區。烏克蘭議會人權監察員盧比涅茨與加拿大國際發展部長胡森一同宣佈，加拿大將撥款約730萬美元，協助烏克蘭兒童的迴歸和重返社會，以及對烏克蘭兒童的其他援助。
烏克蘭議會以281票贊成通過「國際刑事法院羅馬規約」，在向聯合國秘書長遞交文件60天後生效，但在正式通過後的7年內，烏克蘭不會承認法院對烏克蘭公民在戰爭罪案件中的管轄權。
捷克總統帕維爾於表示，沒有關於烏克蘭是否參與炸燬北溪天然氣管道的核實資訊，但即使烏克蘭是爆炸案的幕後黑手，如果目標是切斷對歐洲的天然氣和石油供應，並阻止俄羅斯從中獲利，這樣的話北溪天然氣管道就是戰爭期間的合法目標。
荷蘭國防部表示，荷蘭將為烏克蘭購置51臺移動雷達來探測無人機，系統將加強烏克蘭的防空，預計將在今年稍後時間交付。
匈牙利政府通過法令修正案，規定來自直接受敵對行動影響的烏克蘭地區難民才可以享有住房援助，大大改變向烏克蘭難民提供住房援助的安排。當地傳媒報道，同日上午在匈牙利北部科赫市有120名烏克蘭難民被驅逐離開庇護中心，大多數來自烏克蘭西部遠離前線的外喀爾巴阡州，並且露宿街頭。
波蘭傳媒「Rzeczpospolita」在俄羅斯2022年開始全面入侵烏克蘭後，波蘭向德國武器製造商「萊茵金屬」的子公司南非Denel Munition訂購5萬枚155毫米炮彈，但南非方面懷疑擔心炮彈會提供給烏克蘭，因此波蘭從未收到貨。波蘭國防部在回應傳媒查詢時表示，由於分包商執行問題，訂購協議已於2023年8月20日終止。
美國傳媒「華爾街日報」報道，俄羅斯地面部隊前參謀長亞歷山大·拉平在今年春季解散負責監督俄羅斯庫爾斯克州安全的委員會，該委員會由軍官、地方和區域安全官員組成，幫助俄羅斯對烏克蘭的入侵作出一致反應，拉平聲稱俄軍可以有效地保衛邊境，無需設立委員會，有關安排被俄羅斯安全部門認為，是在俄羅斯薄弱的邊境防禦中留下另一個漏洞，並且在烏克蘭前所未有的入侵前削弱邊境防禦，亦導致俄軍試圖驅趕烏軍離開庫爾斯克地區時出現混亂。

## 8月22日
烏克蘭地方政府表示，截至22日上午9時，俄羅斯在過去24小時內襲擊尼古拉耶夫、扎波羅熱、蘇梅、第聶伯羅彼得羅夫斯克、赫爾松、哈爾科夫和頓涅茨克州等地，至少造成6名平民死亡，28名平民受傷。哈爾科夫州軍事管理局表示，俄軍對哈爾科夫州博霍胡迪夫鎮發動導彈襲擊，至少造成1名平民死亡，6名平民受傷，包括1名兒童。蘇梅州軍事管理局表示，俄軍在22日襲擊蘇梅州多個社區，記錄209次爆炸，共88次襲擊，至少造成2名平民死亡，3名平民受傷。
烏克蘭武裝部隊總參謀部表示，自全面入侵以來，俄羅斯在烏克蘭損失604,140名士兵，過去一天俄軍有1,130人傷亡，累計損失8,529輛戰車、16,567輛裝甲戰鬥車輛、23,280輛車輛和油箱、17,262門火砲系統、1,166套多管火箭系統、931套防空系統、367架飛機、328架直升機、13,998架無人機、2,443枚巡弋飛彈、28艘船隻和1艘潛艦等。烏克蘭第3獨立突擊旅表示，在哈爾科夫州前線發動反擊，並深入前線地區近2平方公里，主要目的是降低俄軍第20集團軍的進攻潛力，俄軍在過去4天內已損失約300名士兵，大量裝置和武器被摧毀，烏軍士兵成功控制俄軍一個營防禦區和一些據點。
俄羅斯國防部表示，防空系統在過去一天內擊落3枚法製鐵錘航空炸彈、11枚美製海馬斯多管火箭系統火箭彈和91架無人機
，其中在昨夜至今晨期間，防空系統在6個地區摧毀和攔截28架烏克蘭無人機，包括伏爾加格勒州13架、羅斯托夫州7架，別爾哥羅德州4架，沃羅涅日州2架，布良斯克州和庫爾斯克州各1架。俄羅斯羅斯托夫州州長表示，烏克蘭無人機18日攻擊普羅萊塔爾斯克市一個石油倉庫，點燃柴油燃料引發火災，至今焚燒五日仍未撲滅，大火面積為1萬平方米。緊急服務部門已經設法撲滅20個燃燒柴油油箱中的6個，受傷消防員人數上升至49人。
俄羅斯克拉斯諾達爾邊疆區當局表示，烏克蘭襲擊高加索港一艘載有油箱的火車渡輪，引發大火。烏克蘭空軍發言人表示，一艘名為「Conro Trader」的俄羅斯渡輪在俄羅斯克拉斯諾達爾邊疆區高加索港沉沒，渡輪被用作向俄軍運送燃料和武器，是一個完全合法的目標。
俄羅斯國防部表示，中央集團軍部隊已經佔領頓涅茨克地區梅熱沃耶村。烏克蘭軍隊在過去一晝夜內，在前線各地區內損失2,125名軍人，俄軍航空兵、無人機、導彈部隊和炮兵摧毀138個有生力量和烏軍裝備聚集區，包括擊落烏克蘭空軍一架米格-29戰機。自特別軍事行動展開以來，累計摧毀烏軍640架戰機，282架直升機，30,346架無人機，575套防空導彈系統，17,352輛坦克及其他裝甲車輛，1,420套多管火箭炮，13,530門火炮和迫擊炮，25,014輛其他軍用車輛。其中，過去一日烏軍在庫爾斯克地區損失300名士兵，3輛坦克和20輛裝甲車等。國防部發言人表示，黑海艦隊第810旅海軍陸戰隊隊員摧毀烏軍第82獨立空降突擊旅在庫爾斯克州建立的防禦陣地。
烏克蘭傳媒「基輔獨立報」引述烏克蘭國家安全局消息人士報道，安全局與特種部隊一同對俄羅斯伏爾加格勒州馬裡諾夫卡空軍基地進行襲擊，擊中一個燃料倉庫和一個炸彈倉庫，又指俄軍積極利用該基地轟炸烏克蘭前線。「基輔獨立報」引述烏克蘭國防部情報總局消息人士報道，情報總局駭客入侵多個俄羅斯電視頻道伺服器，包括「Pervouralsk TV」、「Eurasia 360」和「Eurasia Pervyi Kanal」，並播放有關烏克蘭戰爭的客觀影片，駭客入侵行動令9個俄羅斯電視頻道暫停播出。
非牟利智庫「戰爭研究所」表示，頓涅茨克州波克羅夫斯克市東南部的烏克蘭軍隊已經撤離陣地，避免被俄羅斯推進的部隊戰術包圍，俄軍最近在波克羅夫斯克方向的推進似乎促使烏克蘭從波克羅夫斯克東南部的有限陣地撤軍，俄軍可能未能實現在該地區戰術上包圍烏克蘭部隊的明顯目標。衛星影像表明俄軍佔領附近普蒂什和卡利夫斯卡水庫東岸的剩餘部分。
烏克蘭總統澤連斯基訪問蘇梅州邊境地區時表示，已經聽取武裝部隊總司令瑟爾斯基和蘇梅州州長阿爾秋赫，關於當地和前線其他地區局勢的報告，知悉烏克蘭已經控制庫爾斯克地區另一個俄羅斯定居點以及俘虜大量俄羅斯士兵，蘇梅州遭受的跨境炮擊和平民傷亡數量已經減少。另外，澤連斯基出席國際退伍軍人論壇時要求烏克蘭政府制定國家退伍軍人政策戰略以及從軍事服務向平民生活過渡的戰略，目的是希望退伍軍人能為烏克蘭的未來發展增添力量，並能完全融入社會生活。政策的核心意義是英雄，是對烏克蘭捍衛者的尊重、保護、真正的支持，有效且不受官僚主義的影響。烏克蘭副退伍軍人事務部長庫什尼爾表示，目前有120萬名登記在冊的退伍軍人，預計在與俄羅斯的全面戰爭結束後將增加至500-600萬。
俄羅斯總統普京召開安全會議討論庫爾斯克、別爾哥羅德和布良斯克州局勢時表示，烏克蘭試圖凌晨襲擊庫爾斯克核電站，已將事件知會國際原子能機構，機構將派出專家以評估局勢。庫爾斯克州代理州長斯米爾諾夫則在會議上向普京表示，現時核電站情況穩定。烏克蘭國家安全和國防委員會反虛假資訊部門負責人科瓦連科駁斥普京的指控，俄羅斯希望烏克蘭部隊襲擊庫爾斯克核電站，以指責烏克蘭核恐怖主義的計劃失敗，因此普京也加入宣傳行動。國際原子能機構總幹事格羅西表示，對庫爾斯克核電站當前狀況感到憂慮，計劃在下星期前往該核電站，以搜集有關其是否遭受攻擊的證據，在訪問庫爾斯克核電站後，計劃前往烏克蘭，希望能與烏克蘭總統澤連斯基舉行會談，商討現時局勢。
俄羅斯聯邦安全局表示，美國有線電視新聞網記者尼克·沃爾什和烏克蘭記者戴安娜·布茨科和奧萊西亞·博羅維克跟隨烏軍進入庫爾斯克地區，當局將以非法越境為由進行刑事調查，並將發出國際逮捕令。另外，安全局表示，在克里米亞抓獲三名烏克蘭間諜，實施和策劃實施爆炸摧毀克里米亞設施，並收集有關俄羅斯武裝部隊的軍事情報。
烏克蘭國家安全局表示，缺席指控1名親俄的莫斯科宗主教聖統烏克蘭正教會牧師，涉嫌在俄佔烏克蘭地區與俄羅斯代理當局合作，從事珠寶工作，並為佔領軍和俄羅斯聯邦安全局製作徽章，向俄羅斯代理當局繳稅。
俄羅斯聯邦公眾院主權問題委員會主席羅戈夫表示，在特別軍事行動期間，至少有6至7家外國私營軍事公司參與烏軍的行動，包括參與襲擊俄羅斯庫爾斯克州。
美國駐基輔大使館發發表聲明警告，烏克蘭獨立日將於24日到來，屆時烏克蘭將紀念脫離蘇聯獨立33週年，同時亦是俄羅斯全面入侵烏克蘭以來，對烏克蘭民眾十分重要的日子，因此未來數日烏克蘭面臨俄羅斯導彈和無人機攻擊的風險增加，呼籲身處烏克蘭的美國公民注意安全。中國駐烏克蘭大使館亦再次提醒，由於包括空襲在內的安全風險極高，警告中國公民不要前往烏克蘭，同時敦促在烏克蘭的中國國民做好安全準備，必要時撤離。
拉脫維亞國防部長斯普魯茲表示，拉脫維亞準備向烏克蘭交付迄今為止最大一批共1千4百架無人機。
烏克蘭總統辦公室表示，總統澤連斯基向11名傑出人士授予烏克蘭總統獎「烏克蘭國家傳奇」，其中包括2名在巴黎奧運奪得金牌的運動員，其中奧哈·卡蘭曾在2023年米蘭劍擊世錦賽賽後拒絕與俄羅斯對手按賽例握手，只伸劍向前要求只以碰劍道別，但俄羅斯中立選手拒絕，及後裁判取消卡蘭資格，影響其參與奧運的資格，最終國際奧委會主席巴赫介入事件，表明全面支持卡蘭做法，承諾給予卡蘭自動晉身巴黎奧運的資格。另外亦包括烏克蘭射線設計局局長，有份設計海王星導彈的奧列·科羅斯捷廖夫、提出開發烏克蘭海軍無人艇「海上寶貝」的烏克蘭國家安全局成員伊凡·盧卡舍維奇以及多名在文藝界擁有傑出貢獻的人士。

## 8月23日

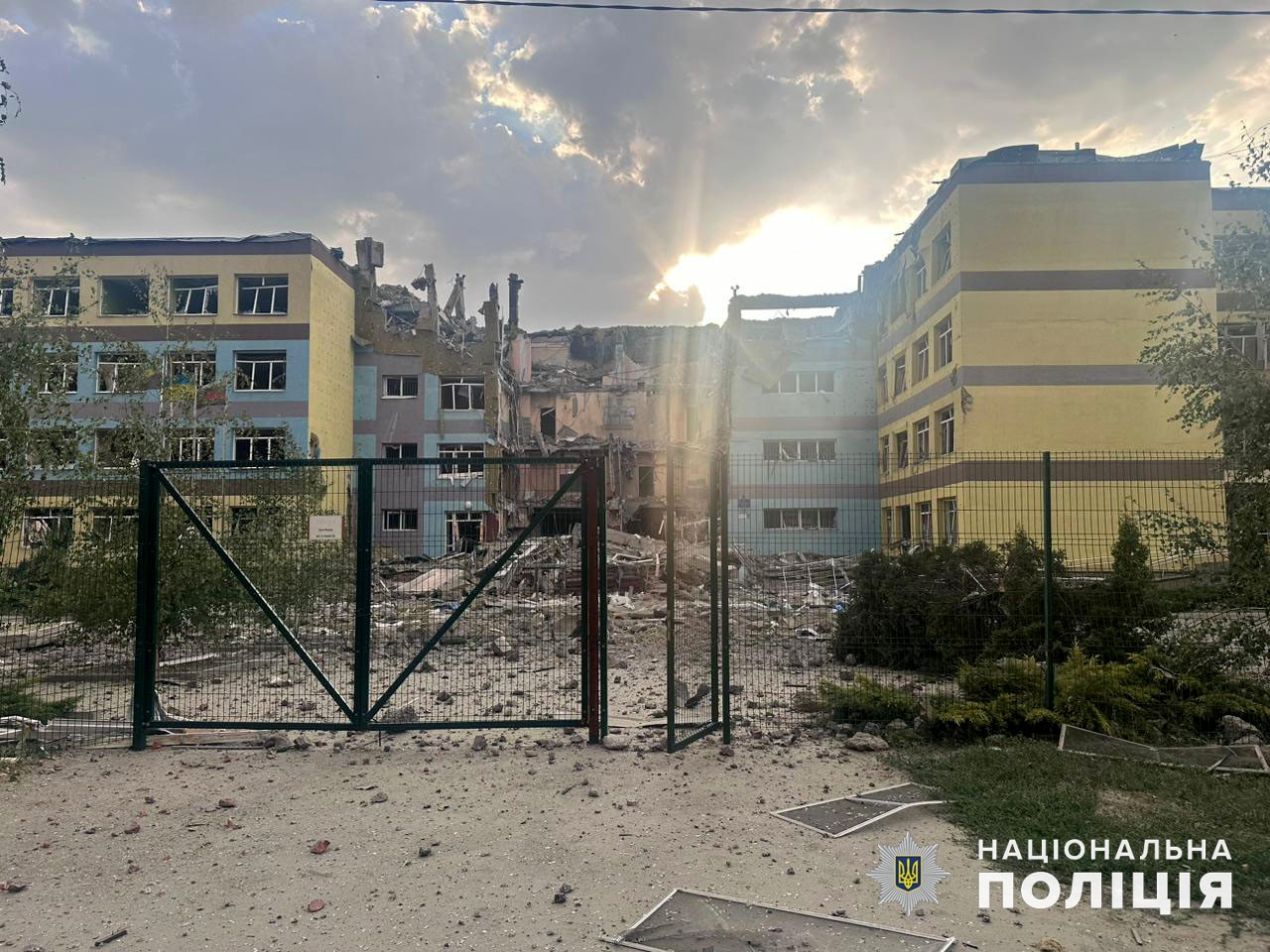
俄軍襲擊頓涅茨克州塞利多韋後

烏克蘭空軍表示，俄羅斯午夜至凌晨期間對烏克蘭發動襲擊，俄軍從葉斯克和庫爾斯克地區發射16架無人機，從沃羅涅日地區發射2枚伊斯坎德爾-M/KN-23彈道導彈，防空系統在切爾卡瑟、基洛沃拉德、波爾塔瓦和蘇梅地區擊落14架無人機。扎波羅熱州軍事管理局表示，俄軍在23日襲擊扎波羅熱州9個社區，共306次襲擊，烏克蘭國家警察表示，俄軍襲擊摧毀烏克蘭無政府主義革命者內斯托爾·馬赫諾在扎波羅熱州胡利亞伊波萊的故居。
烏克蘭武裝部隊總參謀部表示，自全面入侵以來，俄羅斯在烏克蘭損失605,330名士兵，過去一天俄軍有1,190人傷亡，累計損失8,533輛戰車、16,599輛裝甲戰鬥車輛、23,329輛車輛和油箱、17,307門火砲系統、1,167套多管火箭系統、932套防空系統、367架飛機、328架直升機、14,025架無人機、2,443枚巡弋飛彈、28艘船隻和1艘潛艦等。
俄羅斯國防部表示，防空系統在過去一夜在別爾哥羅德州上空摧毀4架烏克蘭無人機，在庫爾斯克州上空摧毀3架。
俄羅斯國防部表示，過去一周內，武裝力量使用高精度武器和無人機對烏軍裝備、保障工業運行能源設施進行16次集群打擊，包括挪威先進地對空飛彈系統儲存倉庫，所有目標均被擊中，烏軍過去一周損失達16,155名軍人。過去一周，防空部隊擊落烏克蘭空軍1架蘇-24前線轟炸機、1架米格-29戰機、1架米-17直升機和3架米-8直升機，摧毀1枚海王星-MD反艦導彈、18枚法製鐵錘航空制導炸彈、87枚美製海馬斯火箭彈以及340架無人機。自特別軍事行動展開以來，累計摧毀烏軍640架戰機，283架直升機，30,390架無人機，575套防空導彈系統，17,547輛坦克及其他裝甲車輛，1,425套多管火箭炮，13,566門火炮和迫擊炮，25,104輛其他軍用車輛。其中，過去一日烏軍在庫爾斯克地區損失400名士兵，1輛坦克和16輛裝甲車等。
俄羅斯國防部表示，俄軍使用伊斯坎德爾-M導彈摧毀烏克蘭尼古拉耶夫州1座指揮所和3輛運載MLRS多管火箭炮系統彈藥的車輛等。俄羅斯軍隊車臣阿赫馬特營指揮官阿洛迪諾夫表示，阿赫馬特特種部隊士兵在庫爾斯克方向使用無人機炸毀一套法製響尾蛇防空導彈系統。俄佔赫爾松地區官員薩爾多表示，俄軍使用冰雹多管火箭炮系統消滅烏軍在第聶伯河三角洲一個島上聚集的兵力，透過無人機視頻觀察。島上沒有殘留有生力量。
非政府組織「媒體人權倡議」表示，烏克蘭軍隊正試圖奪取俄羅斯庫爾斯克地區馬拉亞·洛克尼亞一個關押200多名烏克蘭戰俘和平民的監獄，當中包括婦女，組織認為奪取監獄將是記錄俄羅斯對戰俘和平民犯下戰爭罪行的重要一步。
烏克蘭總統澤連斯基會見自俄羅斯全面入侵烏克蘭以來，首次訪問烏克蘭的印度總理莫迪，亦是自兩國建交以來首位印度總理到訪烏克蘭。會後兩人到訪基輔一處紀念碑，紀念在與俄羅斯的戰爭中喪失的烏克蘭兒童。兩國簽署在醫學、農業合作、人道主義關係和文化領域合作的4份協議，並已經編寫一份關於發展兩國戰略夥伴關係、國家間貿易以及軍事和技術合作的聯合宣告。兩人亦同意舉行烏克蘭-印度聯合工作組，討論關於軍事技術合作等議題。另外澤連斯基與美國總統拜登通電話，兩人討論前線地區局勢等，拜登宣布向烏克蘭提供1.25億美元軍事援助，包含海馬斯多管火箭系統炮彈、標槍飛彈彈藥、反坦克和裝甲武器、反無人機和反電子戰系統以及155毫米和105毫米炮彈。
烏克蘭總統澤連斯基出席在基輔舉行的國旗日升旗儀式，並發表講話，強調藍黃旗團結多代人，他們為烏克蘭而戰，從入侵者手中解放烏克蘭土地，並夢想著獨立，感謝所有為國家而戰和努力的人，我們正在將佔領者趕出烏克蘭，我們必須重建烏克蘭，團結一致為藍黃旗，為了烏克蘭。另外澤連斯基在晚間講話中表示，聽取武裝部隊總司令瑟爾斯基匯報哈爾科夫地區局勢，烏軍正逐漸將俄軍趕出哈爾科夫地區。
烏克蘭國家核能發電公司表示，22日俄羅斯襲擊扎波羅熱核電站附近，導致一條連接烏克蘭能源網和俄佔埃內爾霍達爾市的外部架空電纜中斷，現時電廠只透過一條電力線與烏克蘭電網相連。一旦發生損壞，將因冷卻核電廠反應堆核心和燃料池的泵，外部電源喪失而出現緊急情況。截止目前為止，核電廠已經經歷8次完全停電，在緊急柴油發電機和安全系統啟動後仍曾發生部分停電。俄羅斯外交部發言人扎哈羅娃回應關於扎波羅熱核電站備用電線中斷報道時表示，事件是由烏克蘭引起，形容基輔政權與極端恐怖組織「伊斯蘭國」一樣，有大量恐怖主義計劃，從破壞民用基礎設施、殺害平民到核恐怖主義，將扎波羅熱核電站和庫爾斯克核電站視為恐怖主義犯罪行為的對象。
美國財政部和國務院宣布，針對俄羅斯境內及其境外的近400名個人和實體實施制裁，以解決俄羅斯透過產品和服務維持其戰爭並逃避制裁。當中包括，為俄羅斯購買彈藥和軍事物資的網絡、透過離岸信託和公司組建服務幫助俄羅斯寡頭逃避制裁的個人和實體、為受制裁俄羅斯黃金公司洗錢、透過採購先進工具機和電子元件等敏感和關鍵物品來支持俄羅斯軍事發展、受制裁俄羅斯金融機構開設新海外分支機構和子公司來規避制裁等個人和實體。包括42間中國公司。
挪威政府表示，將為烏克蘭提供國防技術和資金，同時挪威國防工業公司「Nammo」已經同意允許烏克蘭國防企業在烏克蘭生產挪威開發的155毫米火炮炮彈。
烏克蘭國防部長烏梅羅夫表示，拉脫維亞承諾今年向烏克蘭提供1.26億美元軍事支援，並將協助擴大無人機聯盟倡議。
德國外交部發出旅遊警示，警告俄羅斯可能會在24日烏克蘭獨立日加強對基輔和其他烏克蘭城市的襲擊，特別是首都基輔的火箭彈和空襲可能會增加。由於威脅加劇，敦促德國公民避免前往烏克蘭，如果目前身處烏克蘭，則離開烏克蘭。

## 8月24日
烏克蘭頓涅茨克州政府表示，俄軍對科斯蒂安提尼夫卡發動炮擊，至少造成5名平民死亡，5名平民受傷。烏克蘭哈爾科夫州軍事管理局表示，俄軍對庫皮揚斯基區諾沃西諾夫發動炮擊，至少造成4名平民受傷。蘇梅地區檢察官辦公室表示，俄軍使用無人機襲擊基普蒂-格魯希夫-巴奇夫斯克高速公路上一輛民用汽車，至少造成2名平民死亡。蘇梅地區軍事管理局表示，俄軍晚上9時先後2次對蘇梅市民用基礎設施發動導彈襲擊，至少造成7名平民受傷。烏克蘭扎波羅熱州軍事管理局表示，俄軍對斯捷普諾希爾斯克發動炮擊，至少造成3名國家緊急服務局員工受傷。蘇梅州國家警察表示，俄軍在24日襲擊蘇梅州50個定居點，記錄261次襲擊，至少造成4名平民死亡，13名平民受傷。
烏克蘭頓涅茨克州州長表示，俄羅斯襲擊克拉馬託斯克一間酒店，至少2名記者受傷。新聞通訊社「路透社」25日報道，專責報道烏克蘭戰爭的路透社新聞團隊在烏克蘭東部城市克拉馬託斯克居住的酒店遭到襲擊，3人獲救，2人受傷，1人死亡。烏克蘭國家緊急服務部門表示，俄軍使用伊斯坎德爾-M彈道導彈襲擊該酒店，另有6名當地平民受傷。
烏克蘭武裝部隊總參謀部表示，自全面入侵以來，俄羅斯在烏克蘭損失606,490名士兵，過去一天俄軍有1,160人傷亡，累計損失8,542輛戰車、16,620輛裝甲戰鬥車輛、23,383輛車輛和油箱、17,349門火砲系統、1,169套多管火箭系統、935套防空系統、367架飛機、328架直升機、14,064架無人機、2,444枚巡弋飛彈、28艘船隻和1艘潛艦等。
俄羅斯國防部表示，防空系統在過去一天內擊落3枚美製 MGM-140 陸軍戰術導彈、5枚法製鐵錘航空炸彈、12枚美製海馬斯多管火箭系統火箭彈和44架無人機。俄羅斯沃羅涅日州州長表示，防空部隊在該州上空摧毀多架無人機，墜落碎片導致奧斯特羅戈日斯克一個彈藥庫起火和爆炸物爆炸。俄羅斯庫爾斯克州政府表示，自烏軍8月6日攻擊庫爾斯克地區起，共有超過200名居民受傷。
俄羅斯國防部表示，俄軍航空兵、無人機、導彈部隊和炮兵摧毀138個有生力量和烏軍裝備聚集區。自特別軍事行動展開以來，累計摧毀烏軍640架戰機，283架直升機，30,434架無人機等。
烏克蘭傳媒「基輔獨立報」引述烏克蘭國防部情報總局消息人士報道，情報總局黑客對網絡營運商伺服器發動大規模網絡攻擊，影響數十個俄羅斯工業設施伺服器、網站和電腦運作。
烏克蘭總統澤倫斯基表示，在阿聯酋的斡旋下，115名被俘的烏克蘭軍人已經從俄羅斯回國，其中包括國民警衛隊、陸軍、海軍和國家邊防局成員。烏克蘭議會人權監察員魯比涅茨表示，獲釋戰俘包括亞速鋼鐵廠守軍、保衛馬裡烏波爾最後一個據點的士兵、駐紮切爾諾貝爾核電廠的國民警衛隊成員以及保衛基輔、頓涅茨克、盧甘斯克和赫爾松地區的軍事人員。俄羅斯國防部則表示，115名在庫爾斯克地區被俘的俄羅斯士兵獲得釋放，返回俄羅斯。阿聯酋外交部表示，感謝俄羅斯和烏克蘭政府就戰俘互換進行合作，在阿聯酋的調解幫助下，雙方已經交換1,788名戰俘。
烏克蘭總統澤連斯基與夫人出席烏克蘭獨立日33週年紀念活動，先前往烏克蘭陣亡將士紀念牆，獻花紀念陣亡烏克蘭英雄，其後前往基輔聖索菲亞大教堂參加莊嚴的祈禱活動，為烏克蘭祈禱，各烏克蘭教會和宗教組織亦派代表參與，為烏克蘭國家和捍衛烏克蘭的戰士祈禱，祝賀烏克蘭獨立33週年，並祝願烏克蘭戰勝敵人。，澤連斯基亦前往索菲亞廣場與到訪的波蘭總統杜達和立陶宛總理希莫尼特一同出席紀念儀式，期間澤連斯基宣布成功研發並首次使用烏製無人機導彈「Palianytsia」攻擊俄軍，相信俄羅斯難以反擊，感謝武器的研發和生產商，現時烏軍在俄羅斯庫爾斯克地區的行動有助阻止俄軍佔領蘇梅州和蘇梅市。希莫尼特表示，立陶宛將繼續支持烏克蘭，滿足並很可能超過將國內生產總值的0.25%用於對烏克蘭的國防和安全援助的承諾。杜達表示，獨立不是一勞永逸的，波蘭曾經2度失去主權，將繼續支持烏克蘭，並相信自由能夠戰勝暴政。另外，澤連斯基與德國總理蕭茲通電話，討論前線局勢、烏克蘭武裝部隊的需求、國防支援融資和俄羅斯凍結資產的使用，特別是在裝甲車和防空方面的需求。
烏克蘭總統澤連斯基在社交平台發表預錄講話，身處在蘇梅州邊境地區一處林區，指出該位置距離烏軍8月6日越境進入俄羅斯庫爾斯克地區的起點只有幾公里，表示913天前俄羅斯侵犯了烏克蘭的主權邊界，也超越殘酷和常識的極限，俄羅斯想要摧毀烏克蘭，但戰爭如今已回到俄羅斯領土，烏克蘭將會為平民、父母、孩子等所有人報仇，終有一天烏克蘭人回應的方式將到達俄羅斯聯邦任何一個對烏克蘭構成威脅的地方。又形容俄羅斯總統普京是一個來自紅場的病態老人，將整個世界視為一個灰色地帶，不斷用紅色按鈕威脅所有人，但只有烏克蘭人能夠決定自己的命運。在21世紀，恐怖分子應該在海牙受審，而不是在瓦爾代度假。世界上再也沒有人會說「烏克蘭在哪裡?」因為每個洲現在都在說「烏克蘭必須獲勝」。在哈爾科夫、庫皮揚斯克、扎波羅熱、赫爾松、波科夫斯克、托雷茨克、萊曼、西沃斯克、克拉馬托爾斯克、庫拉霍韋、弗列米夫卡、科姆索莫利西克和奧里希夫等地烏克蘭的英雄正在戰鬥，捍衛我們的領土。感謝所有人為烏克蘭和平自由奮鬥的人。我們與敵人之間應該有堅實的邊界，但烏克蘭人之間不會有任何牆，因為烏克蘭存在於我們每一個人之中。獨立亦存在於我們每一個人之中，我們知道什麼是獨立。重建它有多麼困難，捍衛它有多麼艱難。但我們知道一切都取決於我們自己。團結起來我們就能取勝，在2月24日得到證明，在2022年和2023年也證明這一點，今年也在證明。榮耀歸於烏克蘭。
烏克蘭總統澤連斯基在獨立日簽署多項法令，包括批准「國際刑事法院羅馬規約」、向參與俄羅斯庫爾斯克行動軍事人員提供福利、禁止與俄羅斯有關聯的宗教組織進行任何活動、簡化加入烏軍的外國志願者及其家人獲得烏克蘭公民身份的程序、規範戰利品武器獲取、申報和處理武器的程序、晉升烏克蘭武裝部隊總司令瑟爾斯基軍銜為將軍、烏克蘭武裝部隊總參謀長巴吉列維奇晉升為中將、烏克蘭武裝部隊聯合部隊指揮官赫納託夫晉升為少將。
烏克蘭能源部長哈魯申科表示，在公開或私底下的情況下，均不會與恐怖分子談判，否認早前有報道指烏克蘭與俄羅斯進行的任何間接談判，以阻止相互攻擊能源基礎設施。
烏克蘭外交部表示，收到來自加拿大、奧地利、喬治亞、盧森堡、瑞士、愛沙尼亞、荷蘭以及歐盟和北約等領導人的祝賀，一同慶祝烏克蘭獨立33週年，並表示支持打擊俄羅斯的侵略。另外，兩個俄羅斯的盟友白俄羅斯和伊朗亦祝賀烏克蘭獨立33週年，其中白俄總統盧卡申科向烏克蘭表示祝賀，祝願和平的天空，在白俄羅斯的土地上總是以特別的尊重和熱情對待烏克蘭的友好和勤奮的人民。伊朗外交部表示，伊朗政府在烏克蘭獨立日向烏克蘭政府和人民表示祝賀。

## 8月25日
烏克蘭空軍表示，俄羅斯午夜至凌晨期間對烏克蘭發動襲擊，俄軍從俄佔克里米亞喬達角地區發射9架無人機，從庫爾斯克和別爾哥羅德地區發射1枚伊斯坎德爾-M彈道導彈、1枚伊斯坎德爾-K巡航導彈和6枚Kh-59導彈，防空系統在尼古拉耶夫地區擊落8架無人機。哈爾科夫州州長表示，哈爾科夫和楚烏伊夫在午夜至凌晨期間分別遭到俄羅斯的襲擊，至少造成7名平民受傷。蘇梅州軍事管理局表示，俄軍在24日炮擊蘇梅州定居點88次，記錄229次爆炸，至少造成3名平民死亡，6名平民受傷。
烏克蘭武裝部隊總參謀部表示，自全面入侵以來，俄羅斯在烏克蘭損失607,680名士兵，過去一天俄軍有1,190人傷亡，累計損失8,547輛戰車、16,631輛裝甲戰鬥車輛、23,475輛車輛和油箱、17,396門火砲系統、1,171套多管火箭系統、936套防空系統、367架飛機、328架直升機、14,095架無人機、2,444枚巡弋飛彈、28艘船隻和1艘潛艦等。
俄羅斯國防部表示，防空系統在過去一天內擊落8枚美製海馬斯多管火箭系統火箭彈和41架無人機。俄羅斯別爾哥羅德州州長表示，烏軍午夜至凌晨期間炮擊拉基特諾耶鎮，至少造成5名平民死亡，12名平民受傷，包括3名未成年人。
俄羅斯國防部表示，俄軍航空兵、無人機、導彈部隊和炮兵摧毀147個有生力量和烏軍裝備聚集區。自特別軍事行動展開以來，累計摧毀烏軍640架戰機，283架直升機，30,475架無人機，575套防空導彈系統，17,566輛坦克及其他裝甲車輛，1,425套多管火箭炮，13,621門火炮和迫擊炮，25,200輛其他軍用車輛。其中，過去一日烏軍在庫斯克地區損失300名士兵和14輛裝甲車等。俄軍北方集團軍部隊過去一晝夜，成功擊退並挫敗烏克蘭突擊小組在庫爾斯克邊境8個定居點方向發起的襲擊。
烏克蘭總統澤連斯基表示，烏克蘭致力於和平，支持以外交方式解決現有的問題，但不會同意任何以烏克蘭放棄30%領土及該領土上的人口作為代價的和平計劃。現時正與沙特阿拉伯、卡達、土耳其和瑞士進行討論，以組織舉行第2屆烏克蘭全球和平峰會，在23日印度總理莫迪訪問烏克蘭期間，亦向莫迪表明支持印度舉辦第2屆峰會，但希望由一個加入第1屆烏克蘭全球和平峰會公報的國家舉辦。另外澤連斯基表示，烏克蘭軍隊在俄羅斯庫爾斯克部份地區推進1至3公里，並再控制多2個定居點。
烏克蘭外交部引用情報部門資訊表示，白俄羅斯武裝部隊正以演習為藉口，在與烏克蘭的邊境部署大量人員和武器，其中正在距離邊境30公里的戈梅利市附近集結部隊、坦克、多管火箭發射系統和火炮等，部份前俄羅斯僱傭兵組織「瓦格納集團」部隊處於當地。警告如果白俄侵犯烏克蘭國家邊界，將採取一切必要措施，行使《聯合國憲章》保障的自衛權，敦促白俄將部隊撤出。
教宗方濟各表示，批評烏克蘭有關禁止與俄羅斯有關聯的宗教組織進行任何活動的法案，認為任何安排都不能觸及教會。

## 8月26日

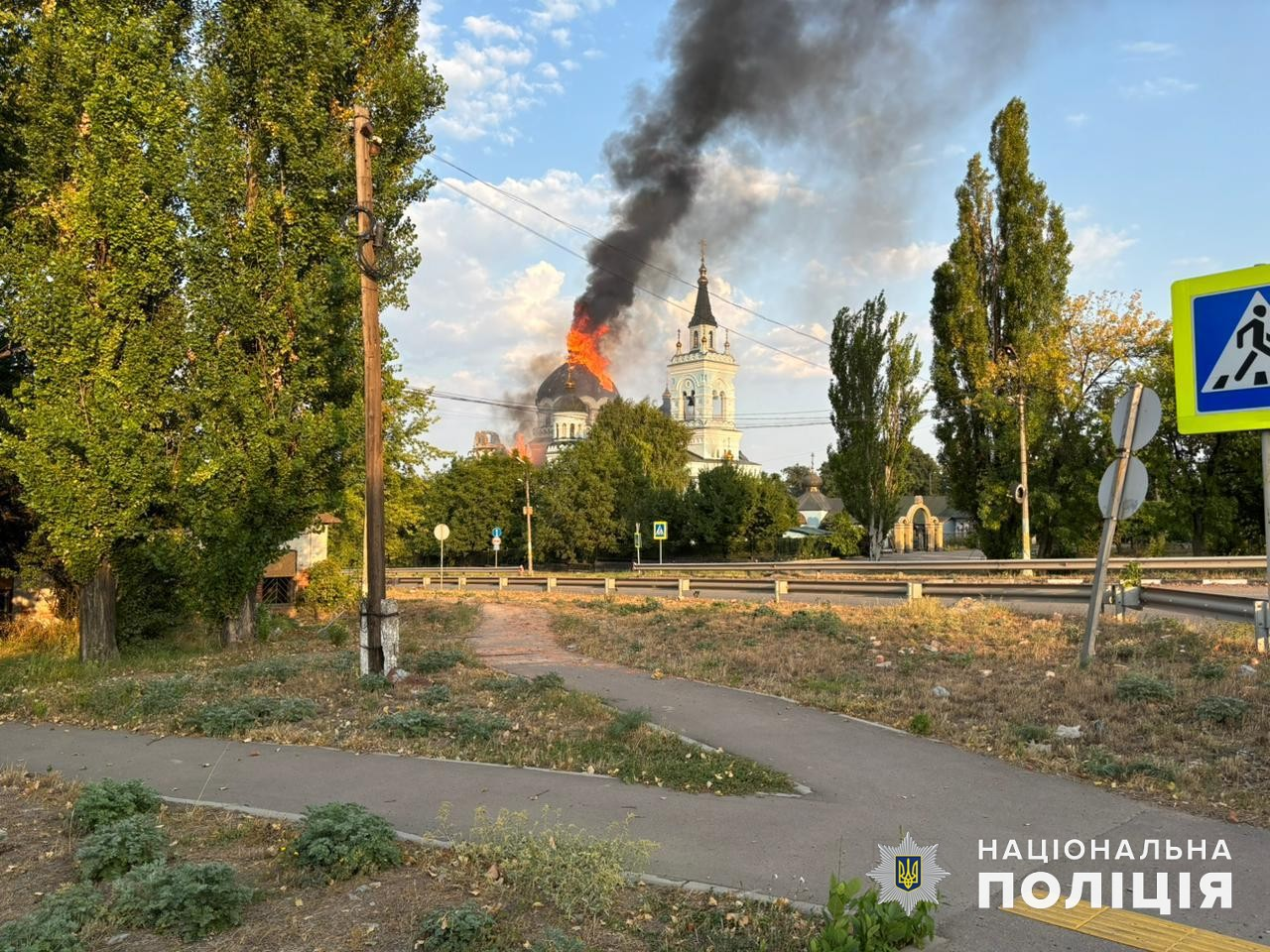
俄軍襲擊頓涅茨克州新埃科諾米奇內一座教堂後

烏克蘭各地政府表示，俄羅斯對烏克蘭各地發動大規模襲擊，包括基輔、盧茨克、尼古拉耶夫、哈爾科夫、敖德薩、文尼察、扎波羅熱、克雷門丘克、第聶伯羅、赫梅利尼茨基、克羅皮夫尼茨基、克里維里赫、利沃夫、羅夫諾和伊凡諾-弗蘭科夫斯克等地發生爆炸。烏克蘭最大私營能源公司DTEK表示，由於受到襲擊，全國各地正在緊急停電。烏克蘭總統澤連斯基表示，俄軍在上午對烏克蘭各地發動大規模襲擊，使用超過100多枚導彈和100架無人機。烏克蘭外交部長庫列巴表示，全國24個州中的15個州成為襲擊目標，主要針對關鍵民用基礎設施和能源系統。烏克蘭總統辦公室顧問表示，俄軍在早上發動大規模襲擊中，基輔水力發電廠其中一座大壩遭到擊中。烏克蘭國家緊急服務局表示，由於俄羅斯的大規模襲擊，烏克蘭50多個定居點遇襲，截止26日至少造成7名平民死亡，47名平民受傷，包括4名兒童。盧茨克市長表示，俄軍襲擊當地住宅樓和基礎設施，至少造成1名平民死亡，5名平民受傷。蘇梅州軍事管理局表示，俄軍在26日襲擊蘇梅州12個社區，記錄212次爆炸，共83次襲擊，至少造成16名平民受傷。波爾塔瓦州州長27日表示，當地有5名平民在26日的大規模襲擊中受傷，其中3人送院後死亡。
烏克蘭空軍表示，俄羅斯在午夜至凌晨期間，針對烏克蘭能源和民用設施發動自全面戰爭以來，最大規模無人機和導彈襲擊，俄軍從俄佔克里米亞喬達角、克拉斯諾達爾邊疆區葉伊斯克和濱海阿赫塔爾斯克以及庫爾斯克州發射109架無人機，在伏爾加格勒和里海地區上空使用Tu-95MS轟炸機發射77枚Kh-101/555巡弋導彈，在黑海東部使用軍艦和潛艇發射的28枚「口徑」巡弋導彈，在沃羅涅日地區發射3枚Kh-22巡弋導彈，在別爾哥羅德地區和俄佔馬裡烏波爾上空使用Su-57和Su-34戰機發射10枚Kh-59/Kh-69導彈，在庫爾斯克、沃羅涅日和俄佔克里米亞地區發射6枚伊斯坎德爾-M/KN-23彈道導彈，在梁贊和利佩茨克地區發射3枚匕首高超音速彈道導彈，防空系統在全國各地擊落1枚匕首高超音速彈道導彈、1枚伊斯坎德爾-M/KN-23彈道導彈、1枚Kh-22巡弋導彈、99枚Kh-101巡弋導彈、口徑導彈、Kh-59/69導彈和99架無人機。另有多架無人機在進入烏克蘭領空後失蹤，2架無人機進入白俄羅斯領空。烏克蘭國防部長烏梅羅夫表示，烏克蘭正在準備使用烏克蘭研製的武器對俄羅斯的大規模襲擊作出迴應。
烏克蘭武裝部隊總參謀部表示，自全面入侵以來，俄羅斯在烏克蘭損失608,820名士兵，過去一天俄軍有1,140人傷亡，累計損失8,551輛戰車、16,648輛裝甲戰鬥車輛、23,555輛車輛和油箱、17,443門火砲系統、1,172套多管火箭系統、937套防空系統、367架飛機、328架直升機、14,134架無人機、2,444枚巡弋飛彈、28艘船隻和1艘潛艦等。
俄羅斯國防部表示，防空系統在過去一天內擊落1枚法製鐵錘航空炸彈、4枚美製海馬斯多管火箭系統火箭彈和58架無人機，其中防空部隊在距離烏克蘭邊境約900公里的薩拉托夫地區擊落9架無人機。薩拉托夫州州長表示，至少4名平民在襲擊中受傷。
俄羅斯國防部表示，俄軍早間對烏克蘭9個州的變電站實施大規模打擊，烏克蘭全國停電，前線武器鐵路運輸中斷。
俄羅斯國防部表示，烏克蘭軍隊在過去一晝夜內，在前線各地區內損失1,930名軍人，俄軍航空兵、無人機、導彈部隊和炮兵摧毀143個有生力量和烏軍裝備聚集區。自特別軍事行動展開以來，累計摧毀烏軍640架戰機，283架直升機，30,533架無人機，575套防空導彈系統，17,574輛坦克及其他裝甲車輛，1,425套多管火箭炮，13,677門火炮和迫擊炮，25,234輛其他軍用車輛。
波蘭武裝部隊司令部表示，俄羅斯對烏克蘭各地發動大規模襲擊，波蘭防空系統已全面啟動，並派遣戰機在波蘭東南部巡視。期間1架身份不明的空中物體，可能是無人機，可能飛入波蘭領土。
非政府組織「白俄羅斯哈瓊監測小組」表示，6架俄羅斯無人機在進入烏克蘭領空後，飛往白俄羅斯，白俄空軍幾乎整晚在白俄南部上空巡邏。
俄羅斯總統新聞秘書佩斯科夫回應傳媒查詢，有關烏軍入侵庫爾斯克州之前俄烏是否進行間接談判時表示，與烏克蘭談判在當前已失去現實意義，並非是所有有關接觸的報道都是真實。
俄羅斯僱傭兵組織「瓦格納集團」在Telegram表示，瓦格納目前只有在白俄羅斯和非洲活動，沒有參與俄軍在烏克蘭作戰，旗下成員亦沒有在俄羅斯國民警衛隊、俄羅斯國防部或其他地方服役。
歐盟外交與安全政策高級代表博雷利表示，俄羅斯發動自全面戰爭以來最大規模無人機和導彈襲擊後，敦促解除對烏克蘭使用西方遠端武器打擊俄羅斯軍事目標的限制，根據「國際法」，破壞俄羅斯軍隊的能力，將加強烏克蘭的自衛，拯救生命，並減少烏克蘭的破壞，強調烏克蘭迫切需要增加防空。

## 8月27日
烏克蘭空軍表示，俄羅斯在午夜至凌晨期間，連續第2天對烏克蘭發動大規模無人機和導彈襲擊，俄軍從克拉斯諾達爾邊疆區葉伊斯克和庫爾斯克州發射81架無人機，在利佩茨克上空使用MiG-31K戰機發射3枚匕首高超音速導彈，在伏爾加格勒上空使用Tu-95MS轟炸機發射5枚Kh-101巡弋導彈，在沃羅涅日地區發射1枚伊斯坎德爾-M彈道導彈，在俄佔克里米亞地區發射1枚伊斯坎德爾-K彈道導彈，防空系統在基輔、赫梅利尼茨基、羅夫諾、文尼察、切爾卡瑟、赫爾松、尼古拉耶夫、札波羅熱、赫梅利尼茨基、哈爾科夫、第聶伯羅彼得羅夫斯克、波爾塔瓦、日托米爾、蘇梅、切爾尼戈夫和基洛沃拉德地區擊落5枚Kh-101巡弋導彈和60架無人機。另有多架無人機在進入烏克蘭領空後失蹤，1架無人機進入白俄羅斯領空。烏克蘭扎波羅熱州州長表示，幾架俄羅斯無人機在午夜至凌晨期間襲擊該州，至少造成3名平民死亡，5名平民受傷，在過去24小時內，至少有128架無人機襲擊該地區。第聶伯羅彼得羅夫斯克州軍事管理局表示，在午夜至凌晨期間，俄軍使用導彈襲擊克里維里赫一間酒店，至少造成4名平民死亡，5名平民受傷。烏克蘭總檢察長辦公室表示，俄軍襲擊博霍杜希夫鎮，其中1枚射彈擊中公共汽車站附近，至少造成1名平民死亡，6名平民受傷。
烏克蘭武裝部隊總參謀部表示，自全面入侵以來，俄羅斯在烏克蘭損失610,100名士兵，過去一天俄軍有1,280人傷亡，累計損失8,563輛戰車、16,667輛裝甲戰鬥車輛、23,613輛車輛和油箱、17,495門火砲系統、1,173套多管火箭系統、937套防空系統、367架飛機、328架直升機、14,254架無人機、2,547枚巡弋飛彈、28艘船隻和1艘潛艦等。烏克蘭武裝部隊總司令瑟爾斯基表示，隨著烏克蘭入侵庫爾斯克州進入第四週，烏克蘭已經控制1,294平方公里俄羅斯領土和100個定居點，包括蘇賈鎮，共有594名俄羅斯士兵被俘。行動的目標之一，是將大量俄羅斯部隊從其他地區轉移，特別是從頓涅茨克州波克羅夫斯克和庫拉霍韋地區，俄軍已經從其他地區向庫爾斯克方向重新部署約3萬名士兵，並繼續增加。俄軍已經減少在烏克蘭南部的活動，但繼續在扎波羅熱州推進，試圖重新獲得羅博季涅附近的陣地，俄軍隊亦正試圖重新控制在赫爾松州第聶伯羅河三角洲附近的一個島嶼地區。
俄羅斯國防部表示，防空系統在過去一天內擊落3枚法製鐵錘航空炸彈、4枚圓點-U戰術導彈和31架無人機。
俄羅斯國防部表示，俄軍中央集團軍部隊已經控制頓涅茨克地區奧爾洛夫卡村，烏克蘭軍隊在過去一晝夜內，在前線各地區內損失2,145名軍人，俄軍航空兵、無人機、導彈部隊和炮兵摧毀142個有生力量和烏軍裝備聚集區。
俄羅斯別爾哥羅德州州長表示，烏克蘭軍隊可能正在試圖突破邊境進入別爾哥羅德州。俄羅斯Telegram頻道「Mash」表示，約200名烏克蘭士兵襲擊內霍捷耶夫卡的邊境口岸，300人襲擊舍別基諾邊境口岸。
烏克蘭總統澤倫斯基在基輔舉行的烏克蘭2024獨立論壇上表示，將於9月與美國總統拜登會面並向他介紹「勝利計劃」，有關計劃亦會向民主黨總統候選人、現在副總統賀錦麗和共和黨總統候選人、前總統特朗普進行介紹，當中將包括，烏克蘭參與全球安全架構、通過外交手段迫使俄羅斯結束戰爭以及經濟層面的計劃。澤倫斯基亦表示，將繼續就使用長程武器的問題與西方國家進行談判。在「勝利計劃」其中一個重點是烏克蘭在庫爾斯克的行動，目標之一是減少呼籲與俄羅斯總統普京進行談判的聲音，並且與烏克蘭第2屆全球和平峰會有關，是結束戰爭的階段之一。另外，澤連斯基表示，烏克蘭已成功測試第一枚烏克蘭自行研究和生產的彈道導彈。在論壇後的記者會上表示，在庫爾斯克行動開始之前，俄軍加快在波克羅夫斯克地區的推進，但在庫爾斯克行動開始後，波克羅夫斯克地區的推進已經放緩。並且證實烏克蘭空軍使用F-16戰機在26日俄羅斯大規模導彈和無人機襲擊中協助防禦。
烏克蘭總理什梅加爾在基輔舉行的烏克蘭2024獨立論壇上表示，由於在配電變電站上實施保護系統，烏克蘭能源基礎設施在26日俄羅斯大規模襲擊中受到的破壞較小，但俄羅斯在26日的襲擊中，首次使用集束導彈攻擊能源基礎設施。
烏克蘭武裝部隊無人系統部隊指揮官蘇哈列夫斯基表示，烏克蘭已經在前線投入使用170多個不同型別的無人系統。
烏克蘭國家安全局表示，在哈爾科夫拘留1名疑似俄羅斯安全部門線人，涉嫌試圖識別並將保護一線城市領空的愛國者防空系統的座標轉移給俄羅斯，收集烏克蘭部隊在哈爾科夫地區的陣地和防禦工事資訊。
俄羅斯武裝力量三防兵主任基里洛夫中將表示，約500噸可用於生產氮芥子氣的三乙醇胺被運到烏克蘭。僅在2024年7月，烏克蘭試劑公司就進口160多噸三乙醇胺，公開來源上沒有事實證實這些商品未被用於非法目的。有關已證實的烏克蘭違反《禁止化學武器公約》的材料，已提交給禁止化學武器組織技術秘書處，但未收到答復，認為該組織由美國控制。
國際原子能機構總幹事格羅西抵達俄羅斯庫爾斯克核電站，評估評估與持續戰鬥相關的安全風險。
南韓傳媒「韓聯社」援引南韓軍事情報報告報道，北韓向俄羅斯運送的貨櫃中可能裝有多達600多萬枚炮彈，作為交換，俄羅斯向朝鮮提供技術，以幫助其建造間諜衛星、坦克和飛機。

## 8月28日
烏克蘭地方政府表示，截至28日上午9時，俄羅斯在過去24小時內襲擊尼古拉耶夫、切爾尼戈夫、盧甘斯克、扎波羅熱、蘇梅、第聶伯羅彼得羅夫斯克、赫爾松、哈爾科夫和頓涅茨克州等地，至少造成7名平民死亡，36名平民受傷。頓涅茨克地區檢察官辦公室表示，俄軍向伊茲馬利夫卡投下1枚空中炸彈，至少造成一家四口平民死亡。第聶伯羅彼得羅夫斯克州州長表示，俄軍使用導彈襲擊克里維里赫，至少造成9名平民受傷。哈爾科夫州檢察官辦公室表示，俄軍向庫皮揚斯克鎮投下一枚制導炸彈，至少造成14名平民受傷。
烏克蘭武裝部隊總參謀部表示，自全面入侵以來，俄羅斯在烏克蘭損失611,190名士兵，過去一天俄軍有1,090人傷亡，累計損失8,568輛戰車、16,681輛裝甲戰鬥車輛、23,654輛車輛和油箱、17,522門火砲系統、1,174套多管火箭系統、938套防空系統、368架飛機、328架直升機、14,348架無人機、2,553枚巡弋飛彈、28艘船隻和1艘潛艦等。烏克蘭軍方霍爾蒂恰作戰戰略小組表示，烏克蘭軍隊使用便攜式防空導彈在頓涅茨克州克拉馬託爾斯克地區擊落1架俄羅斯Su-25戰機。
俄羅斯國防部表示，防空系統在過去24小時內擊落2枚法製鐵錘航空炸彈、3枚美製海馬斯多管火箭系統火箭彈和49架無人機。俄羅斯羅斯托夫州州長表示，防空系統在該州擊落4架無人機，2個石油倉庫在襲擊中起火。俄羅斯聯邦航空運輸局表示，受到無人機襲擊的威脅，俄羅斯喀山國際機場暫停航班升降。别尔哥罗德州州長宣布撤离边境四座村庄的居民。
俄羅斯基洛夫州州長表示，烏克蘭無人機襲擊科特爾尼奇鎮，防空系統擊落2架無人機，另1架在澤尼特石油設施附近起火。烏克蘭傳媒「基輔獨立報」引述烏克蘭國防部情報總局消息人士報道，情報總局無人機攻擊距離烏克蘭邊境1,200多公里的俄羅斯基洛夫州澤尼特石油倉庫，導致2個油罐起火。
俄羅斯國防部表示，中央集團軍部隊已經佔領頓涅茨克地區卡梅捨夫卡村。烏克蘭軍隊在過去一晝夜內，在前線各地區內損失1,985名軍人，俄軍航空兵、無人機、導彈部隊和炮兵摧毀148個有生力量和烏軍裝備聚集區。自特別軍事行動展開以來，累計摧毀烏軍640架戰機，283架直升機，30,613架無人機，575套防空導彈系統，17,589輛坦克及其他裝甲車輛，1,426套多管火箭炮，13,720門火炮和迫擊炮，25,312輛其他軍用車輛。
烏克蘭頓內茨克州長菲拉什金表示，仍有3萬8千名平民和1千9百名兒童留在頓涅茨克州前線城鎮波克羅夫斯克，俄羅斯軍隊目前正在逐漸靠近鎮，菲拉什金表示下月起當地的銀行服務將會暫停，僅保留自助提款機。烏克蘭非政府組織、傳媒「Hromadske」引述前線記者消息表示，俄軍正在接近頓涅茨克州位於波克羅夫斯克以南18公里的塞利多韋，雙方正在爭奪該鎮，俄軍正持續炮擊當地，大量民用設施遭到摧毁。
烏克蘭水力發電公司「Ukrhydroenergo」表示，在俄羅斯26日發動最大一次襲擊期間，擊中基輔水電站其中一座大壩，設施沒有受到嚴重破壞。
俄羅斯黑客組織「RaHDit」公佈改組後的烏克蘭國民警衛隊「亞速營」，被俄羅斯列為恐怖組織的近7,700名武裝分子的個人信息，其中包括4千多幅照片。
俄羅斯外交部表示，禁止92人入境，包括「華爾街日報」、「紐約時報」和「華盛頓郵報」的記者，安全機構、軍工公司和與支援烏克蘭有聯絡的金融機構管理人員
，以回應美國總統拜登的恐俄政策。
烏克蘭財政部表示，已獲得私人債權人必要投票，以重組其200多億美元的國際債券，為烏克蘭提供必要的債務減免，以繼續為打擊俄羅斯入侵提供資金。
北約應烏克蘭要求就26和27日俄軍對烏克蘭的大規模襲擊召開北約-烏克蘭理事會，成員國派遣大使出席，會上烏克蘭國防部長烏梅羅夫以影片向北約成員國簡要介紹當前安全局勢和優先能力需求。與會各國則譴責俄羅斯最近對烏克蘭的襲擊，並重申致力於進一步加強烏克蘭的國防能力。
波蘭總理圖斯克表示，很難確定由烏克蘭進入俄羅斯的目標是否是民用物體，盟國在擊落有關物體的問題上，建議波蘭在判斷沒有威脅或侵略性時保持克制。

## 8月29日

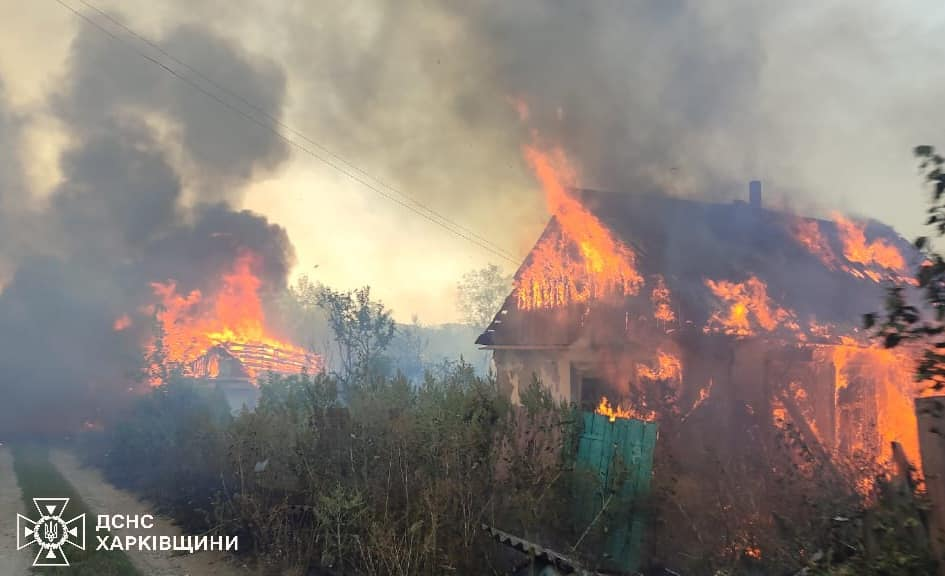
俄軍襲擊哈爾科夫州扎穆利夫卡後

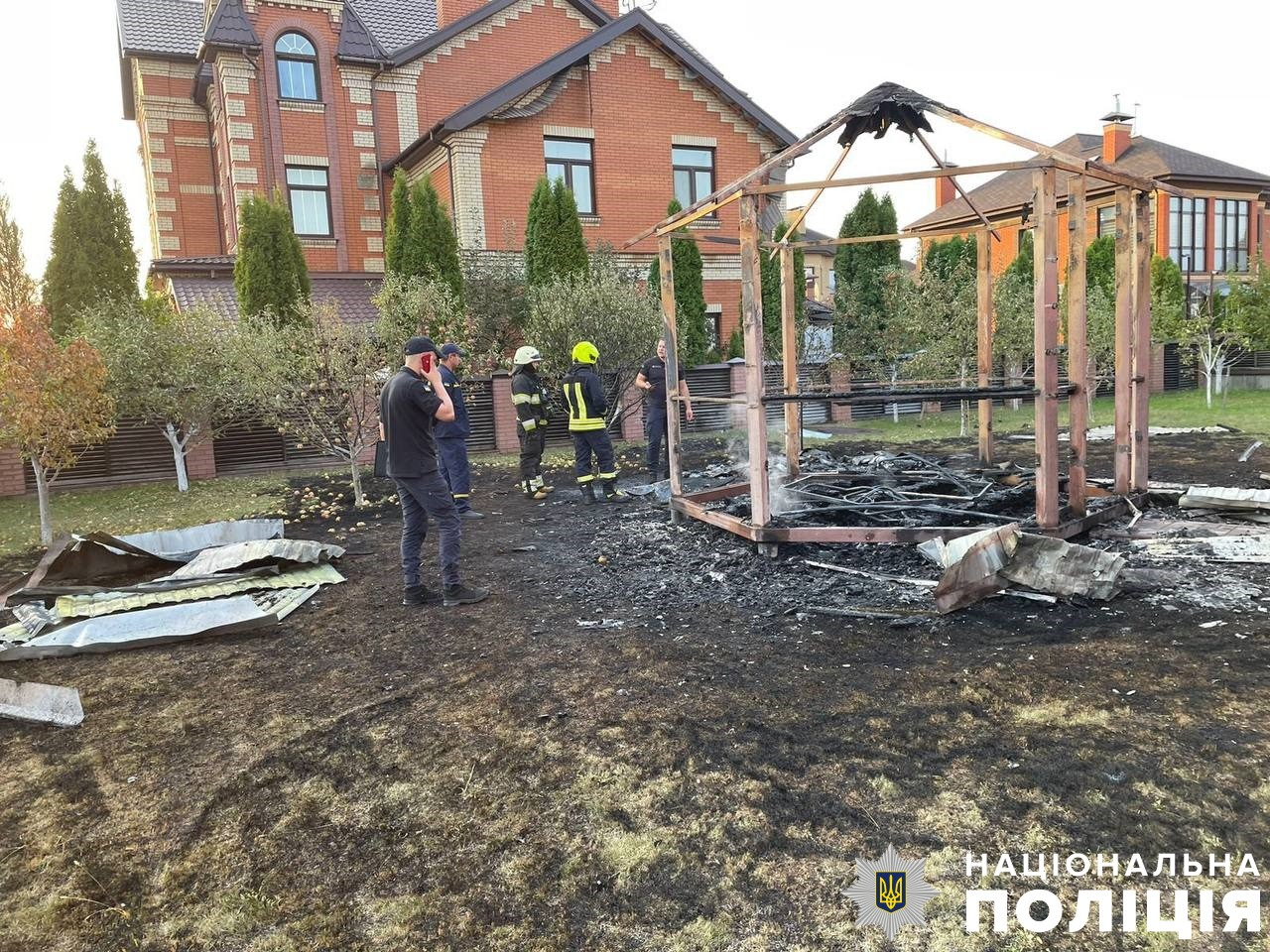
俄軍使用無人機襲擊基輔地區後

烏克蘭地方政府表示，截至29日上午9時，俄羅斯在過去24小時內襲擊尼古拉耶夫、切爾尼戈夫、切爾卡瑟、波爾塔瓦、基洛夫格勒、盧甘斯克、扎波羅熱、蘇梅、基輔、第聶伯羅彼得羅夫斯克、赫爾松、哈爾科夫和頓涅茨克州等地，至少造成5名平民死亡，43名平民受傷。蘇梅地區軍事管理局表示，俄軍使用無人機對中布達發動「雙連擊戰術」襲擊，在救援人員到場後，對同一地點發動2次襲擊，至少造成2名平民和1名警察受傷。
烏克蘭武裝部隊總參謀部表示，自全面入侵以來，俄羅斯在烏克蘭損失612,390名士兵，過去一天俄軍有1,200人傷亡，累計損失8,571輛戰車、16,699輛裝甲戰鬥車輛、23,706輛車輛和油箱、17,549門火砲系統、1,174套多管火箭系統、939套防空系統、368架飛機、328架直升機、14,369架無人機、2,556枚巡弋飛彈、28艘船隻和1艘潛艦等。總參謀部證實，烏軍28日襲擊俄羅斯羅斯托夫州石油倉庫，並首次襲擊距離烏克蘭邊境約1,200公里的基洛夫州。烏克蘭第24機械化旅發言人表示，俄烏正在恰西夫亞爾爆發激烈戰鬥，俄軍已經控制恰西夫亞爾部分地區。烏克蘭軍方哈爾科夫部隊小組表示，俄軍試圖向沃夫昌斯克市中心運送士兵，在遭受襲擊後被迫撤退。烏克蘭武裝部隊總司令瑟爾斯基表示，烏軍和俄軍在頓涅茨克州波克羅夫斯克地區的戰鬥異常殘酷，俄軍在戰鬥中投入大量資源，試圖突破烏軍防線，赫羅迪夫卡村東郊、羅迪夫卡村東郊、新羅迪夫卡、卡緬尼亞爾和克拉斯尼亞爾以及米哈伊利夫卡附近爆發激烈戰鬥。
烏克蘭武裝部隊總參謀部證實，26日1架烏克蘭空軍F-16戰機在擊退俄羅斯大規模襲擊時墜毀，是自烏克蘭盟友交付F-16戰機，乌军首次公布損失F-16戰機相关信息。烏克蘭西部空軍司令部表示，代號「Moonfish」的飛行員奧萊克西·梅斯死亡，行動中梅斯駕駛F-16戰機摧毀3枚巡航導彈和1架無人機，在接近下一個目標時通訊中斷，及後墜毀。烏克蘭國防部宣布，成立特別委員會調查墜機原因。美國傳媒「華爾街日報」引述美國不具名官員消息報道，戰機並非被俄羅斯擊落。烏克蘭傳媒「真理報」報道，國防部正循多個方向調查，包括機師失誤、技術故障以及是否遭烏方防空部隊誤射。俄羅斯國營傳媒「塔斯社」則報道，烏克蘭有議員質疑F-16戰機可能遭愛國者導彈擊落，原因跟各部門不協調有關。
俄羅斯國防部表示，防空系統在過去24小時內擊落3枚法製鐵錘航空炸彈、1枚美製海馬斯多管火箭系統火箭彈和36架無人機。
俄羅斯國防部表示，西部集團軍部隊已經控制盧甘斯克地區斯泰爾馬霍夫卡定居點，中央集團軍部隊已經控制頓涅茨克地區尼古拉耶夫卡村，烏克蘭軍隊在過去一晝夜內，在前線各地區內損失2,125名軍人，俄軍航空兵、無人機、導彈部隊和炮兵摧毀135個有生力量和烏軍裝備聚集區。自特別軍事行動展開以來，累計摧毀烏軍640架戰機，283架直升機，30,649架無人機，575套防空導彈系統，17,593輛坦克及其他裝甲車輛，1,426套多管火箭炮，13,741門火炮和迫擊炮，25,335輛其他軍用車輛。俄羅斯庫爾斯克州代理州長表示，當局正在建立武裝志願者分遣隊，以確保在庫爾斯克地區的法律和秩序。
非政府組織「白俄羅斯哈瓊監測小組」表示，1架俄羅斯無人機在進入烏克蘭領空後，飛往白俄羅斯，1架白俄羅斯戰機試圖擊落無人機，是白俄空軍首次試圖擊落。
烏克蘭總統澤連斯基在烏克蘭陣亡衛士紀念日，指責2014年的伊洛瓦伊斯克戰役是俄羅斯有計劃的戰爭罪行，永遠不會允許俄羅斯逍遙法外。烏克蘭總統辦公室主任葉爾馬克公布一封烏克蘭駐維也納外交使團提供給國際原子能機構的信件，指出俄羅斯在26日對烏克蘭的大規模空襲，導致羅夫諾核電站1、3和4號機組人員以及南烏克蘭核電站3號機組與電網的連接中斷。葉爾馬克表示，透過「帶孩子回來UA」計劃，14名2.5個月大到16歲不等的兒童及其家庭已從俄佔烏克蘭地區撤離。
烏克蘭國家安全局表示，國家安全局缺席指控俄羅斯上校亞歷山大·科尼耶夫、俄佔當局副檢察官葉夫亨·斯維斯圖諾夫和俄佔當局首席調查員丹尼斯·謝霍維茨，涉嫌在俄佔別爾江斯克組織俄羅斯武裝部隊的突襲和綁架當地居民和親烏克蘭合作者，居民受到電流酷刑、長時間沒有食物和水，試圖吸引受害者與俄羅斯武裝部隊合作，3人親自參與對當地家庭的突襲，尋找親烏克蘭持不同政見者。
俄羅斯外交部發言人扎哈羅娃表示，由俄羅斯總統普京提出的和平倡議，實質是要求烏軍全面撤出頓涅茨克、盧甘斯克、扎波羅熱和赫爾松地區，烏克蘭放棄加入北約，取消所有西方對俄羅斯的制裁，以及確保烏克蘭俄語公民的權利仍將是解決烏克蘭衝突的普遍和長期方案，並不是為了重新武裝基輔政權而凍結衝突，而是為了最終結束衝突。但在發生暴行的情況下，特別是無差別攻擊與戰事無關的平民和民用基礎設施、威脅核電設施，就不可能與基輔恐怖主義政權進行任何和談。
烏克蘭外長庫列巴在布魯塞爾出席歐盟非正式外長會議時表示，烏軍只會攻擊俄羅斯境內合法軍事目標，若西方國家不放寬烏軍使用武器限制，俄軍一旦戰勝，西方國家要負責，呼籲歐盟國家加快為保護能源系統交付武器和裝置。歐盟外交和安全政策高級代表博雷利表示，提供給烏克蘭的武器必須得到充分利用，並且必須解除限制，以便烏克蘭人能夠瞄準俄羅斯的軍事目標，否則這些武器毫無用處。匈牙利外長彼得表示，必須阻止博雷利的想法，匈牙利不希望烏克蘭有更多的武器，不希望更多的死亡，不希望戰爭升級，將繼續支援常識與和平。拉脫維亞外長布拉熱表示，烏克蘭在庫爾斯克的行動屬於烏克蘭在「聯合國憲章」第51條的自衛權涵蓋範圍內，烏克蘭在行動中非常小心，不追捕平民，不做俄羅斯人在烏克蘭領土上做的事情，是正常的軍事反擊。捷克外長利帕夫斯基表示，由捷克領導為烏克蘭在歐盟境外購買彈藥的計劃，正在按計劃向烏克蘭交付物資。
伊科庫契里夫民主倡議基金會公布民意調查顯示，近80%受訪烏克蘭人認為不僅僅是克里姆林宮，所有俄羅斯人都需要對俄羅斯的侵略負責。65%受訪烏克蘭人認為俄羅斯人民正在鼓勵俄羅斯領導人繼續對烏克蘭的戰爭。

## 8月30日
烏克蘭地方政府表示，截至30日上午9時，俄羅斯在過去24小時內襲擊尼古拉耶夫、切爾尼戈夫、波爾塔瓦、盧甘斯克、扎波羅熱、蘇梅、第聶伯羅彼得羅夫斯克、赫爾松、哈爾科夫和頓涅茨克州等地，至少造成2名平民死亡，32名平民受傷。烏克蘭哈爾科夫州州長表示，俄軍使用UMPB D-30彈藥襲擊哈爾科夫市一棟住宅樓，至少造成7名平民死亡，包括1名兒童，97名平民受傷。
烏克蘭武裝部隊總參謀部表示，自全面入侵以來，俄羅斯在烏克蘭損失613,590名士兵，過去一天俄軍有1,200人傷亡，累計損失8,574輛戰車、16,722輛裝甲戰鬥車輛、23,763輛車輛和油箱、17,572門火砲系統、1,175套多管火箭系統、940套防空系統、368架飛機、328架直升機、14,453架無人機、2,556枚巡弋飛彈、28艘船隻和1艘潛艦等。武裝部隊總司令瑟爾斯基表示，烏軍在俄羅斯庫爾斯克地區推進多2公里，佔領多5平方公里領土，庫爾斯克地區攻勢仍在繼續，而頓涅茨克州前線波克羅夫斯克方向的嚴峻局勢仍然持續，前線其他地方，局勢複雜但得到控制。
俄羅斯國防部表示，防空部隊摧毀午夜至凌晨期間，在布良斯克州上空摧毀11架無人機，在卡盧加州摧毀4架，在俄佔克里米亞摧毀2架，在別爾哥羅德州摧毀1架。别尔哥罗德州州长表示，烏軍使用吸血鬼多管火箭炮炮擊别尔哥罗德市和别尔哥罗德区，造成5人死亡、46人受伤，包括7名兒童。
俄羅斯國防部表示，過去一周內，武裝力量使用高精度武器和無人機對烏軍裝備、保障工業運行能源設施進行14次集群打擊，所有目標均被擊中，烏軍過去一周損失達16,910名軍人。過去一周，防空部隊擊落烏克蘭空軍1架米格-29戰機，摧毀4枚圓點-U戰術彈道導彈、19枚法製鐵錘航空制導炸彈、31枚美製海馬斯火箭彈以及311架無人機。自特別軍事行動展開以來，累計摧毀烏軍641架戰機，283架直升機，30,701架無人機，575套防空導彈系統，17,783輛坦克及其他裝甲車輛，1,431套多管火箭炮，13,809門火炮和迫擊炮，25,447輛其他軍用車輛。
烏克蘭空軍總司令奧列修克表示，美國已經收到烏克蘭的初步報告，美國亦已加入對F-16戰機墜毀事件的調查。烏克蘭總統辦公室公布，總統澤連斯基解除烏克蘭空軍總司令奧列修克職務，烏克蘭空軍中部指揮部司令阿納托利·克里沃諾日科暫代。
俄羅斯克里姆林宮宣布，總統普京應蒙古總統呼日勒蘇赫邀請，於9月3日對蒙古進行正式訪問，出席參加蘇蒙聯軍擊潰日本軍國主義者85週年紀念活動。是自國際刑事法院於2023年3月就非法驅逐烏克蘭兒童向普京發出逮捕令以來，普京首次訪問國際刑事法院成員國。烏克蘭外交部呼籲，蒙古政府執行國際刑事法院的逮捕令，意識到普京是戰犯在普京到訪期間逮捕他。國際刑事法院發言人阿卜杜拉表示，作為國際刑事法院成員國，蒙古有義務在俄羅斯總統普京到訪期間執行對他的逮捕令，在不合作的情況下，法院法官可以就此作出調查，並通知締約國大會採取任何適當的措施。但規約亦訂明在某些情況下可以免除履行拘捕令的義務，例如可能會令締約國違反與其他國家的條約義務，或違反外交豁免權等。
俄羅斯外交部負責基輔政權罪行問題的無任所大使米羅什尼克表示，外交部將由俄羅斯駐國際組織代表團提交烏軍在庫爾斯克州的所有犯罪信息。另外，米羅什尼克表示，在烏克蘭的俄羅斯戰俘稱遭到虐待，只有紅十字國際委員會和聯合國專員前來視察前才會停止遭受毆打並獲得食物。
烏克蘭武裝部隊支援部隊表示，自俄羅斯開始全面入侵以來，烏克蘭已記錄4千多起俄軍在烏克蘭前線使用化學制劑武器的案件，其中2023年12月起至今已有3千1百多起案件，表明俄軍使用化學武器的數量急劇增加，曾有前線士兵報告每天遭受多達6次毒氣襲擊，通常在1小時內遭受2至3次襲擊。
俄羅斯聯邦安全局表示，2名哥倫比亞籍公民涉嫌加入烏軍對俄作戰，在返回哥倫比亞途中，過境委內瑞拉時遭委內瑞拉拘留，並且被引渡至俄羅斯，是自全面入侵開始以來的首次此類案件。
俄羅斯彼爾姆州當局表示，追捕因加入俄軍獲釋的囚犯阿爾喬姆·布欽，曾於2023年因強姦和謀殺一名護士被判處監禁20年，及後加入俄軍並烏克蘭前線作戰而獲釋，但當局發現其妻女屍體，懷疑遭布欽殺害，因此對布欽展開追捕。俄羅斯阿爾泰共和國獨立傳媒「Listok」記者謝爾蓋·米哈伊洛夫涉嫌傳播關於俄羅斯軍隊的虛假信息，聲稱俄羅斯士兵在布查大屠殺中謀殺數百名烏克蘭平民，以及俄羅斯在烏克蘭犯下的其他戰爭罪，被俄羅斯法院判處監禁8年，禁止從事新聞工作4年。
歐盟委員會主席馮德萊恩表示，批評某些歐盟政治家攪亂局勢，並將俄羅斯的戰爭責任推給烏克蘭，反問這些歐盟政治家會否將1956年蘇聯的入侵歸咎於匈牙利人，會否將1968年蘇聯的壓迫歸咎於捷克人。歐盟外交和安全政策高級代表博雷利表示，歐盟各國國防部長同意增加在歐盟烏克蘭軍事援助團計劃下接受培訓的烏克蘭軍事人員人數至7萬5千人，並且在基輔開設協調中心。
烏克蘭政府表示，作為烏克蘭重建工作的一部分，比利時將承擔重建基輔和切爾尼戈夫市2個地區的責任，並將撥款1.65億美元恢復基輔和切爾尼戈夫州民用和能源基礎設施。
俄羅斯獨立媒體Mediazona與BBC新聞俄語根據公共來源，包括訃告、親屬、地區媒體和地方當局的報道，確認自2022年2月俄羅斯全面入侵烏克蘭以來，66,471名俄羅斯陣亡士兵的名字，近4千名軍官在烏克蘭的戰鬥中喪生，至少有12,813名從監獄招募的囚犯、12,566名志願者和8,610名動員士兵在戰爭中死亡，至少172名沒有被部署在前線戰鬥行動的應徵者死亡，報道明確表示，實際數字可能更高。

## 8月31日
烏克蘭頓涅茨克州州長表示，俄軍炮擊前線城鎮恰西夫亞爾，至少造成5名平民死亡。烏克蘭地面部隊指揮官表示，俄軍使用制導空中炸彈和無人機攻擊烏佔庫爾斯克地區蘇賈鎮，試圖將蘇賈鎮「從地球上擦去」。蘇梅州軍事管理局表示，俄軍對蘇梅州社群發動襲擊，損壞用於收穫和運輸農作物的穀物卡車，至少造成1名平民死亡，4名平民受傷。
烏克蘭武裝部隊總參謀部表示，自全面入侵以來，俄羅斯在烏克蘭損失614,950名士兵，過去一天俄軍有1,360人傷亡，累計損失8,582輛戰車、16,736輛裝甲戰鬥車輛、23,825輛車輛和油箱、17,614門火砲系統、1,176套多管火箭系統、940套防空系統、368架飛機、328架直升機、14,471架無人機、2,557枚巡弋飛彈、28艘船隻和1艘潛艦等。
俄羅斯國防部表示，防空系統過去一天內擊落4枚美製ATACMS陸軍戰術導彈、6枚法製鐵錘制導炸彈、6枚吸血鬼火箭彈和48架無人機。
俄羅斯國防部表示，中央集團軍部隊已經控制頓涅茨克地區基洛沃村，烏克蘭軍隊在過去一晝夜內，在前線各地區內損失2,025名軍人，俄軍航空兵、無人機、導彈部隊和炮兵摧毀135個有生力量和烏軍裝備聚集區。自特別軍事行動展開以來，累計摧毀烏軍641架戰機，283架直升機，30,6749架無人機，575套防空導彈系統，17,5790輛坦克及其他裝甲車輛，1,433套多管火箭炮，13,846門火炮和迫擊炮，25,474輛其他軍用車輛。俄佔哈爾科夫地區官員甘切夫表示，俄軍在斯瓦托沃-庫皮揚斯克方向辛科夫卡村地區成功推進。
烏克蘭總統澤連斯基在夜間講話中表示，俄軍30日使用導引航空炸彈襲擊烏克蘭哈爾科夫地區，至少造成7名平民死亡、97名平民受傷，翌日再受到更多攻擊，認為只有打擊俄軍軍用機場和其基地及後勤部隊，才有可能避免更多傷亡。清除烏克蘭領空的俄羅斯導引航空炸彈是強迫俄方結束戰爭的重要一步，並透露每天與美國、英國、法國與德國談論遠程武器問題，強調需要獲得批准，使用遠程炮彈和導彈攻擊俄羅斯軍事目標。
烏克蘭國防部長烏梅羅夫表示，已經向美國高級官員提交一份烏克蘭希望使用美國提供的陸軍戰術導彈系統攻擊的俄羅斯境內目標清單。另外接受傳媒訪問時表示，總統澤連斯基解除烏克蘭空軍總司令奧列修克職務與F-16戰機墜毀無關，只是正常的職務輪換。
俄羅斯外交部基輔政權罪行無任所大使米羅什尼克時說，烏克蘭勒索扎波羅熱核電站的員工，威脅要殺死他們的親屬，誘使他們實施恐怖行動。
烏克蘭執政「人民公僕」黨國會議員向蒙古國家大呼拉爾議員發公開信，呼籲蒙古當局執行具有約束力的國際逮捕令，在俄羅斯總統普京到訪期間，拘捕普京並移交海牙國際刑事法院。
丹麥首相弗雷德裡克表示，由丹麥提供的F-16戰機正在在烏克蘭工作，形容非常自豪，但不幸的是最近失去一位烏克蘭飛行員。
荷蘭國防部長布雷克曼斯表示，荷蘭將向烏克蘭提供28輛Viking Bandvagn S10兩棲裝甲車，荷蘭海軍陸戰隊已經協助訓練烏克蘭士兵使用這些車輛。